# Pazifikkrieg

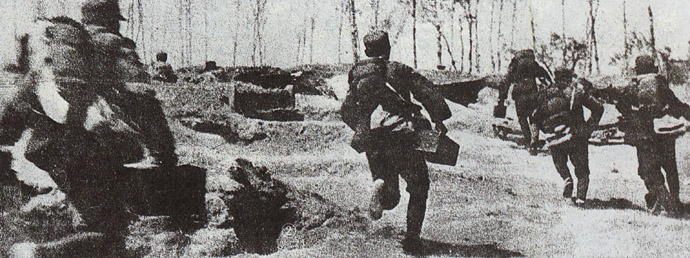
Chinesische Soldaten stürmen japanische Stellungen in der Schlacht um Tai’erzhuang (März 1938)

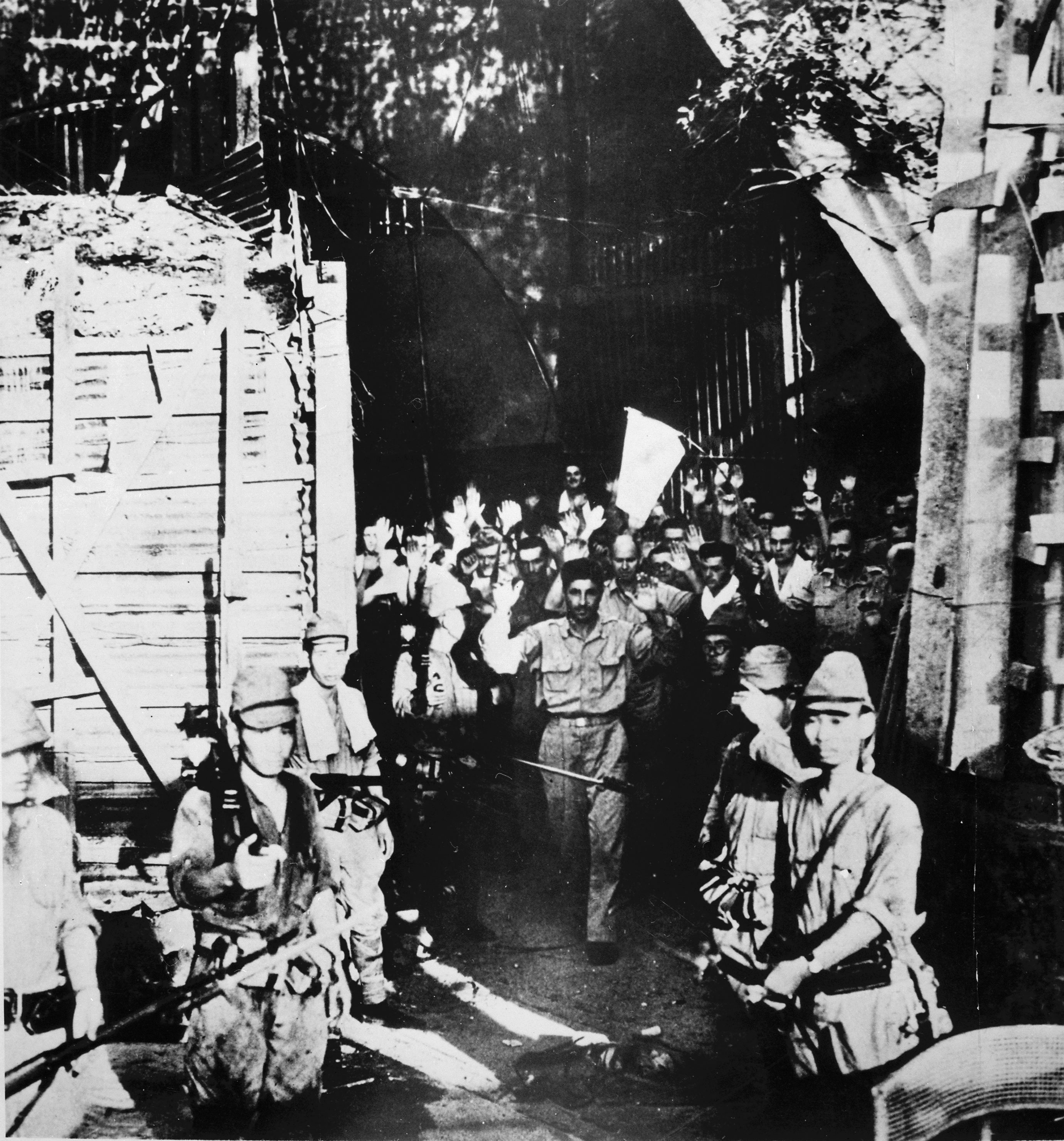
Kapitulation von US-Soldaten und Filipinos auf Corregidor, Philippinen (Mai 1942)

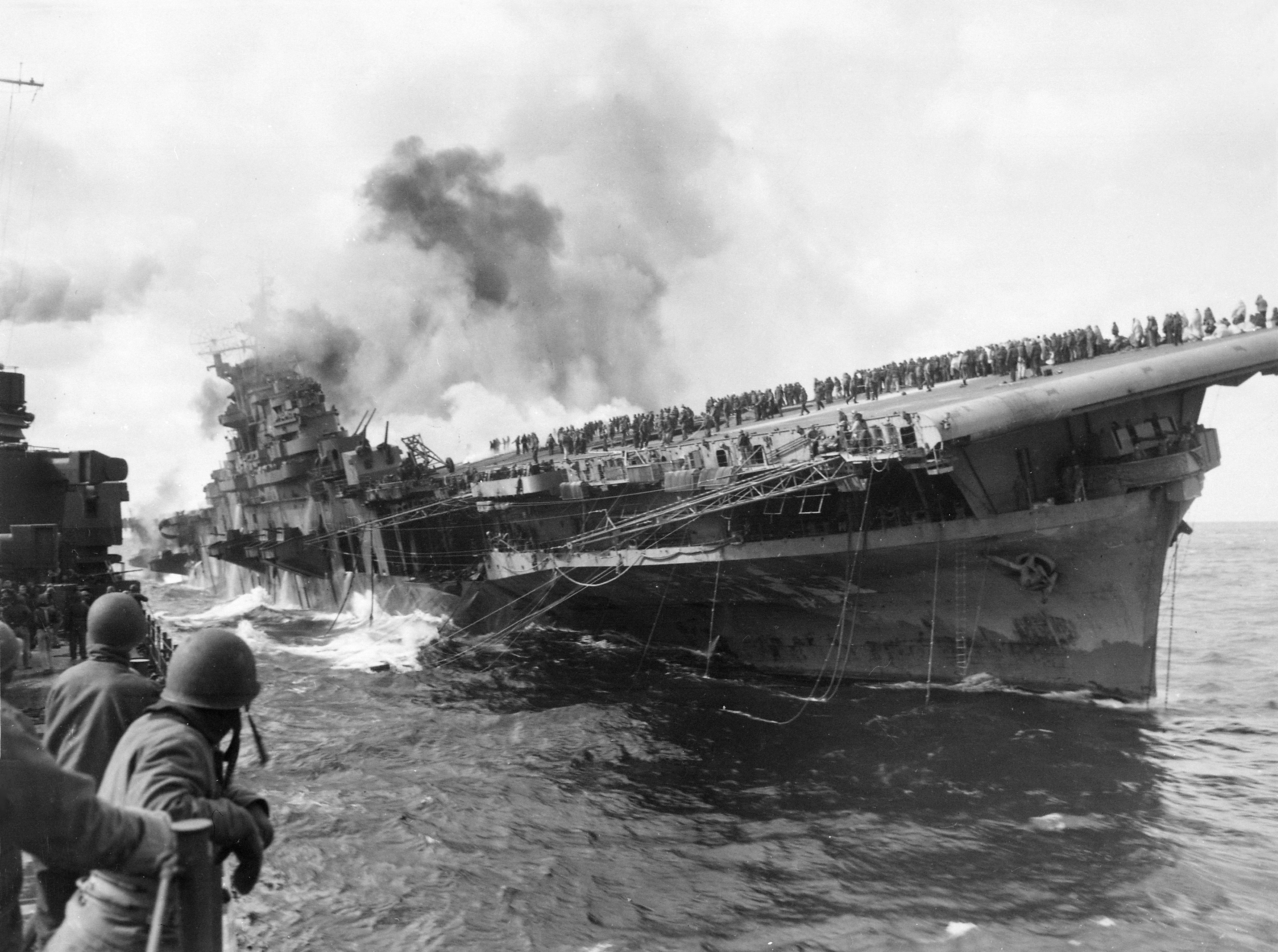
Die Franklin brennend mit Schlagseite nach schweren japanischen Bombentreffern (März 1945)

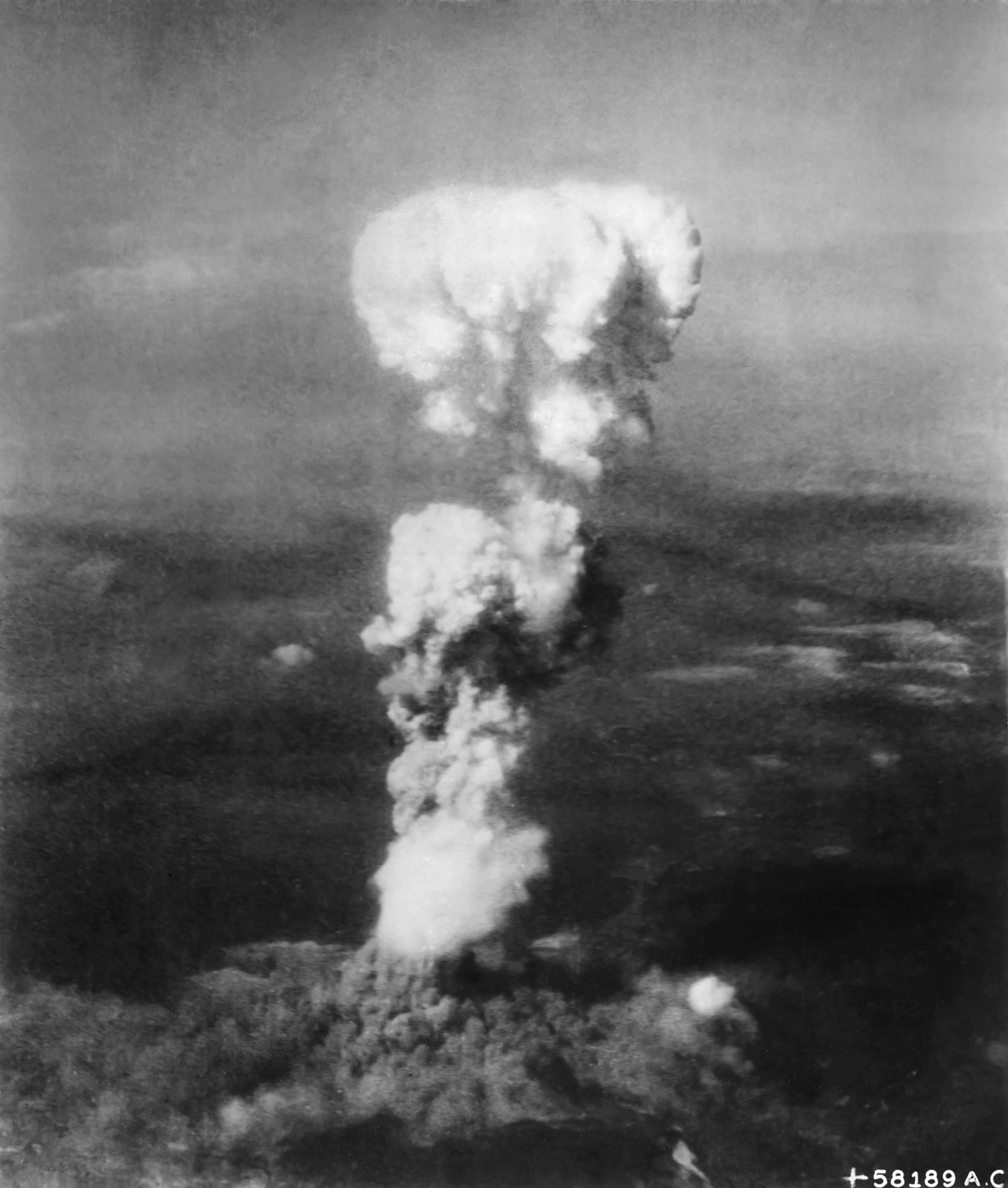
Die Wolke der ersten abgeworfenen Atombombe über Hiroshima am 6. August 1945

Als Pazifikkrieg werden zusammengefasst die 1937 begonnenen Kampfhandlungen zwischen dem Japanischen Kaiserreich und der Republik China, später zusätzlich insbesondere den Vereinigten Staaten und deren Alliierten in Ostasien und im pazifischen Raum bezeichnet. Mit dem Kriegsschauplatz in Europa ist er Teil des Zweiten Weltkrieges. Als Beginn des Pazifikkrieges gilt der Zweite Japanisch-Chinesische Krieg, welcher am 7. Juli 1937 ausbrach. Der Pazifikkrieg sowie der Zweite Weltkrieg endeten mit der Kapitulation Japans am 2. September 1945. Der Krieg umfasste komplexe militärische Operationen zu Lande, zur See und in der Luft.
Zunächst als Konflikt zwischen Japan und China begonnen, weiteten sich die Kampfhandlungen nach dem japanischen Angriff auf Pearl Harbor am 7. Dezember 1941 auf den gesamten Pazifik aus und markierten den Beginn des Kampfes zwischen den Achsenmächten und den Alliierten auf und um den Pazifischen Ozean. Auf Seiten der USA und Chinas kämpften unter anderem Großbritannien, Australien, Neuseeland, die Niederlande und die Sowjetunion. Auf Seiten Japans erklärten im Kriegsverlauf einige der von ihnen besetzten Länder wie z. B. Mandschuko den Alliierten den Krieg. Gegen Kriegsende traten einige asiatische Länder, nachdem die Japaner auf ihrem Territorium besiegt worden waren, auf Seiten der Alliierten in den Krieg ein.
Da der Krieg unter anderem die Vormachtstellung im Pazifik zum Ziel hatte, kamen in diesem neben den Heeren vor allem den See- und Luftstreitkräften der Hauptgegner (USA und Japan) Geltung zu. Es wurden neue militärische Ansätze der See- und Luftkriegsführung entdeckt und entwickelt, welche bis dahin unbekannt waren, wie z. B. Trägerschlachten. Dazu war er der einzige Krieg, in dem sowohl atomare (von den USA über Japan) als auch biologische und chemische Waffen (beide hauptsächlich von Japan in China) eingesetzt wurden. Anfänglich charakterisiert durch erfolgreiche japanische Offensiven in China, Ozeanien und im Pazifik, die einer Expansionspolitik zugrunde lagen, änderte sich ab etwa Mitte 1942 das Kräfteverhältnis und damit die Kampfentscheidungen zugunsten der USA und ihrer Alliierten.
Japan wurde im Verlauf des Krieges – unter anderem durch massive Verluste in Niederlagen, wie in der Schlacht um Midway – zunehmend in die Defensive gedrängt und litt während der Dauer des Krieges unter anderem an einer Überdehnung seiner militärischen und wirtschaftlichen Ressourcen. Die letzte Phase des Krieges markierten die Atombombenabwürfe auf Hiroshima und Nagasaki, sowie der Eintritt der Sowjetunion in den Krieg an der japanischen Westfront. Das Ende des Krieges bedeutete de-facto das Ende des Japanischen Kaiserreiches und ordnete die geopolitischen Begebenheiten im gesamten Pazifikraum und Ostasien neu. Insgesamt forderte der Pazifikkrieg ca. 36 Millionen Tote, ein Großteil davon zivile Opfer.

## Kriegsbezeichnungen

### Japan

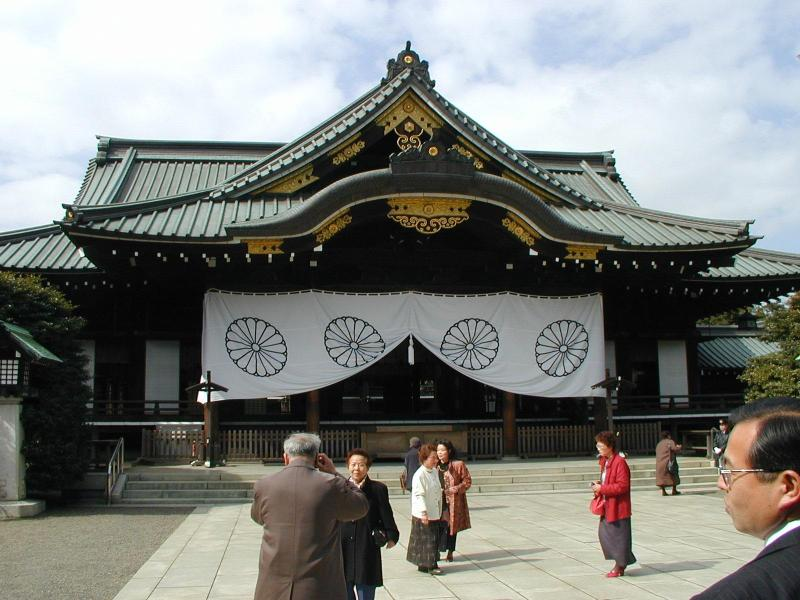
Yasukuni-Schrein

Die offizielle japanische Bezeichnung für den Gesamtkonflikt, der aus dem laufenden Krieg gegen die Republik China und der gerade begonnenen Auseinandersetzung mit den USA bestand, war Daitōa sensō (jap. 大東亜戦争), Großostasiatischer Krieg. Der Name wurde am 10. Dezember 1941 vom japanischen Parlament beschlossen. Zwei Tage darauf erfolgte die Bekanntgabe des Namens an das japanische Volk. Eine weitere Bezeichnung war Taiheiyō sensō (太平洋戦争), was wörtlich Pazifikkrieg bedeutet. Die Kaiserlich Japanische Marine hatte diese Bezeichnung bereits im Dezember 1941 auf der Verbindungskonferenz des Daihon’ei als offiziellen Namen für den Gesamtkonflikt vorgeschlagen, aber nicht durchsetzen können. Die Bezeichnung „Großostasiatischer Krieg“ wurde dann im Dezember 1945 von den alliierten Besatzungsbehörden (SCAP/GHQ) verboten und die Verwendung des Begriffes „Pazifikkrieg“ angeordnet. Nach dem Ende der Besatzungszeit waren in Japan seit den 1950er-Jahren beide Bezeichnungen in Gebrauch.
Die dritte Bezeichnung Jūgonen sensō (十五年戦争), 15-jähriger Krieg, wurde nicht so häufig benutzt. Sie geht davon aus, dass der Zweite Japanisch-Chinesische Krieg, der bis zum Ende des Zweiten Weltkrieges dauerte, bereits 1931 mit dem Mukden-Zwischenfall begann. Dieser Krieg ist in Japan als Japanisch-Chinesischer Krieg (jap. 日中戦争, Nitchū Sensō) oder auch als HEI, Operation C oder Invasion in China bekannt. Heute setzt sich in Japan allgemein immer mehr der Begriff Ajia Taiheiyō sensō (アジア太平洋戦争), Asiatisch-Pazifischer Krieg, durch, welcher sich wie 15-jähriger Krieg auf die Zeit zwischen 1931 und 1945 bezieht und die Verknüpfung der Konflikte betont, allerdings nicht wie Pazifischer Krieg den Kriegsschauplatz China praktisch ausblendet. Stellvertretend für diese Entwicklung war die Publikation der 8-bändigen Reihe Ajia Taiheiyō sensō des Verlagshauses Iwanami Shoten (岩波書店) im Jahr 2005, die eine Zusammenfassung des jüngsten Forschungsstandes zum Asiatisch-Pazifischen Krieg darstellt.

### China
Die Bezeichnungen für den Krieg sind unterschiedlich: In der Volksrepublik China und der Republik China ist Krieg des Widerstands gegen Japan (chinesisch 抗日戰爭, Pinyin kàngrì zhànzhēng) die offizielle Bezeichnung des Krieges. Die Bezeichnung wird aber auch in anderen südostasiatischen Ländern für den eigenen Widerstand gegen die japanische Besatzung verwendet. Der Krieg wird in China auch einfach als Krieg des Widerstands (抗戰,  kàngzhàn) bezeichnet. Daneben existiert allgemein im Chinesischen auch die neutrale Bezeichnung Tàipíngyáng zhànzhēng (太平洋戰爭 / 太平洋战争 – „Pazifikkrieg“).

### USA und Alliierte
Von den USA wurde die Bezeichnung Pacific Theater of Operations (PTO) für alle militärischen Aktionen im Pazifik und den umliegenden Staaten gewählt. Da der US-Armee, der US-Marine und dem US-Marinekorps eine annähernd gleiche Rolle in diesem Konflikt zukam und das Einsatzgebiet sich über die Fläche des Pazifiks und Südostasiens bis nach Indien erstreckte, wurde im Gegensatz zum europäischen Kriegsschauplatz kein Gesamt-Oberbefehlshaber bestimmt, wie es dort Eisenhower war. Die beiden Kommandeure der USA im PTO waren ab dem 30. März 1942 der Commander in Chief Pacific Ocean Areas Admiral Chester W. Nimitz und der Supreme Allied Commander Southwest Pacific Area Douglas MacArthur. Ihnen waren zusätzlich die alliierten Einheiten der Briten, Australier, Neuseeländer und Niederländer unterstellt.
Ein dritter Kampfbereich war das South-East Asian Theater (SEAT), zu dem die Staaten Indien, Burma, Thailand, Malaysia und Singapur gehörten. Hier operierten indische, britische und amerikanische Truppen. Oberbefehlshaber war ab dem 7. Dezember 1941 General Sir Archibald Wavell, der einen Monat später auch das ABDACOM mit zusätzlichen niederländischen und australischen Einheiten übernahm. Nach dessen Zerschlagung Ende Februar 1942 kam das SEAT vorerst unter das britische Indien-Kommando, um dann im August 1943 auf Anordnung Winston Churchills neu aufgestellt zu werden. Ab Oktober war der neue Oberbefehlshaber Admiral Louis Mountbatten. Die Bezeichnung China Burma India Theater bezog sich auf den Kampfraum der Alliierten, die von Britisch-Indien und Burma aus versuchten, die japanische Invasion in China zu bekämpfen.

## Übersicht

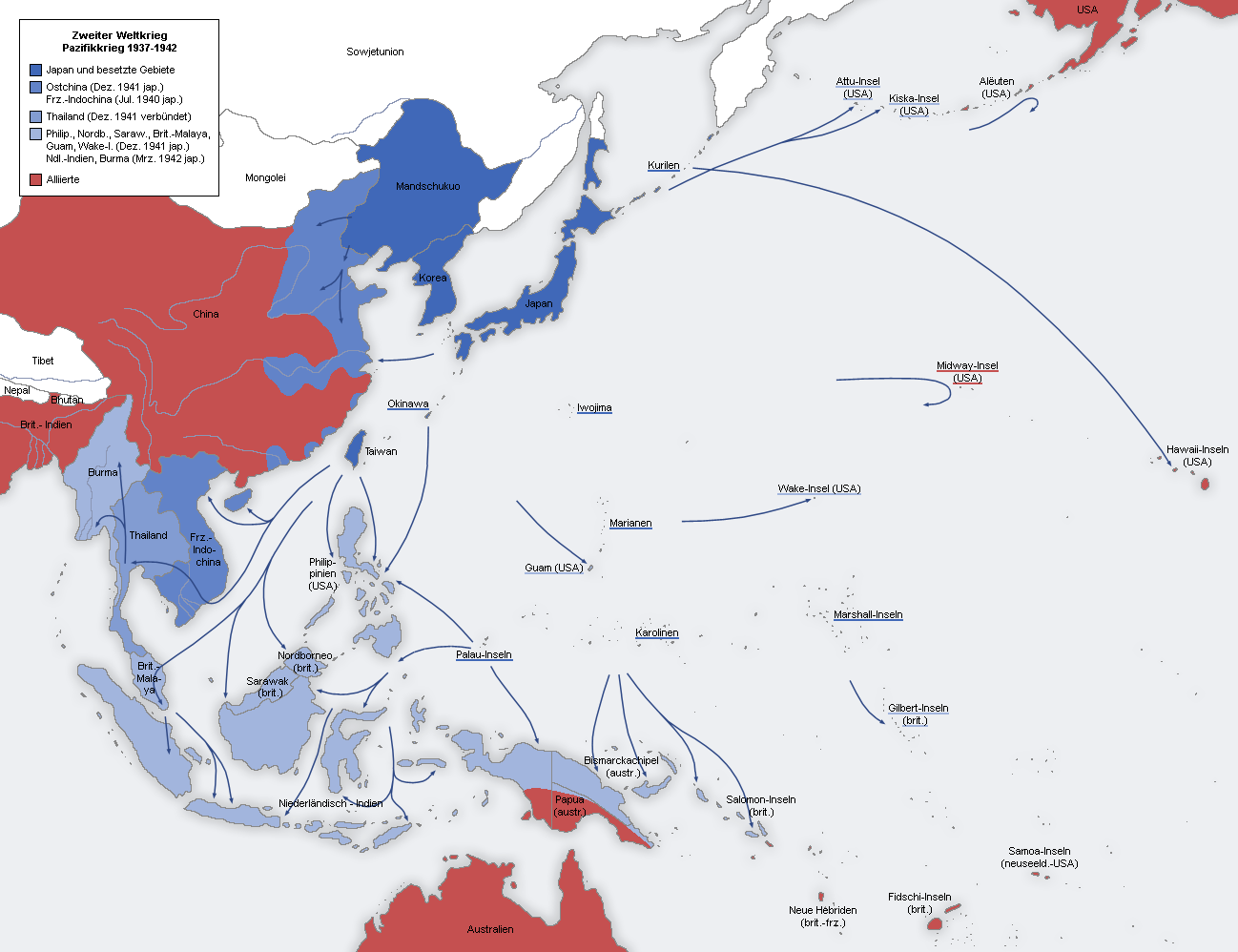
Pazifikkrieg 1937–1942

Der Pazifikkrieg unterschied sich in vielen Punkten vom Krieg in Europa. Während sich das Schlachtgeschehen in Europa von Beginn bis zum Kriegsende überwiegend auf dem Festland abspielte, verlagerten sich die Kampfräume in Südostasien vom Festland auf den weit ausgedehnten pazifischen Seeraum. Die Seegefechte zwischen den Alliierten und Japan trugen ab 1942 wesentlich zum Ausgang des Krieges bei. In der Pazifikregion wurde auf Land meist in unwegsamen Regenwaldgebieten gekämpft, weshalb meist kein schweres Gerät wie beispielsweise Panzer eingesetzt wurde. Von entscheidender Bedeutung war daher das koordinierte Vorgehen der Land-, Luft- und Seestreitkräfte. Indem die Japaner diese Strategie umsetzten, eroberten sie in kurzer Zeit einen gewaltigen Raum. Später kopierten und perfektionierten die Amerikaner dieses Vorgehen.
Die Krise in Ostasien, die seit dem japanischen Einfall in die Mandschurei 1931 und der Bildung des Marionettenstaats Mandschukuo zwischen Japan und China herrschte, führte am 7. Juli 1937 beim Zwischenfall an der Marco-Polo-Brücke zum Ausbruch des Zweiten Japanisch-Chinesischen Krieges. Bis 1940, als es zu einem Stillstand an der Front kam, hatte die japanische Armee den Norden Chinas erobert und viele der Küstenstädte standen unter ihrem Einfluss. Trotz vieler diplomatischer Versuche, eine Kriegsausweitung nach Südostasien zu verhindern und die Japaner mittels wirtschaftlicher Embargos zum Rückzug aus den besetzten Gebieten zu zwingen, kam es am 7. Dezember 1941 zum Angriff auf Pearl Harbor.
Nach diesem empfindlichen Schlag gegen die USA drangen die Japaner planmäßig weiter nach Süden vor und besetzten unter der Ideologie Asien den Asiaten europäische und amerikanische Kolonien wie Hongkong (→ Schlacht um Hongkong), die Philippinen und Niederländisch-Indien. Innerhalb von vier Monaten hatten japanische Truppen ganz Südostasien und einen Großteil des Pazifiks mit etwa 450 Millionen Menschen unter ihrer Kontrolle. Dies war die größte Ausdehnung in der Geschichte Japans. Bereits Mitte 1942, nach der Schlacht im Korallenmeer sowie der Schlacht um Midway, bei der die Flotte der Japaner durch den Verlust von vier großen Flugzeugträgern empfindlich geschwächt worden war, änderte sich die Situation jedoch grundlegend: Amerikanische Truppen konnten ein weiteres Vordringen Japans verhindern und die kaiserlichen Truppen dauerhaft in die Defensive drängen. Damit war eine Isolierung Australiens von Amerika vereitelt und US-Truppen konnten kontinuierlich auf japanisch besetztes Gebiet vorrücken. Fortan versuchten die Japaner, den angreifenden Alliierten möglichst hohe Verluste zuzufügen, um insbesondere die USA zu einem Verhandlungsfrieden zu nötigen. Die härtesten Kämpfe tobten dabei von Ende 1942 bis Mitte 1944 in der Südsee auf den Salomonen, den Gilbert-Inseln, den Marshallinseln und den Marianen.
Ein erfolgreiches taktisches Mittel war dabei das sogenannte Inselspringen, bei dem die Amerikaner die besonders stark befestigten japanischen Stützpunkte umgingen und Insel für Insel in Richtung japanisches Hoheitsgebiet einnahmen. Ende Oktober bis Anfang November 1944 kam es zur Seeschlacht von Leyte (Philippinen), bei der die Japaner fast ihre komplette Seestreitmacht verloren. In militärischer Hinsicht war damit eine totale Niederlage der kaiserlichen Truppen unausweichlich geworden. Dennoch verweigerte Japan die Kapitulation. Nach blutigen Kämpfen auf den japanischen Inseln Iwojima und Okinawa warfen amerikanische Bomber am 6. August 1945 die erste Atombombe auf Hiroshima und am 9. August die zweite über Nagasaki ab. Am 8. August erklärte überdies die Sowjetunion Japan den Krieg. Sechs Tage nach dem Angriff auf Nagasaki verkündete der japanische Tennō im Rundfunk die Kapitulation (Gyokuon-hōsō), die am 2. September in der Bucht von Tokio auf der Missouri unterzeichnet wurde.

## Kriegsgebiet
Wer den Pazifik als Kriegsschauplatz verstehen will, braucht Kenntnisse über den Ozean, seine Inseln, seine Völker und seine Geschichte. Es waren diese Faktoren, die in hohem Maße bestimmten, wo und wie der Krieg geführt werden würde, die die Strategie prägten, die Logistik erschwerten und die Taktik bedingten.

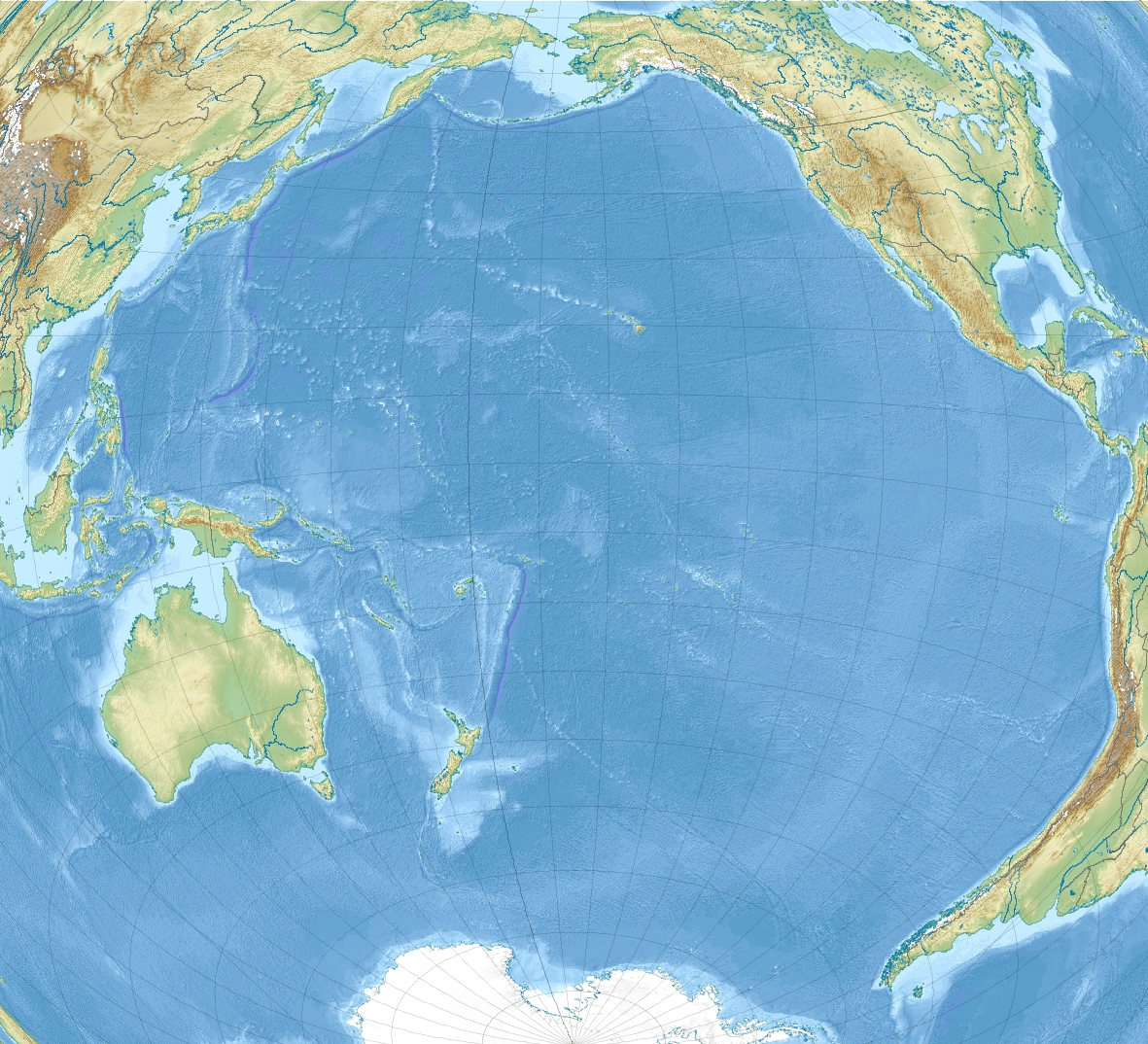
Reliefkarte des Pazifischen Ozeans

Der Pazifik ist die größte und tiefste Wasserfläche der Erde. Die Fläche des Ozeans beträgt mit Nebenmeeren 181,34 Mio. km², ohne die Nebenmeere 166,24 Mio. km², was rund 35 Prozent der gesamten Erdoberfläche oder die Hälfte der Meeresfläche der Erde und damit mehr als die Fläche aller Kontinente zusammen ausmacht. In seinen Weiten liegen zahllose Inseln, von den kleinsten Koralleninseln, die so niedrig sind, dass sie kaum die Strahlen der untergehenden Sonne brechen, bis hin zum australischen Festland mit einer Fläche von 7.688.287 km². Hier gibt es alle Klimazonen, von brütender Hitze bis zu polarer Kälte, und eine verblüffende Vielfalt an Landschaften – dampfende und lärmende Dschungel, neblige, gefrorene, windgepeitschte Inseln, Wüsten, palmenbewachsene Korallenatolle, grasbewachsene Hochebenen, ausgedörrte baumlose Ebenen und lebende Vulkane, die neue Inseln aufwerfen und alte zerstören. Der wichtigste Kriegsschauplatz im Pazifikkrieg war das Pacific Ocean theater of World War II. Das Kriegsgebiet wurde bestimmt durch die Pacific Ocean Areas und deren Unterteilungen. Daher gehörten die Philippinen, Niederländisch-Ostindien, Borneo, Australien und der größte Teil des Territorium Neuguinea nicht dazu. Diese waren dem Southwest Pacific Area unterstellt.
Weitere Kriegsschauplätze waren China und das restliche asiatischen Festland, zusammengefasst im China Burma India Theater of World War II. In seiner größten Ausdehnung erstreckte sich das Kriegsgebiet über einen Raum mit einem Radius von mehr als 5000 Kilometern über den Pazifischen und Indischen Ozean. Im Norden reichte es bis zur Sowjetunion und den Aleuten, im Westen bis nach Burma und Indien. Im Süden grenzte das Kriegsgebiet bis etwa 200 km an die Küste Australiens, und im Osten bis an den Militärstützpunkt Pearl Harbor auf Hawaii. Beschränkte sich der Krieg von 1937 bis Ende 1941 fast ausschließlich auf das chinesische Festland, verlagerte sich das Hauptkampfgebiet 1942 zum Pazifischen Ozean. Dort erwarteten die Soldaten auf den Inseln in der Regel Sumpfgebiete und Regenwald, die den Einsatz von Panzern und schweren Geschützen behinderten. Daher war es wichtig, die Lufthoheit zu erlangen und auf strategisch günstig gelegenen Inseln Luftwaffenstützpunkte einzurichten.

## Vorgeschichte
Anfang des 20. Jahrhunderts war der Großteil Ostasiens und des Pazifiks unter der Herrschaft europäischer und amerikanischer Kolonialmächte, beispielsweise Indochina (Frankreich), Philippinen (USA), Hawaii (USA), Indonesien (Niederlande), Nordost-Neuguinea (Deutschland) und Malaya (Großbritannien). Korea und Taiwan waren japanische Kolonien. Japan war vor dem Pazifikkrieg bereits an mehreren Kriegen beteiligt gewesen. 1894 eroberte es im Ersten Chinesisch-Japanischen Krieg unter anderem Port Arthur. Daraufhin kam es 1904 bis 1905 zum Russisch-Japanischen Krieg. Unter Tennō Yoshihito kämpfte Japan an der Seite der Alliierten im Ersten Weltkrieg, in dem Japan deutsche Kolonien des Kaiserreiches übernehmen konnte, wie zum Beispiel Deutsch-Neuguinea und Kiautschou (Qingdao).
Am vorläufigen Ende dieser Serie von Kriegen 1919 war Japan neben China die größte Macht in Ostasien: Das Land kontrollierte nicht nur die heutigen japanischen Inseln, sondern auch Korea, Taiwan, Sachalin, mehrere Inselgebiete in der Südsee und zahlreiche Küstenstädte des Festlandes. Von 1912 bis 1926 regierte mit dem Taishō-Tennō Yoshihito ein psychisch kranker Mann, wodurch sich die Macht vom Tennō und seinen Vertrauten, den Genrō, auf das Parlament und die neu gegründeten Parteien verschob. 1926 begann mit Hirohitos Inthronisierung die Shōwa-Zeit. Er regierte ein Land, in dem seit dem Ende des Ersten Weltkrieges nationalistische Kräfte zunehmend an Einfluss gewannen. Nachdem es nicht gelungen war, die Wirtschaftskrise ab 1929 im Rahmen der weltwirtschaftlichen Lage einzudämmen, wurden in Japan verstärkt Stimmen laut, die eine territoriale Expansion als Lösung der Probleme sahen. Durch die erfolgte Umstrukturierung der Wirtschaft mit einer erstarkten Schwerindustrie traten auch einflussreiche Finanzgruppen (Zaibatsu) mit demselben Ziel hervor.
Mehrere Putschversuche und eine massive Sozialistenverfolgung führten ab den 1930er-Jahren schlussendlich zum Aufstieg einer ultranationalen Gruppierung aus Militärs, die verstärkt Kontrolle über die Regierung, einschließlich des Amts des Premierminister Japans erlangten. Politische Gegner wurden verfolgt, Massenmedien zensiert. Der aggressive Einsatz für eine Neuordnung der Pazifikregion hatte vorgeblich zum Ziel, die Hegemonie der asiatischen Länder und Kolonien durch westliche, europäische Staaten zu beenden und sie durch eine japanische zu ersetzen (→ Panasiatismus). Das Hauptinteresse der japanischen Expansion galt dem Gebiet der damaligen Republik China. Nach dem von japanischer Seite fingierten Mukden-Zwischenfall am 18. September 1931 kam es zur Mandschurei-Krise und die Kwantung-Armee besetzte – angeblich ohne größere Rücksprache mit der japanischen Regierung – die Mandschurei. Am 1. März 1932 wurde dort der Marionettenstaat Mandschukuo ausgerufen, dessen offizieller Präsident und späterer Kaiser Puyi war. Aufgrund internationaler Proteste über das Vorgehen in China trat Japan 1933 aus dem Völkerbund aus, 1936 schloss es mit dem Deutschen Reich den Antikominternpakt.

## Kriegsverlauf

### 1937
Am 7. Juli 1937 kam es zum Zwischenfall an der Marco-Polo-Brücke, der den Zweiten Japanisch-Chinesischen Krieg auslöste, der im asiatischen Raum den Beginn des Pazifikkrieges markiert und in Japan auch als Beginn des Zweiten Weltkrieges gilt. Ob dieser Vorfall, bei dem sich japanische und chinesische Soldaten Feuergefechte lieferten, von Japan provoziert wurde, ist umstritten. In der Folge eröffneten die Japaner einen Angriff auf Peking, dem die chinesischen Verteidiger nichts entgegenzusetzen hatten. Am 29. Juli kapitulierte Peking und einen Tag später Tianjin (siehe auch: Schlacht um Peking-Tianjin). Die Japaner setzten ihren Vormarsch von Norden und Süden in China fort und die Nationalregierung der Kuomintang unter Chiang Kai-shek erklärte ihnen am 7. August den Krieg. Die Japaner rechneten mit einem schnellen Sieg, doch die ab dem 13. August tobende Zweite Schlacht um Shanghai dauerte unerwartet lange und forderte mit rund 70.000 japanischen und etwa 200.000 chinesischen Soldaten sehr viele Opfer.
Japan konnte die Schlacht erst Mitte November für sich entscheiden, als die japanische 10. Armee in der Hangzhou-Bucht landete und die chinesischen Truppen, die Shanghai in erbitterten Häuserkämpfen verteidigten, einzukesseln drohte. Die kommunistische chinesische Armee errang in der Schlacht von Pingxingguan am 25. September einen kleinen taktischen Sieg, der als „Der große Sieg von Pingxingguan“ in die Geschichte der Kommunistischen Partei einging. In dem engen Passtal nach Pingxingguan, das rund 10.000 Japaner ohne Vorerkundung befuhren, gelang es einer kommunistischen Einheit unter Marschall Lin Biao, mit Handgranaten und Gewehrfeuer eine Panik unter den Japanern auszulösen und sie in die Flucht zu schlagen. Dabei erbeuteten sie etwa 100 Lastkraftwagen mit Waffen- und Munitionsnachschub. Die japanische Seite beklagte ungefähr 1000 Tote und Gefangene und die Chinesen etwa 500. Prinz Konoe Fumimaro kündigte am 5. November Japans Ziel einer Neuordnung Asiens an. Zugleich unterbreitete die japanische Regierung der chinesischen Regierung das Angebot, den Zwischenfall beizulegen, wenn sich China in Zukunft an die drei vom japanischen Außenminister Hirota Kōki 1934 formulierten Prinzipien hielte. Die Prinzipien waren:
1. Unterdrückung aller antijapanischen Aktivitäten,
2. Anerkennung Mandschukuos und eine freundliche Beziehung zwischen Mandschukuo, China und Japan,
3. gemeinsamer Kampf gegen den Kommunismus.

Die Kuomintang weigerte sich zunächst, in Verhandlungen einzutreten, und änderte diese Haltung erst am 2. Dezember. Zu diesem Zeitpunkt hatten die Japaner Shanghai jedoch bereits erobert und die chinesischen Truppen befanden sich auf dem Rückzug. Daher war die japanische Regierung nicht mehr bereit, den Konflikt unter den zuvor genannten Bedingungen beizulegen, sondern stellte deutlich härtere Forderungen: die Demilitarisierung Nordchinas und der Inneren Mongolei, die Zahlung einer Entschädigung und den Aufbau von politischen Strukturen, die das Zusammenleben von Mandschukuo, Japan und China regeln sollten. Diese Bedingungen wies die chinesische Regierung zurück.

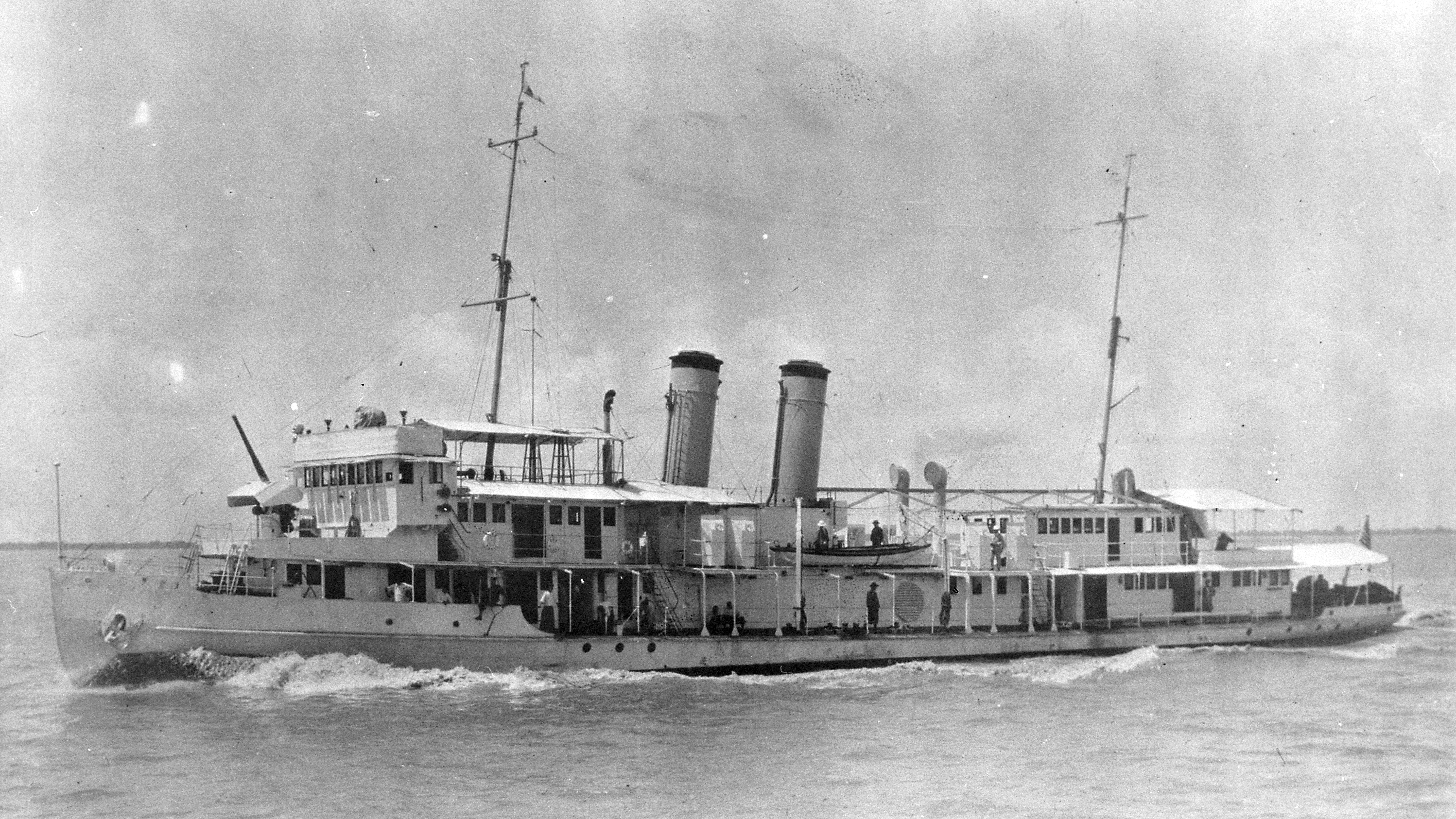
Das amerikanische Kanonenboot USS Panay

 Um den 8. Dezember erreichten die japanischen Truppen Nanking, die Hauptstadt der Kuomintang und kesselten sie ein. Die Bombardierungen dauerten Tag und Nacht und am 12. Dezember befahl der chinesische Stadtkommandant den Rückzug der Truppen, der am Fluss Jangtsekiang mit einer Panik endete. Viele Menschen ertranken in dem kalten Fluss.
Bei der Evakuierung von amerikanischen Bürgern aus Nanking beschossen die Japaner am selben Tag mit Kampfflugzeugen das auf dem Jangtsekiang voll beladen fahrende Kanonenboot Panay (Panay-Vorfall). Das Boot wurde versenkt. Drei Menschen starben und 48 wurden verletzt. Zwar entschuldigte sich die japanische Regierung für den Zwischenfall, aber zusammen mit Berichten über die Grausamkeiten japanischer Soldaten, die nun an die Öffentlichkeit kamen, sorgte es dafür, dass sich das Bild von Japan in den USA zu ändern begann. Am 13. Dezember besetzten die japanischen Truppen Nanking. In dem darauf folgenden, drei Wochen andauernden Massaker von Nanking wurden vermutlich mehr als 300.000 chinesische Zivilisten ermordet und etwa 20.000 Frauen vergewaltigt (siehe auch Kriegsverbrechen der Japanischen Armee im Zweiten Weltkrieg). Chiang Kai-shek ließ die Hauptstadt in das entfernte Chongqing verlagern.

### 1938

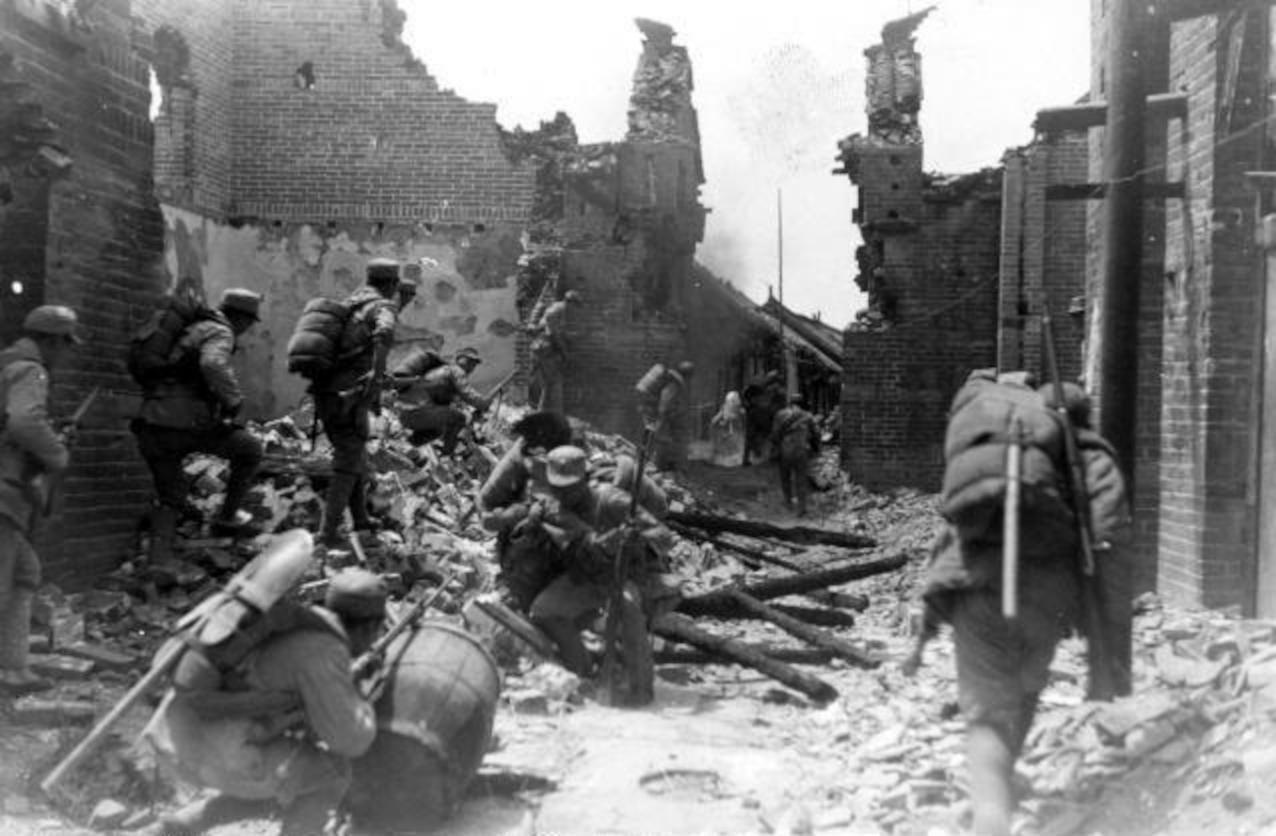
Chinesische Soldaten während des Häuserkampfs in der Schlacht um Tai’erzhuang

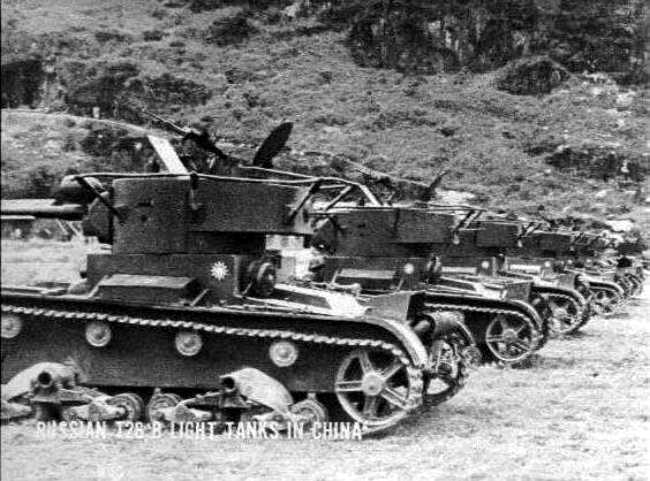
Chinesische Panzer des Typs T-26 (sowjetischer Produktion) in der Provinz Hunan

Im Januar verkündete die japanische Regierung nach dem endgültigen Scheitern von Verhandlungen, dass die nationale chinesische Regierung ausgelöscht werden solle. Japan entschloss sich zu einer Offensive in Richtung Wuhan. Um diese Offensive zu ermöglichen, sollten zunächst die wichtigsten Eisenbahnknotenpunkte im Norden erobert werden. Um die Stadt Xuzhou, einen wichtigen Knotenpunkt, zu erobern, versuchten die japanischen Soldaten zunächst, die chinesische Garnisonsstadt Tai’erzhuang zu erobern. Die chinesischen Truppen ließen die Japaner jedoch in eine Falle laufen und kesselten die japanischen Truppen am 24. März in der Schlacht um Tai’erzhuang ein. Nach chinesischen Angaben fielen etwa 30.000 japanische Soldaten. Dies war die erste größere Niederlage der Japaner in diesem Krieg.
Im März verabschiedete Japan das Nationale Mobilisierungsgesetz, das alle wirtschaftlichen und gesellschaftlichen Aspekte auf eine effizientere Kriegsführung konzentrierte und im April in Kraft trat. Hoffnungen auf eine friedliche Lösung des Konfliktes mit China kamen auf, als Ugaki Kazushige, ein ehemaliger General und Gegner weiterer Eskalationen, im Mai desselben Jahres Außenminister wurde. Statt eine Beruhigung der Lage zu erreichen, kam es jedoch zu erneuten Streitigkeiten mit der Sowjetunion um die Mandschurei und in der Folge zum Japanisch-Sowjetischen Grenzkonflikt.
In einem zweiten Anlauf eroberten die Japaner die Stadt Tai’erzhuang am 19. Mai, und auch die Schlacht um Xuzhou ging siegreich aus, aber der politische Mythos von der Unbesiegbarkeit Japans war durch die früheren Vorfälle gebrochen.
Chiang Kai-shek ließ am 9. Juni die Staudämme des Gelben Flusses aufbrechen und so das Land überfluten. Er hoffte, damit den japanischen Vormarsch bremsen zu können. Da aber versäumt worden war, die eigene Zivilbevölkerung zu warnen, kam es zu etwa 890.000 Todesopfern, und etwa 3,9 Millionen Menschen wurden obdachlos. 4000 Dörfer und elf Städte wurden von den Fluten mit sich gerissen. Durch die Überflutungen wurde aber auch die japanische Kampagne gegen Wuhan für Monate unterbrochen. Erst am 25. Oktober eroberten die Japaner Wuhan unter großen Verlusten (→ Schlacht um Wuhan). Kurz darauf gelang ihnen ohne großen Widerstand die Eroberung Kantons. Da die erhoffte chinesische Kapitulation nicht erfolgte, wurde den japanischen Strategen bewusst, dass der Krieg deutlich länger als geplant andauern würde.

### 1939
Die Chinesen begannen nach dem Verlust von Wuhan mit der Taktik des magnetischen Krieges. Dabei sollten die japanischen Truppen an bestimmte Positionen, die als Magnet dienen sollten, gelockt werden, wo sie leichter angreifbar wären oder wo zumindest ihr Vormarsch verlangsamt werden konnte. Das beste Beispiel dafür ist der Kampf um die Stadt Changsha, die in den Jahren 1939, 1941 und 1942 erfolgreich verteidigt und erst 1944 erobert wurde. Die Schlacht um Nanchang, welche die erste große Schlacht zwischen den Japanern und der Nationalrevolutionären Armee (NRA) seit dem Verlust von Wuhan war, endete am 9. Mai mit dem Verlust der wichtigsten Nachschublinie für die Chinesen. Damit war prinzipiell der Weg für die Japaner in die Südostprovinzen geöffnet. In der seit April andauernden Schlacht um Suixian-Zaoyang gelang es zwei japanischen Divisionen am 7. Mai, die beiden Städte Suixian und Zaoyang einzunehmen. Bereits am nächsten Tag rückten die Japaner jedoch wieder ab, um nach Süden weiterzuziehen. Die Chinesen setzten ihnen nach und eröffneten am 15. Mai einen Großangriff, der die Japaner nach drei intensiven Kampftagen zum Rückzug zwang. Bis zum 24. Mai waren die beiden Städte wieder in chinesischer Hand.

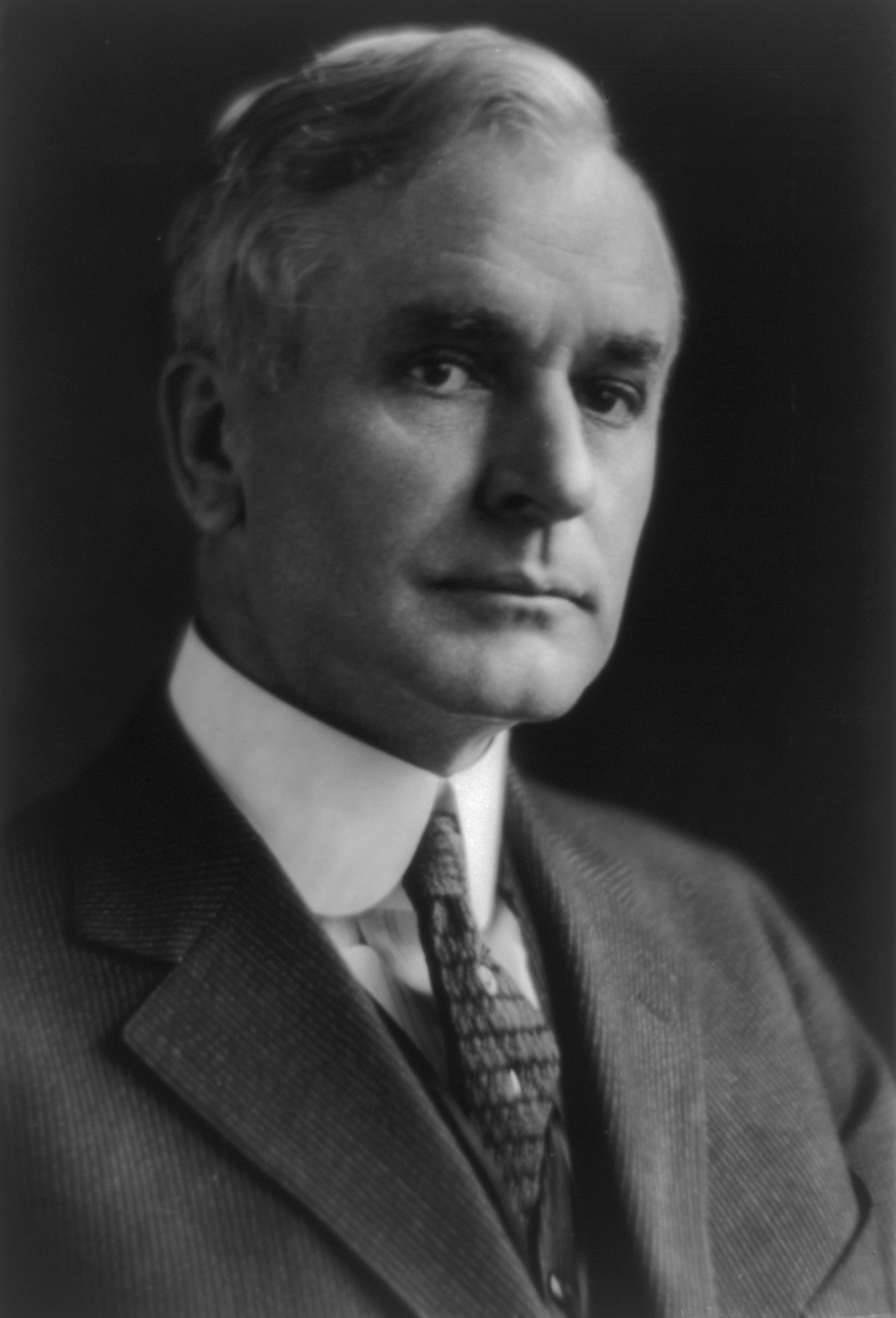
US-Außenminister Hull

Bei zwei Konsultierungen des US-Außenministers Cordell Hull mit dem japanischen Botschafter in Washington im Juli und August des Jahres, bei der Hull zum wiederholten Male die japanische Annexion der Mandschurei und von Teilen Chinas anprangerte und seinen Befürchtungen Ausdruck verlieh, dass auch die China vorgelagerten Inseln „mandschuriert“ würden, gingen die Japaner nicht auf diese Anmerkungen ein. Allerdings kündigten sie an, dass sie in naher Zukunft in einen militärischen Pakt mit Deutschland und Italien eintreten würden. Da Japans wirtschaftliche Zukunft vor allem von Rohstofflieferungen aus Kolonien Großbritanniens und Frankreichs abhing, nutzten sie den Ausbruch des Zweiten Weltkrieges in Europa und erpressten von Großbritannien die Sperrung der Burmastraße, um die chinesischen Truppen vom Nachschub abzuschneiden.

Nachdem der Krieg in China nach mehr als zwei Jahren fast zum Stillstand gekommen war, begannen die Japaner am 17. September die Schlacht um Changsha, die Provinzhauptstadt von Hunan. Damit wollten sie den Weg in die Südprovinzen öffnen, um danach weiter in Richtung Indochina vorrücken zu können. Während der heftigen Kämpfe, bei denen die Chinesen die weit aufgefächerte Front der Japaner am Fluss Xinqiang erfolgreich von Norden und Süden attackierten, setzten die Japaner auch Chemische Waffen ein. Nach einem erfolgreichen Durchbruch standen die Japaner im September vor den Außenbezirken von Changsha, konnten die Stadt aber nicht einnehmen, da die Chinesen in ihrem Rücken die Nachschubwege abgeschnitten hatten. Sie gaben daher am 6. Oktober ihr Vorhaben auf. Die am 15. November begonnene Schlacht um Süd-Guangxi dauerte bis zum 25. Februar 1940 und führte zur Isolierung der inneren chinesischen Provinzen von den Küstenzugängen. Damit bestanden nur noch zwei Nachschubwege, welche die Alliierten für Lieferungen nach China nutzen konnten. Dies war zum einen die Straße von Lashio in Burma nach Kunming, der Hauptstadt der Provinz Yunnan und ab 1942 „The Hump“, eine von William H. Tunner organisierte Luftbrücke über den Himalaya.

### 1940

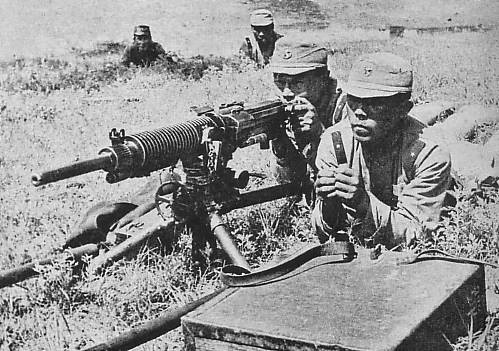
Truppen der Mandschurischen Armee bei einem Manöver

In den USA, die zu Beginn des Krieges dazu tendierten, Japan zu unterstützen, schlug die Stimmung aber nach Berichten über japanische Kriegsverbrechen und den Panay-Vorfall sowie der Beeinträchtigung der amerikanischen Öl-Interessen in China schnell um. In Anbetracht einer möglichen Bedrohung aus dem Pazifikraum begannen die USA am 26. Januar mit dem Aufbau eines Stützpunktes auf dem Palmyra-Atoll in den Line Islands südlich von Hawaii. Am selben Tag lief das 1911 mit Japan geschlossene Handelsabkommen aus. Die US-Pazifikflotte wurde am 7. Mai für einen unbestimmten Zeitraum zum Stützpunkt Pearl Harbor auf Hawaii zurückbeordert.

Im Jahr 1940 war der japanische Mehrparteienstaat am Ende, eine Zentralorganisation namens Taisei Yokusankai übernahm alle Funktionen. Die Japaner setzten am 30. Januar zur Eroberung von Süd-Henan an, was die Chinesen nach einem Monat heftiger Kämpfe verhindern konnten. Allerdings konnte die am 14. März entbrannte Schlacht um Süd-Shanxi von den Japanern zu einem Erfolg geführt werden.
Damit hatten die Kämpfe in China eine Pattsituation erreicht. Japan hielt den östlichen Teil Chinas besetzt und litt unter den Guerilla-Attacken der Chinesen. Den Rest Chinas teilte sich die Kuomintang unter der Führung von Chiang Kai-shek mit Mao Zedongs Kommunistischer Partei. Die Japaner setzten am 30. März in Nanking die so genannte Neuorganisierte Regierung der Republik China unter Wang Jingwei ein, um die japanischen Interessen zu vertreten. Angesichts der Brutalität der Japaner war das Marionettenregime in der Bevölkerung extrem unpopulär.
Im Juli 1940 erhöhten die Japaner den Druck auf Französisch-Indochina, den sie bis in den Sommer aufrechterhielten. In einem Presseinterview am 1. August verkündete der japanische Außenminister Matsuoka Yōsuke den Aufbau der Großostasiatischen Wohlstandssphäre. Diese Wirtschafts- und Verteidigungsgemeinschaft asiatischer Länder unter japanischer Vorherrschaft sollte frei von westlichem Einfluss sein. Der kommunistischen Partei in China war es unterdessen gelungen, mehr als 400.000 Soldaten in 115 Regimentern zu rekrutieren. Am 20. August eröffneten sie die Hundert-Regimenter-Offensive, die bis zum 5. Dezember andauerte. Sie griffen die Eisenbahnlinien zwischen Dezhou und Shijiazhuang in Hebei, zwischen Shijiazhuang und Taiyuan in Zentral-Shanxi und Taiyuan nach Datong in Nord-Shanxi an. Dazu sprengten sie Tunnel und Brücken und zerstörten die Schienen.

Auch vor direkten Angriffen auf japanische Garnisonen schreckten sie nicht zurück. Die für die Japaner wichtige Kohlenmine in Jingxing konnte von den Kommunisten für ein halbes Jahr außer Betrieb gesetzt werden. Nachdem die Japaner jedoch General Okamura Yasuji das Kommando in Nordchina übertragen hatten, begann dieser die kommunistischen Stützpunkte gezielt zu suchen und anzugreifen. Nach und nach verloren die Kommunisten dadurch die Kontrolle über mehr als 420 von ihnen zuvor kontrollierte Bezirke. Gegen Ende der Kämpfe kam es zum Zerwürfnis zwischen Peng Dehuai, dem militärischen Führer der Kommunisten, und Mao Zedong.

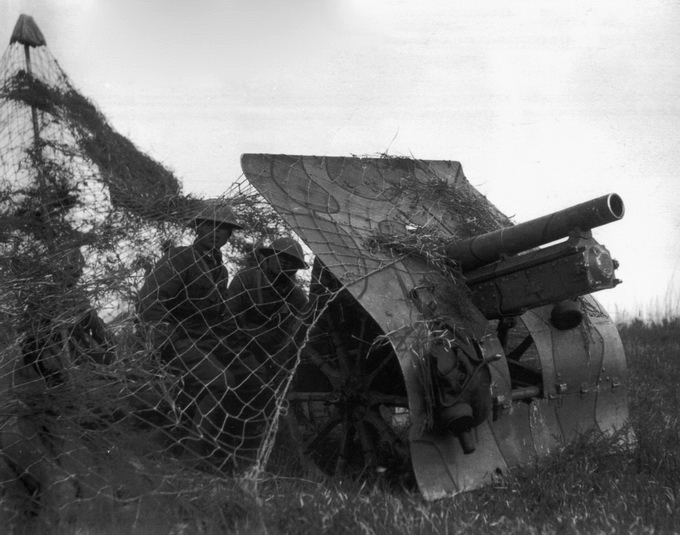
Chinesische Artilleriekanone

 Die amerikanische Marine vergab am 9. September 210 Kontrakte an Vertragswerften für den Bau von 210 Kriegsschiffen, darunter für zwölf Flugzeugträger und sieben Schlachtschiffe.
Am 22. September pressten die Japaner von den Franzosen nach einem vorausgegangenen Ultimatum ein militärisches Übereinkommen ab. Dies beinhaltete die Nutzung dreier Flughäfen und den Transit eigener Truppen durch Französisch-Indochina nach China. In einer Note an die Japaner missbilligten die USA dieses Vorgehen und lehnten es ab. Trotzdem besetzten japanische Streitkräfte in einer Stärke von rund 30.000 Soldaten bis zum 26. September im Rahmen der Operation FU die Städte Lạng Sơn und Hải Phòng im Norden Französisch-Indochinas. Am 27. September 1940 unterzeichnete Japan den Dreimächtepakt mit Deutschland und Italien, der den bestehenden Antikominternpakt um gegenseitige militärische Unterstützung erweiterte. Damit verwarf der japanische Kaiser seine noch am 5. September 1939 verkündete Neutralität und unterstrich seine aggressive Außenpolitik vor allem gegenüber China. Die amerikanische Regierung rief daraufhin am 8. Oktober alle Zivilisten im Fernen Osten auf, in die USA zurückzukehren, da es zu einer indifferenten Lage in diesem Gebiet käme und verhängte am 23. Oktober ein totales Ausfuhrverbot für Flugbenzin sowie Eisen- und Stahlschrott nach Japan. Am 23. Oktober verließen drei Passagierdampfer die USA, um alle Amerikaner aus China und Japan zu evakuieren.

Der deutsche Hilfskreuzer Atlantis brachte am 11. November das britische Frachtschiff Automedon westlich vor Sumatra auf (Automedon-Vorfall). Neben den aktuellen Code-Tabellen der britischen Handelsflotte fiel den Deutschen auch die aktuelle Lage- und Strategieeinschätzung Fernost der Planungsdivision des britischen Generalstabs in die Hände. Im Dezember gelangten die Japaner über Berlin an dieses wichtige Dokument, das ihnen vielfältige Einblicke besonders in die britische Truppenstärke im Fernen Osten brachte und wesentlich zur zukünftigen japanischen Strategie beitrug. Insbesondere war den Dokumenten zu entnehmen, dass die Royal Navy auf absehbare Zeit nicht genug Schiffe in Fernost stationieren konnte, um die Singapur-Strategie umzusetzen und Japan am Vordringen zum Indischen Ozean zu hindern.

### 1941
Am 7. Januar 1941 verfasste Admiral Isoroku Yamamoto ein Memorandum an den japanischen Marineminister Koshirō Oikawa, in dem er darauf hinwies, dass eine abwartende Strategie mit klassischen Seegefechten für die japanische Marine in den bisherigen Planspielen und Manövern nicht zu gewinnen war und daher die seegestützten Luftstreitkräfte auszubauen seien. Ein konzentrierter Angriff auf die US-Flotte gleich zu Kriegsbeginn würde nicht nur deren Moral einen schweren Schlag versetzen sowie Angriffe auf Japan selbst verhindern, sondern dem Kaiserreich auch ein Zeitfenster von sechs bis zwölf Monaten verschaffen, um Südostasien mit seinen wichtigen Rohstoffquellen zu erobern. Schon am 27. Januar 1941 berichtete der amerikanische Botschafter in Japan Joseph Grew, einer seiner Diplomatenkollegen habe einem Botschaftsangestellten erzählt, dass viele Quellen, inklusive einer japanischen, von einem geplanten Großangriff auf Pearl Harbor sprächen, wenn es zum Zerwürfnis mit den USA käme.

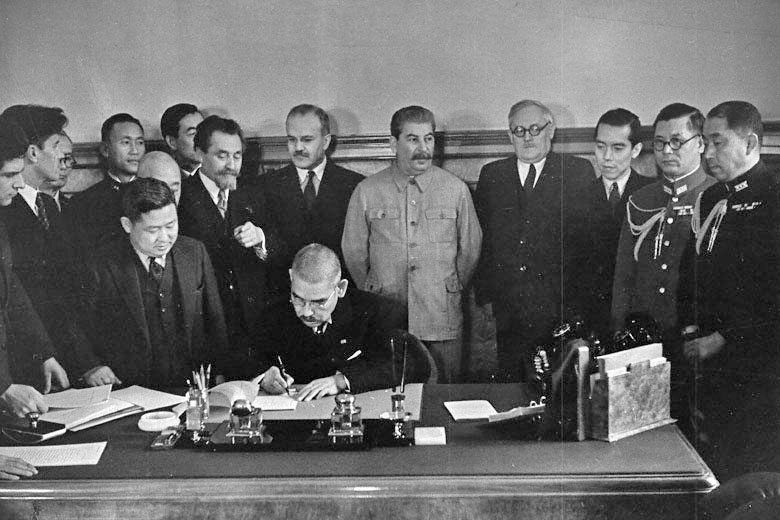
Der japanische Außenminister Matsuoka Yōsuke unterzeichnet am 13. April 1941 den Neutralitätspakt mit der UdSSR (hinter ihm Molotow und Stalin)

Im April unterschrieb US-Präsident Franklin D. Roosevelt einen Geheimbefehl, der es Reserveoffizieren erlaubte, das Militär zu verlassen und als Freiwillige nach China zu gehen. Als Folge gründete Captain Claire Lee Chennault in Kunming die American Volunteer Group (auch „Flying Tigers“ genannt), eine Fliegerstaffel, die ab 1942 in den aktiven Dienst der US-Luftwaffe gesetzt wurde. Zwei Jahre nach dem Japanisch-Sowjetischen Grenzkonflikt unterzeichneten die beiden Parteien am 13. April den Japanisch-Sowjetischen Neutralitätspakt. Der Pakt hatte zum einen den Zweck, der Sowjetunion im Falle eines deutschen Angriffs den Rücken freizuhalten. Zum anderen wollte sich auch Japan nicht in einen – von Japan erwarteten – deutsch-sowjetischen Konflikt verwickeln lassen.
Die Japaner unterbreiteten den USA am 12. Mai ein Angebot für eine Friedensvereinbarung für den Pazifikraum mit der Bitte an die USA, Chiang Kai-shek zu Friedensverhandlungen mit Japan aufzufordern und die Unterstützung seines Regimes aufzugeben. Danach war ein Abzug der japanischen Truppen aus China vorgesehen. Nur kleinere Besatzungseinheiten sollten bleiben. Weiterhin strebte Japan eine Normalisierung der Handelsbeziehungen zu den USA an. Allerdings sprachen die Vertreter Japans auch von einer „friedlichen“ territorialen Ausbreitung in den Südwestpazifik und forderten die USA auf, sie bei der Förderung und Produktion von Rohstoffen wie Erdöl, Gummi, Zinn und Nickel zu unterstützen. Wörtlich hieß es dort: Der japanische Botschafter sprach weiterhin davon, zusammen mit den USA den Philippinen die Unabhängigkeit zu garantieren und sie als neutralen Staat zu etablieren. Im Gegenzug forderten die USA die Zusicherung von Japan, dass der eingegangene Dreimächtepakt nur ein reines Verteidigungsbündnis sei, und lehnten die weitergehenden Vorschläge Japans ab.

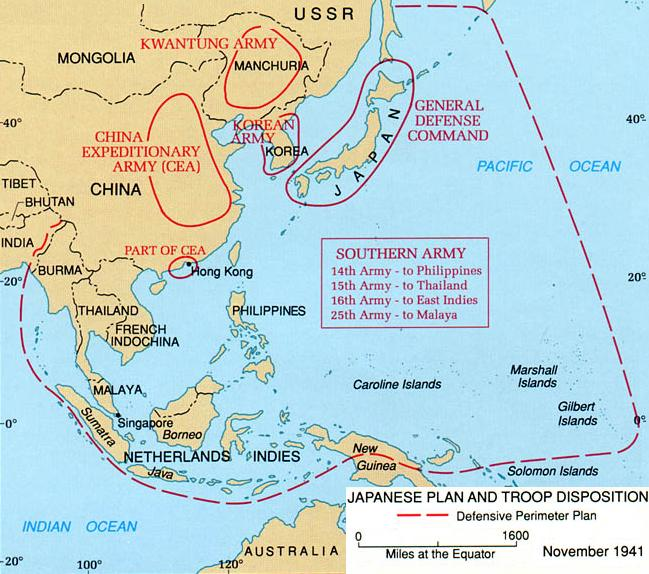
Der geplante japanische Verteidigungsbereich im Pazifik (Ende 1941)

Am 2. Juli wurden in Japan mehr als eine Million Männer zum Wehrdienst eingezogen, und die Regierung erhielt vom Vichy-Regime die Zustimmung zur Besetzung Französisch-Indochinas (heute: Vietnam, Laos und Kambodscha), die am 29. Juli ausgeführt wurde. Zwei Tage später verhängten die USA und Großbritannien ein Export-Embargo über Japan und froren dessen finanzielle Mittel ein. Ein weiteres Friedensangebot für den Pazifikraum am 6. August, das als Antwort auf Roosevelts Forderungen im vorausgegangenen Embargo erfolgte, wurde von den USA wiederum zurückgewiesen. Daraufhin schlugen die Japaner ein Treffen zwischen ihrem Premierminister Konoe Fumimaro und Roosevelt vor, das aber nicht zustande kam, da die USA eine zu große Kluft zwischen den Interessen beider Staaten sahen. Den wiederholten Forderungen der USA, China zu verlassen, kam Japan nicht nach, und auch ein geändertes japanisches Friedensangebot vom 6. September brachte beide Parteien nicht weiter. Am 3. September telegrafierte der amerikanische Botschafter von Tokio nach Washington, dass seiner Meinung nach ein Krieg im Pazifik unabwendbar sei.

Als am 6. September eine kleine chinesische Guerillagruppe in den Bergen südöstlich von Yueyang auf eine japanische Division traf, entbrannte zum zweiten Mal die Schlacht um Changsha. Die Einnahme der Stadt scheiterte erneut. Ab Ende September zogen sich die japanischen Einheiten in die Yueyang-Region zurück.

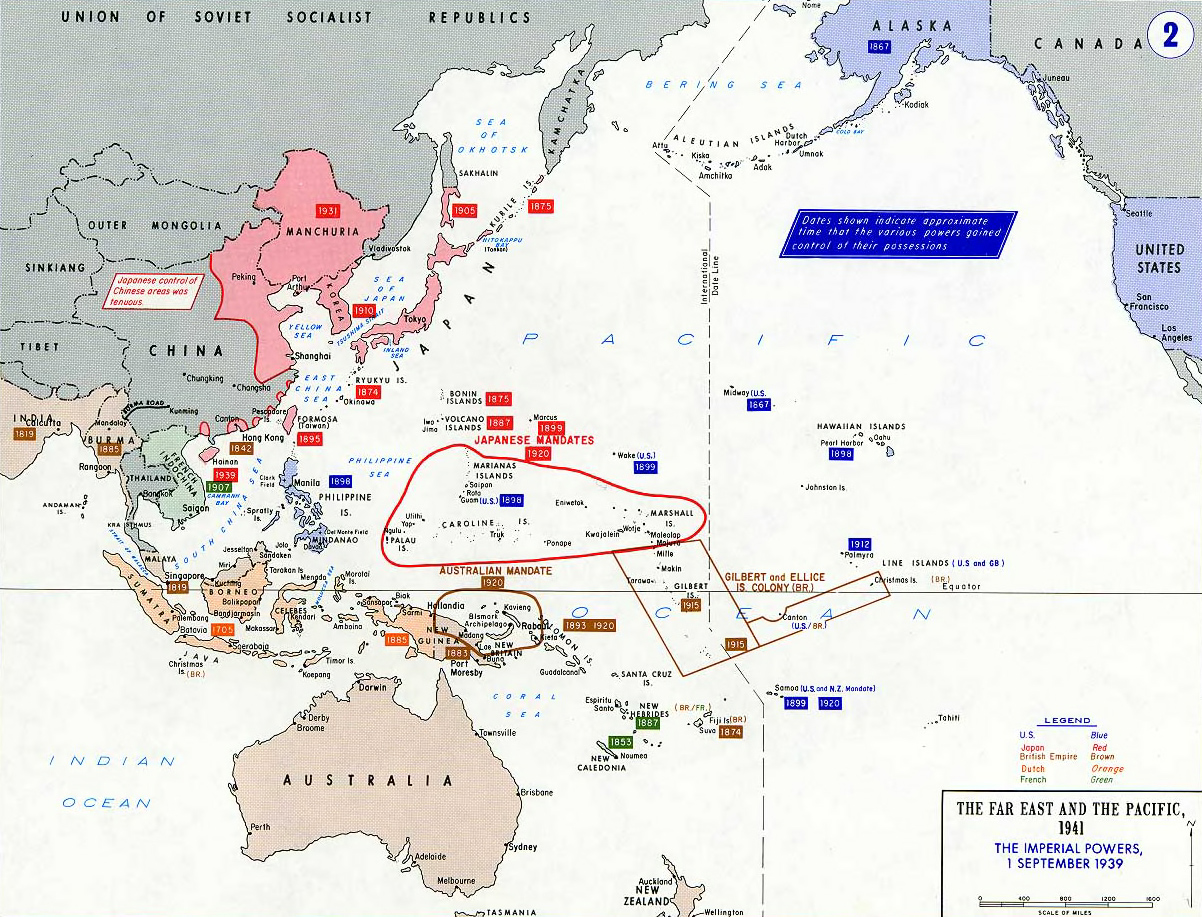
Die Machtverteilung im September 1939

 Auch die diplomatischen Bemühungen im November brachten keine Entscheidung und Annäherung (siehe Hull-Note). Am 25. November wurden von Aufklärungsflugzeugen große japanische Flottenbewegungen von Formosa (Taiwan) aus in Richtung Südostasien gesichtet und weitergemeldet. Daraufhin übermittelte US-Admiral Stark zwei Tage später eine Kriegswarnung an die US-Pazifik- und Asienflotte.
Wegen des Embargos Großbritanniens und der USA und weil Japan von den Rohstofflieferungen der europäischen Verbündeten abgeschnitten war, erschien ein Krieg mit den USA und Großbritannien als einzige Alternative zum Verlust des Reiches in der bisherigen Form. Am 1. Dezember informierte die Gozen Kaigi den Tennō über die gewaltsame Ausweitung der japanischen Einflusssphäre nach Süden und den geplanten Angriffskrieg gegen die USA. Währenddessen führte der japanische Botschafter Admiral Nomura Kichisaburō in Washington, D.C. weiterhin Friedensgespräche mit dem amerikanischen Außenminister Cordell Hull. In der sich zuspitzenden Situation versetzten die Briten am selben Tag ihre Truppen auf der malaiischen Halbinsel in höchste Alarmbereitschaft. Die Flotte unter Admiral Tom Spencer Vaughan Phillips wurde angewiesen, die Gewässer östlich von Singapur nach feindlichen Schiffen abzusuchen.
Amerikanische Flugzeuge sichteten am 2. Dezember zwölf japanische U-Boote vor der Küste Indochinas, die einen Kurs in Richtung Süden, möglicherweise nach Singapur, liefen. Am selben Tag gab Yamamoto das Signal zum Start aller Operationen mit den Worten: „Ersteigt den Berg Niitaka“ und der Durchgabe des Angriffstags. Admiral Phillips flog am 4. Dezember nach Manila und traf sich dort mit Admiral Thomas C. Hart und General Douglas MacArthur, um eine Übereinkunft für ein Kooperationsabkommen im Fernen Osten zu schließen. Im Südchinesischen Meer befanden sich zu der Zeit drei japanische Divisionen auf dem Weg zur Invasion von Thailand und Malaysia. Alle japanischen Konsulate in den USA wurden angewiesen, alle ihre Kodierungsunterlagen und Geheimdokumente zu vernichten. Dies geschah über Radio Tokyo, das in einer Wettervorhersage die Worte „Higashi no kaze ame“ (deutsch: „Ostwind, Regen“) durchgab. Dies war einer der möglichen Sätze, die den Krieg mit den USA verkünden sollten. Auch in den niederländischen Kolonien wurde diese Durchsage von der Abhörstation Kamer 14 auf Java empfangen, deren Bedeutung der Führungsspitze bekannt war. Daher gaben sie die Meldung unverzüglich an ihre Botschaft in Washington durch, um eine Benachrichtigung der amerikanischen Regierung zu veranlassen.
Die japanischen Truppenbewegungen in Indochina blieben ebenfalls nicht unbemerkt. Zwar waren sich die USA sicher, dass es sich dabei um „reine Vorsichtsmaßnahmen“ handelte, doch in der Folge sandte Roosevelt am 6. Dezember Kaiser Hirohito eine diplomatische Note, in der er von „tragischen Auswirkungen“ der letzten Ereignisse sprach. Roosevelt gab noch einmal seiner Hoffnung Ausdruck, dass der Frieden im Pazifik gewahrt bliebe und die Völker im Pazifikraum nicht permanent von Krieg bedroht würden. Er appellierte an den Kaiser und bat ihn um Hilfe bei der Verhinderung von Tod und Zerstörung in der Welt. Schon am 27. November hatte die Kidō Butai, die Eingreifflotte der japanischen Marine, ihre japanischen Stützpunkte verlassen und Kurs auf Hawaii gesetzt, um die dort versammelte Pazifikflotte der Amerikaner auszuschalten. Die Information, dass fast die gesamte amerikanische Seestreitkraft dort versammelt lag, bekam die japanische Militärführung von ihrem seit Anfang 1941 in den USA etablierten Spionagenetzwerk. Am 6. Dezember sichteten australische Aufklärungsflugzeuge den japanischen Konvoi, der von Indochina in Richtung Süden lief. Admiral Phillips verließ daraufhin die Gesprächsrunde in Manila. Britische und amerikanische Schiffe bekamen zum Schutz der ostasiatischen Inseln den Befehl zum Auslaufen, und britische Aufklärungsflugzeuge hoben von ihren Basen ab, um ständig Patrouillenflüge zu unternehmen.

#### Japanische Invasion Südostasiens
Mit dem Legen von Minen vor der Küste der Malaiischen Halbinsel durch japanische U-Boote begann am 7. Dezember der eigentliche Pazifikkrieg. Eineinhalb Stunden vor der Attacke auf Pearl Harbor begann Japan bei Kota Bharu mit der Invasion der Malaiischen Halbinsel. Da in Südostasien aufgrund der Datumsgrenze schon der 8. Dezember war, wird dennoch meist der Angriff auf Pearl Harbor auch als zeitlicher Beginn des Krieges angesehen. Kurz vor Mitternacht begannen die Japaner ihre Landungen an der malaiischen Halbinsel und der Küste Thailands (→ Japanische Invasion Thailands). Dazu waren sie mit einem großen Transporterkonvoi, der von etlichen Kriegsschiffen begleitet wurde, von der Cam Ranh Bay und Saigon in Indochina ausgelaufen. Im Golf von Thailand spalteten sich kleinere Konvois zur Anfahrt auf die Strände von Prachuap Khiri Khan (→ Kampf um Prachuap Khiri Khan), Chumphon, Bandon, Nakhon Si Thammarat, Pattani und Songkhla in Thailand und Kota Bharu in Malaysia ab. Auf dem Isthmus von Kra im Süden Thailands gelangen die Landungen ohne nennenswerte Gegenwehr. Nur in Kota Bharu verteidigten indische, britische und australische Einheiten den Landungsstrand, mussten aber nach einigen Stunden die japanische Überlegenheit anerkennen und sich unter Verlusten zurückziehen.

#### Angriff auf Pearl Harbor und Kriegserklärung der USA
Ziel der Bombardierung des US-Marinestützpunkts Pearl Harbor am Morgen des 7. Dezember 1941 war die Ausschaltung der US-Marine für eine begrenzte Zeit, damit Japan die nach Meinung seiner Führung benötigten Rohstoffgebiete in Südostasien erobern konnte. Bis zu jenem Tag hatte ein Angriff auf den Stützpunkt auf Hawaii aufgrund der großen Entfernung zu Japan als unwahrscheinlich gegolten. Die ungenügend vorbereiteten US-Truppen erlitten eine schwere Niederlage, was der Anlass für die USA war, nach der bisherigen passiven Unterstützung der Alliierten aktiv in den Zweiten Weltkrieg einzutreten. Die US-Geheimdienste hatten zwar schon drei Wochen vor dem Angriff die Vorbereitungen Japans zur Eroberung Südostasiens erkannt; dass Japan gleichzeitig auch die USA angreifen würde, war ihnen entgangen.

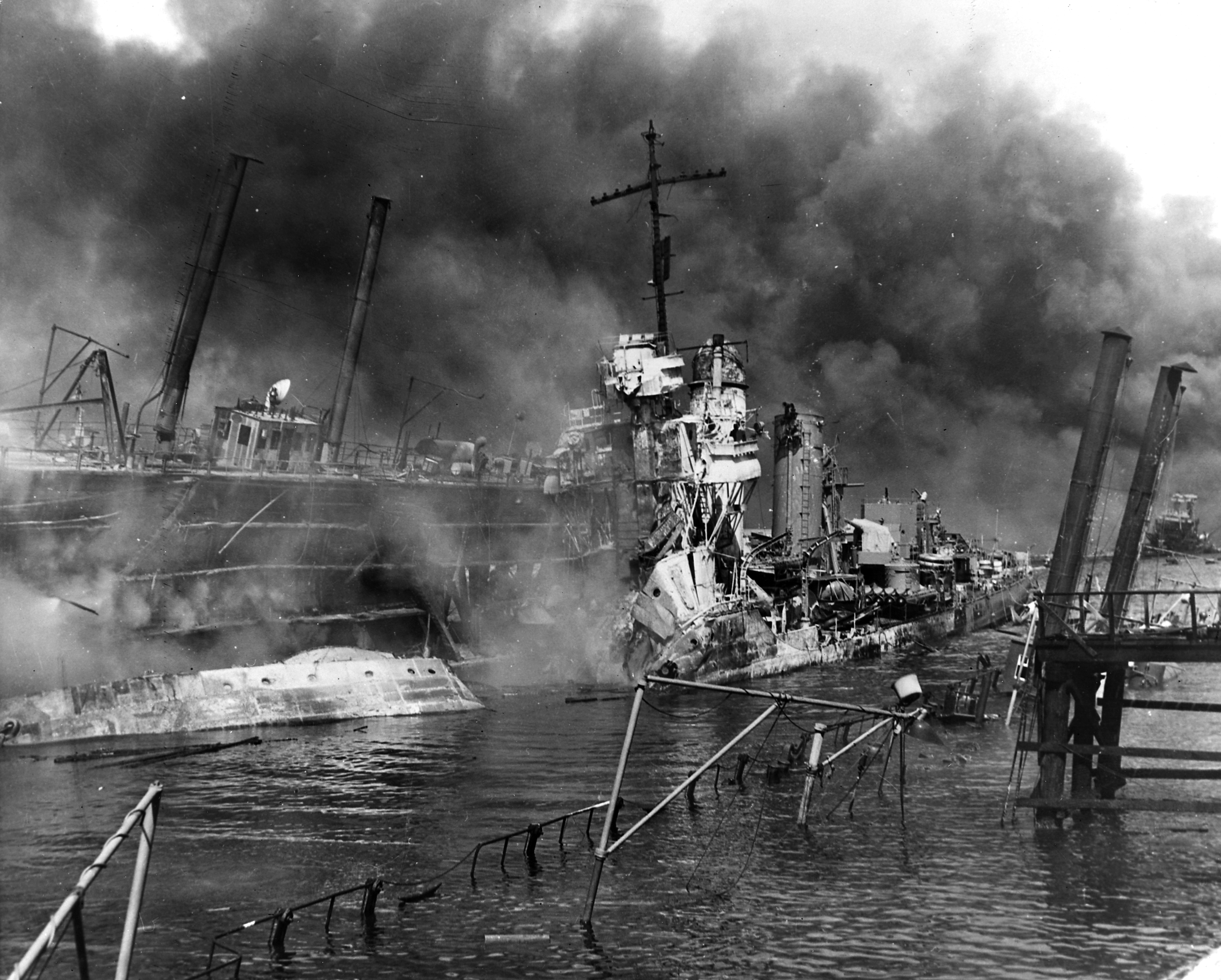
Brennendes, sinkendes Wrack der USS Shaw

Um 6:10 Uhr erteilte Vizeadmiral Nagumo den Fliegerstaffeln seiner unbemerkt gebliebenen Flugzeugträgergruppe den Angriffsbefehl. Die erste Angriffswelle erreichte gegen 7:45 Uhr die Küste Oʻahus. Die ersten Toten gab es bereits eine Stunde vorher: zwei japanische Besatzungsmitglieder starben in ihrem Kleinst-U-Boot, als es in der Hafeneinfahrt von Pearl Harbor entdeckt und durch den Zerstörer Ward versenkt wurde. Nachdem sich die letzten japanischen Flugzeuge gegen 13:00 Uhr Ortszeit entfernt hatten, waren zahlreiche im Hafen liegende Schiffe, darunter alle Schlachtschiffe, versenkt oder schwer beschädigt.

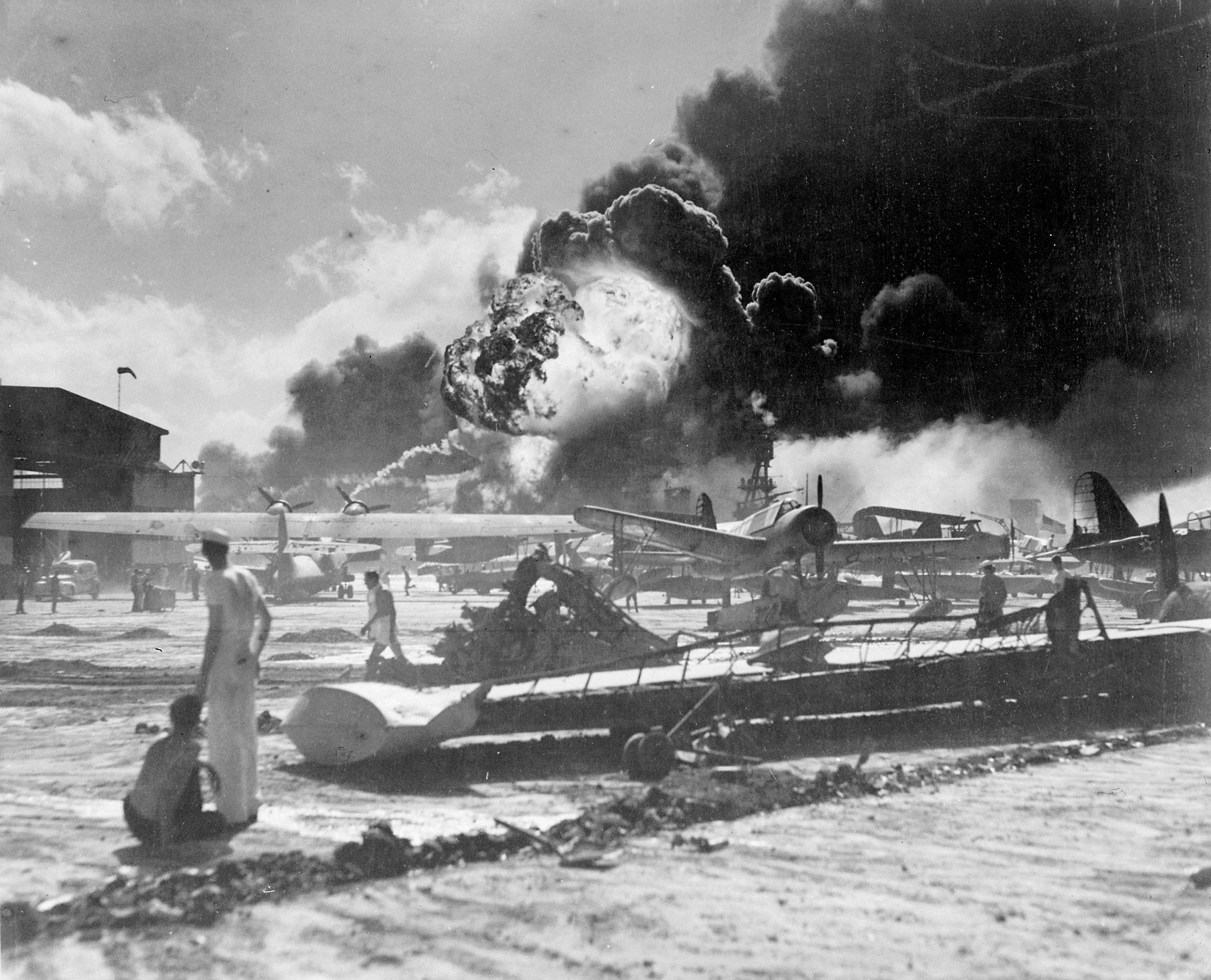
Zerstörte Flugzeuge nach dem Angriff

Über das Ergebnis des Angriffs auf Pearl Harbor gibt es jedoch widersprüchliche Angaben. Dies liegt daran, dass unbedeutende Schiffe oft nicht mitgezählt wurden oder es Unstimmigkeiten bei der Zählung von beschädigten oder zerstörten Schiffen gab. Die Toten und Verwundeten wurden teilweise getrennt nach Zivilisten, Marine- und Armee-Zugehörigkeit erfasst, in manchen Bilanzen wurden die zivilen Opfer gar nicht erfasst. Jedoch kann davon ausgegangen werden, dass auf amerikanischer Seite etwa 2400 Menschen starben und etwa 160 Flugzeuge zerstört wurden. Auf japanischer Seite wurden etwa 30 Flugzeuge abgeschossen, 65 Soldaten starben. Auch wenn der Angriff auf Pearl Harbor die US-Marine hart traf, konnten die Japaner eines ihrer wichtigsten Ziele – die amerikanischen Flugzeugträger – nicht zerstören, da die beiden sonst in Pearl Harbor stationierten Träger auf See waren, um Jagdflugzeuge nach Wake und Midway zu transportieren (eine zu dieser Zeit nicht ungewöhnliche Aufgabe für Flugzeugträger). Außerdem blieben durch die Entscheidung des Vizeadmirals Nagumo Chūichi, keine dritte Angriffswelle zu fliegen, fast alle Treibstofftanks und Werften unbeschädigt, deren Zerstörung eine amerikanische Gegenoffensive um lange Zeit verzögert hätte. Dennoch war die amerikanische Flotte durch die erlittenen Verluste für mehrere Monate praktisch ausgeschaltet, was es Japan erlaubte, seine Kräfte auf die Eroberung Südostasiens zu konzentrieren. Die Ausschaltung der Schlachtflotte hatte ferner zur Folge, dass die bislang in der US-Marine dominierende Konzeption einer Entscheidungsschlacht der schweren Artillerieträger von einem Tag zum anderen hinfällig geworden war.

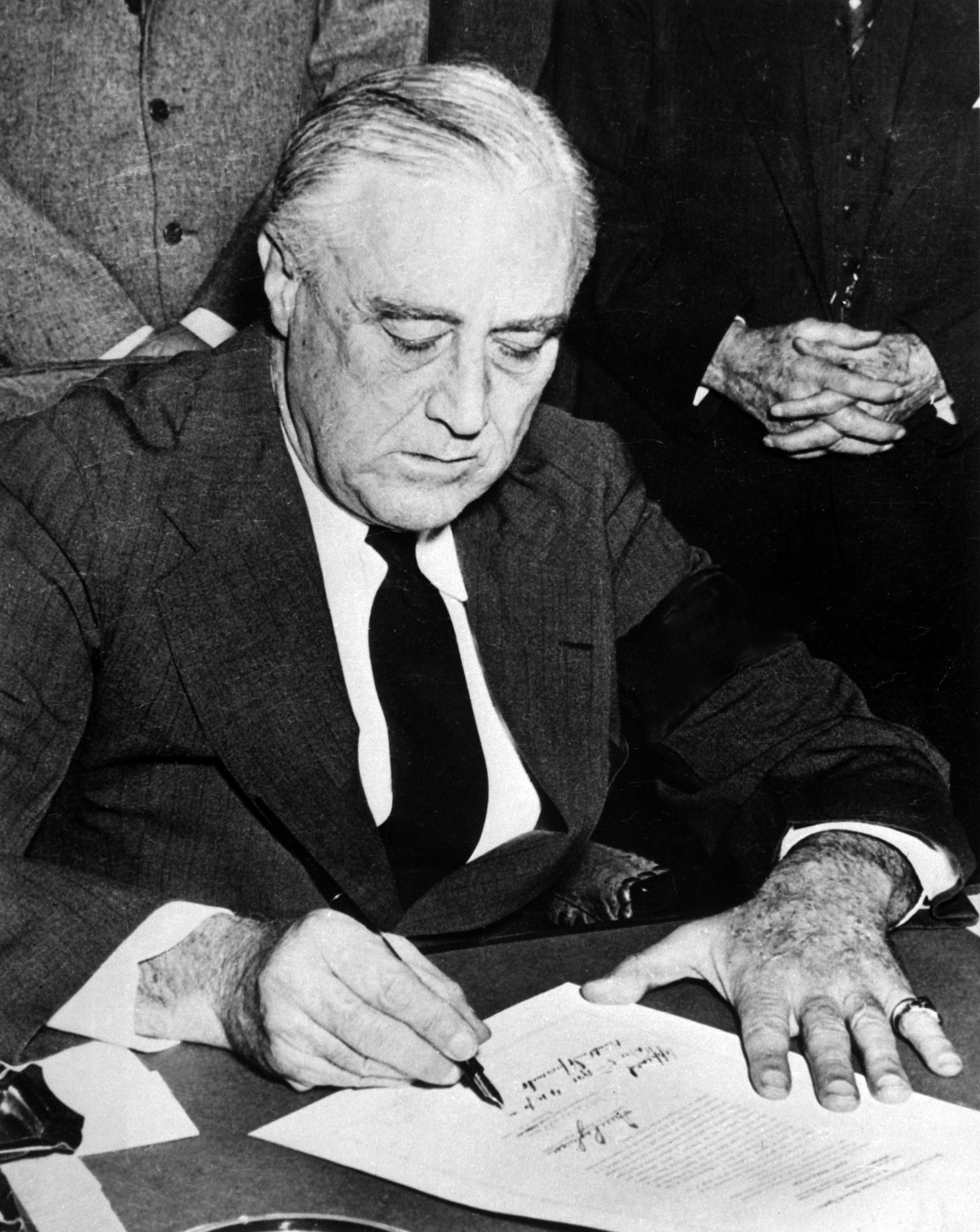
Der US-Präsident Franklin D. Roosevelt unterschreibt die Kriegserklärung an Japan am 8. Dezember 1941

Die der Pazifikflotte verbliebenen Flugzeugträger und U-Boote wurden zum entscheidenden Seekriegsmittel für Abwehr und Offensive. Dies wurde am deutlichsten in der Ernennung des aus der U-Boot-Waffe stammenden Admirals Chester W. Nimitz zum neuen Oberbefehlshaber Pazifik. Aufgrund der Stationierung der Schiffe im Hafen von Pearl Harbor waren die Verluste an Menschenleben für die US-Marine – in Relation zu einem Gefecht auf hoher See – relativ niedrig. Dies sollte langfristig wesentliche Auswirkung auf die Ausbildung von Offizieren und Mannschaften im weiteren Verlauf des Krieges haben. Einen Tag nach dem Angriff unterzeichnete Franklin D. Roosevelt die amerikanische Kriegserklärung an Japan und besiegelte damit den Eintritt der USA in den Zweiten Weltkrieg. Der für die USA überraschende und zutiefst demütigende Kriegsbeginn führte eine Einigung und Stärkung des Widerstandswillens im US-Kongress und in der Bevölkerung herbei – ein psychologischer Faktor, den die japanische Militärführung unterschätzt hatte.
Gleichzeitig erklärten Großbritannien, die Niederlande, Kanada, Australien, Neuseeland, Costa Rica, Honduras, Haiti, die Dominikanische Republik und Nicaragua den Japanern den Krieg. Die Kriegserklärung Chinas an Japan, Deutschland und Italien erfolgte am 9. Dezember 1941.

#### Vorrücken der Japaner
Die Japaner hatten nun einen entscheidenden Vorteil: Sie besaßen die Luft- und Seehoheit gegen die dezimierten und geschockten Amerikaner. Großbritannien war mit dem Voranschreiten des Krieges in Europa mehr und mehr gezwungen, seine Kräfte gegen Deutschland und Italien zu konzentrieren. So konnte die japanische Armee ihre Strategie der blitzschnellen Überraschungsangriffe weiter fortführen. Knapp drei Stunden nach dem Kriegsbeginn bombardierten von Saipan gestartete japanische Bomber Apra Harbor auf Guam und versenkten den amerikanischen Minensucher USS Penguin. Kurz darauf begann ein Bombardement des Flugfeldes auf der Insel Wake durch 34 Bomber der 24. Japanischen Luftflotte, die auf dem Kwajalein-Atoll stationiert waren. Bedingt durch die diesige Wetterlage sahen die Verteidiger der Insel die Maschinen nicht anfliegen und wurden vom Angriff völlig überrascht, der 52 Verteidigern das Leben kostete. Auch sieben der erst eine Woche zuvor von der Enterprise angelieferten Grumman F4F Wildcats wurden am Boden zerstört.

Japanische Eroberungen 1941/42
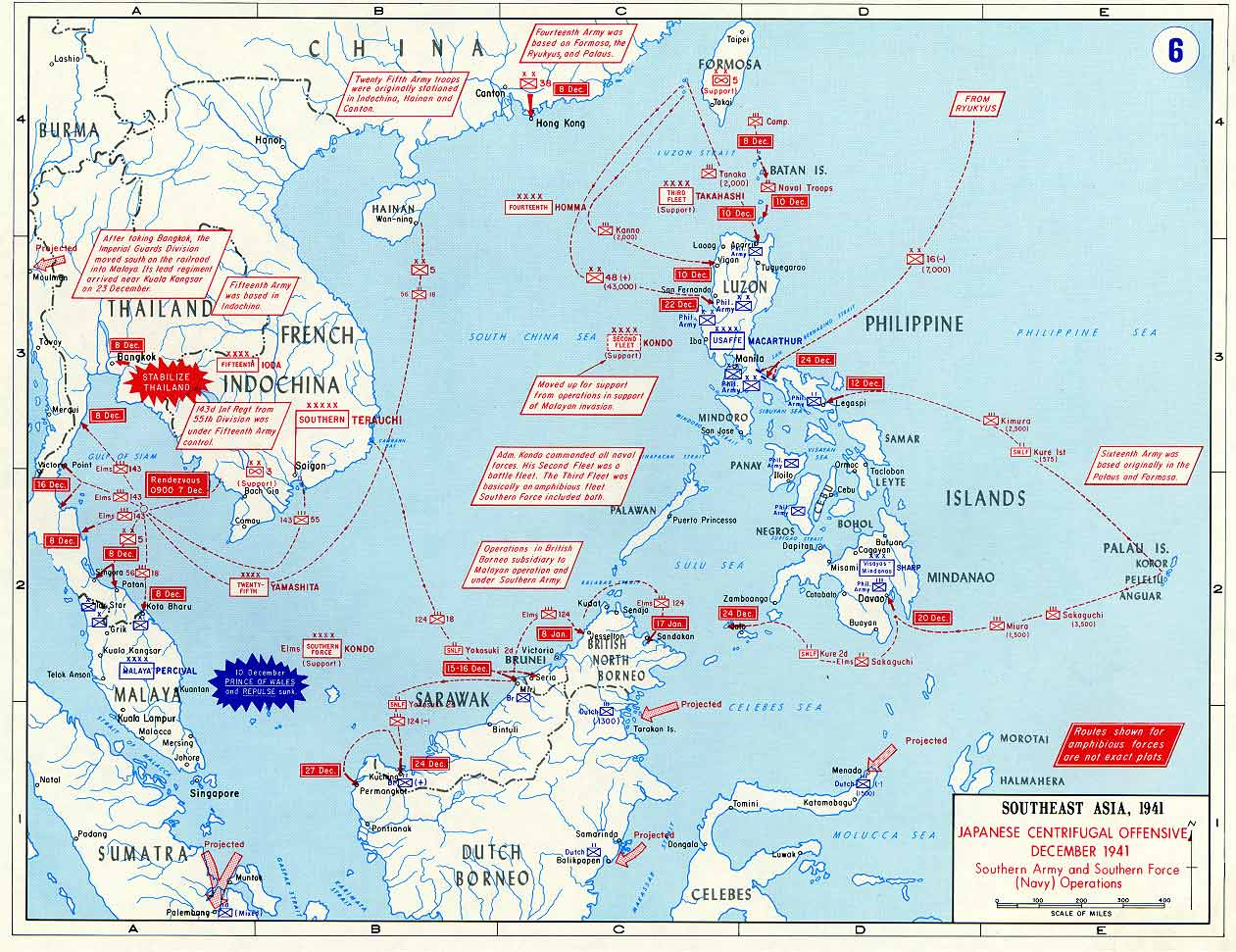
Südostasien 1941
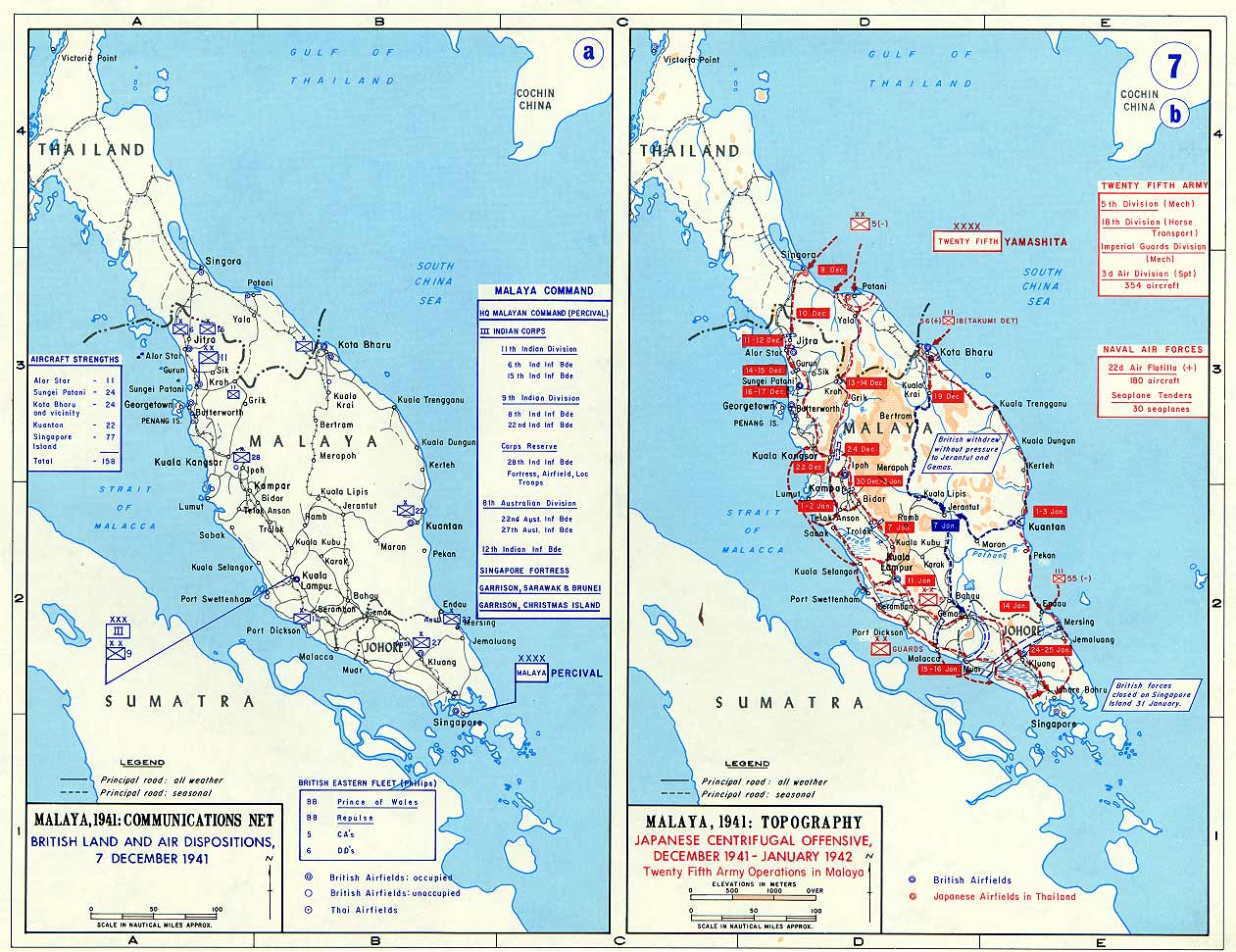
Malaiische Halbinsel 1941/42
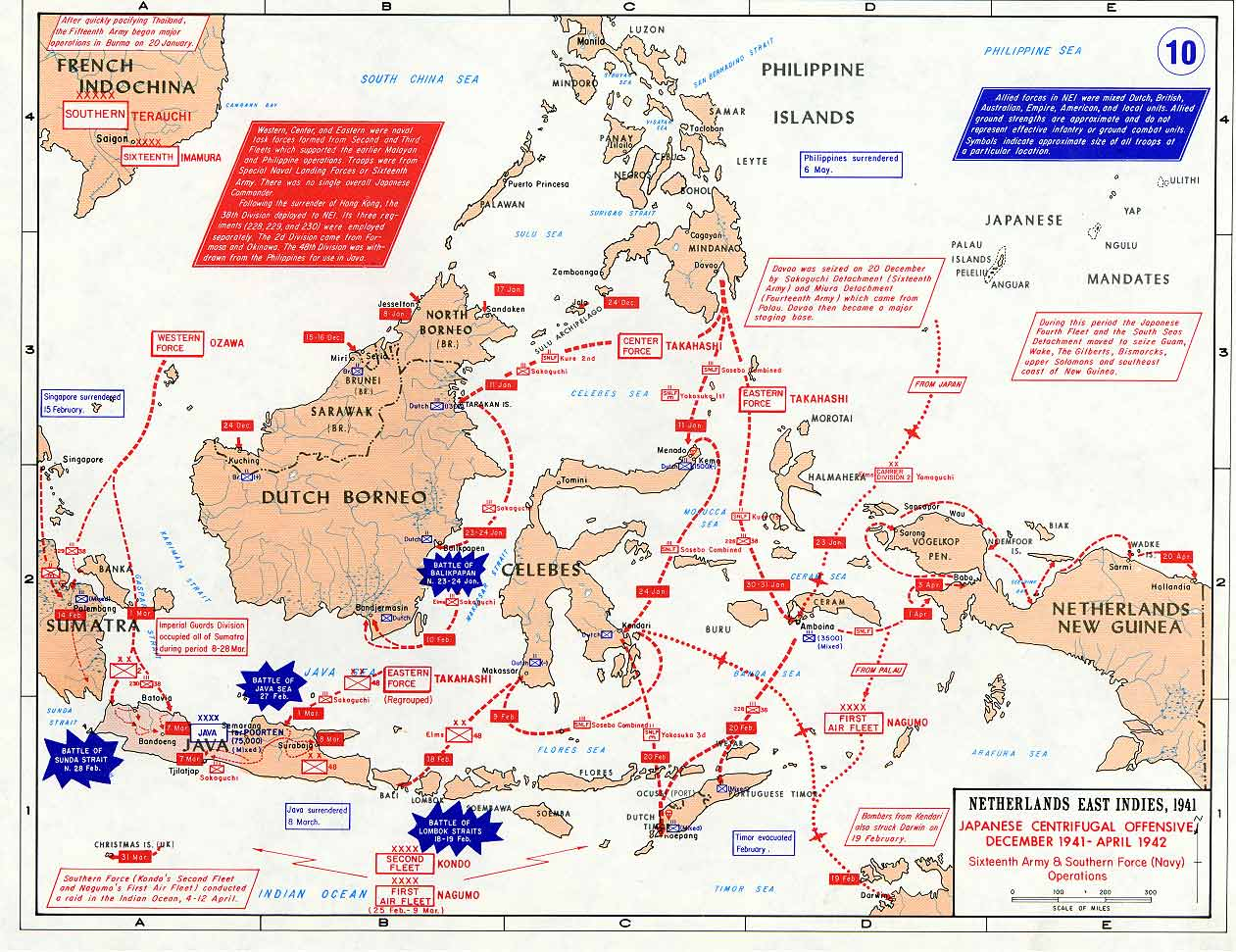
Niederländisch-Ostindien 1941/42
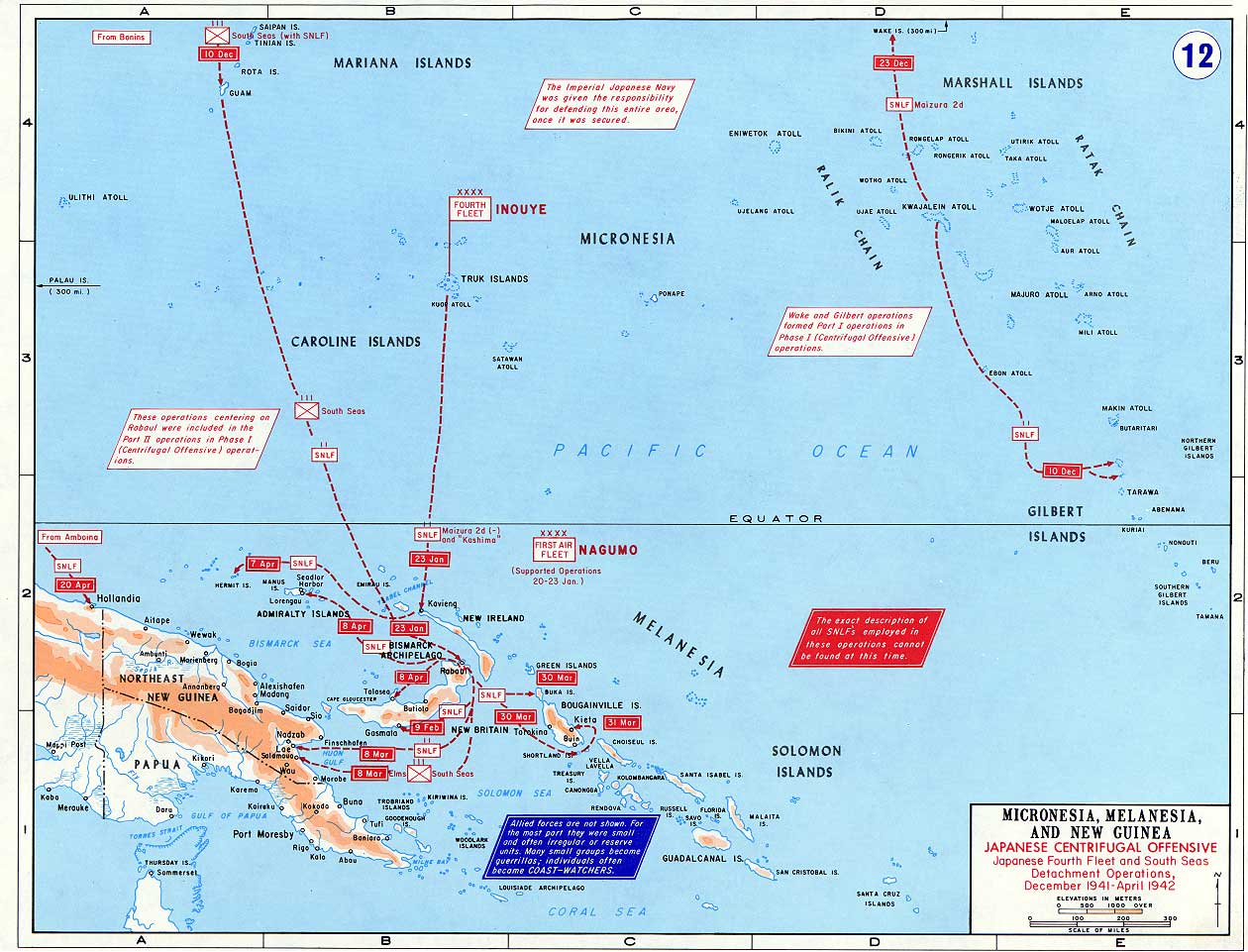
Mikronesien, Melanesien und Neuguinea 1941/42
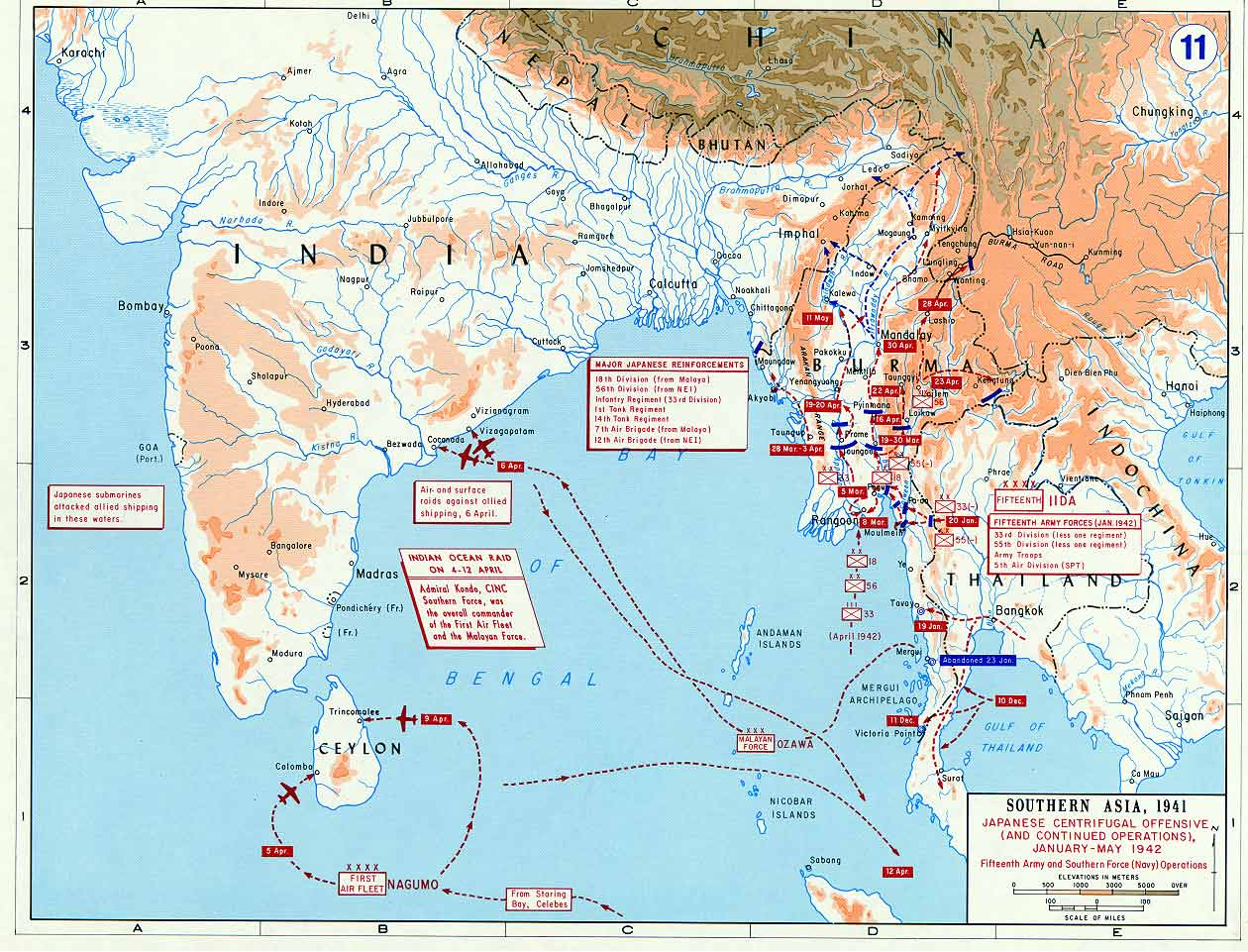
Südasien 1942

Auf dem Rückweg von Pearl Harbor trennten sich einige Schiffe von der japanischen Kidō Butai-Hauptflotte und griffen am 8. Dezember zusätzlich die Insel Wake an, die trotz der verbissenen Verteidigung durch die dort stationierten amerikanischen Marineinfanteristen am 23. Dezember an die Japaner fiel (→ Schlacht um Wake). Auch die britische Kronkolonie Hongkong wurde kurz nach 8:00 Uhr am Morgen des 8. Dezember von den Japanern angegriffen. Durch die schnell errungene Luftherrschaft konnten die Japaner rasch vorrücken. Bereits am 10. Dezember fiel die Gin Drinkers Line, eine ausgebaute britische Verteidigungslinie, und Kowloon musste am nächsten Tag unter heftigem Artilleriefeuer und Bombardements evakuiert werden.

##### Zerstörung der britischen Force Z

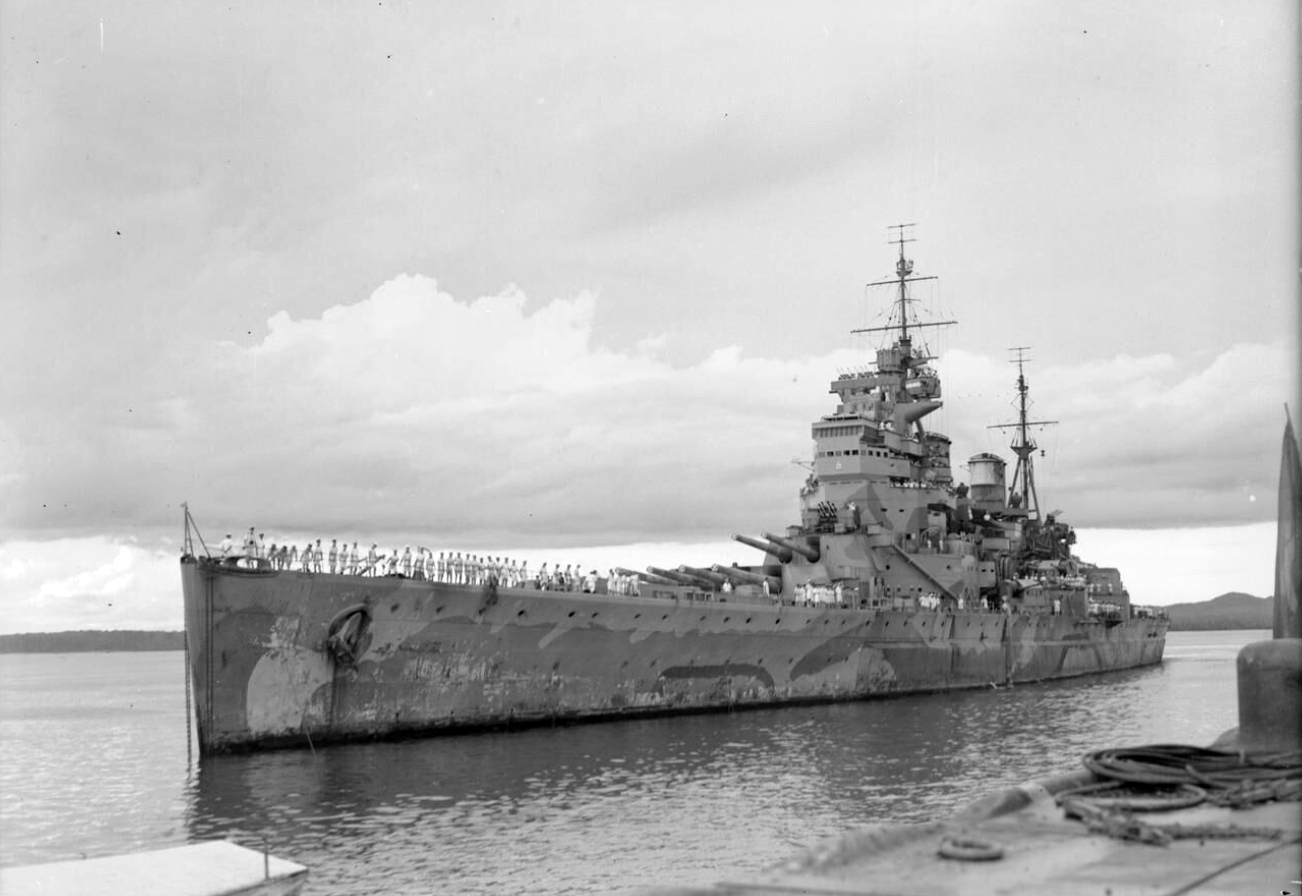
HMS Prince of Wales im Hafen von Singapur

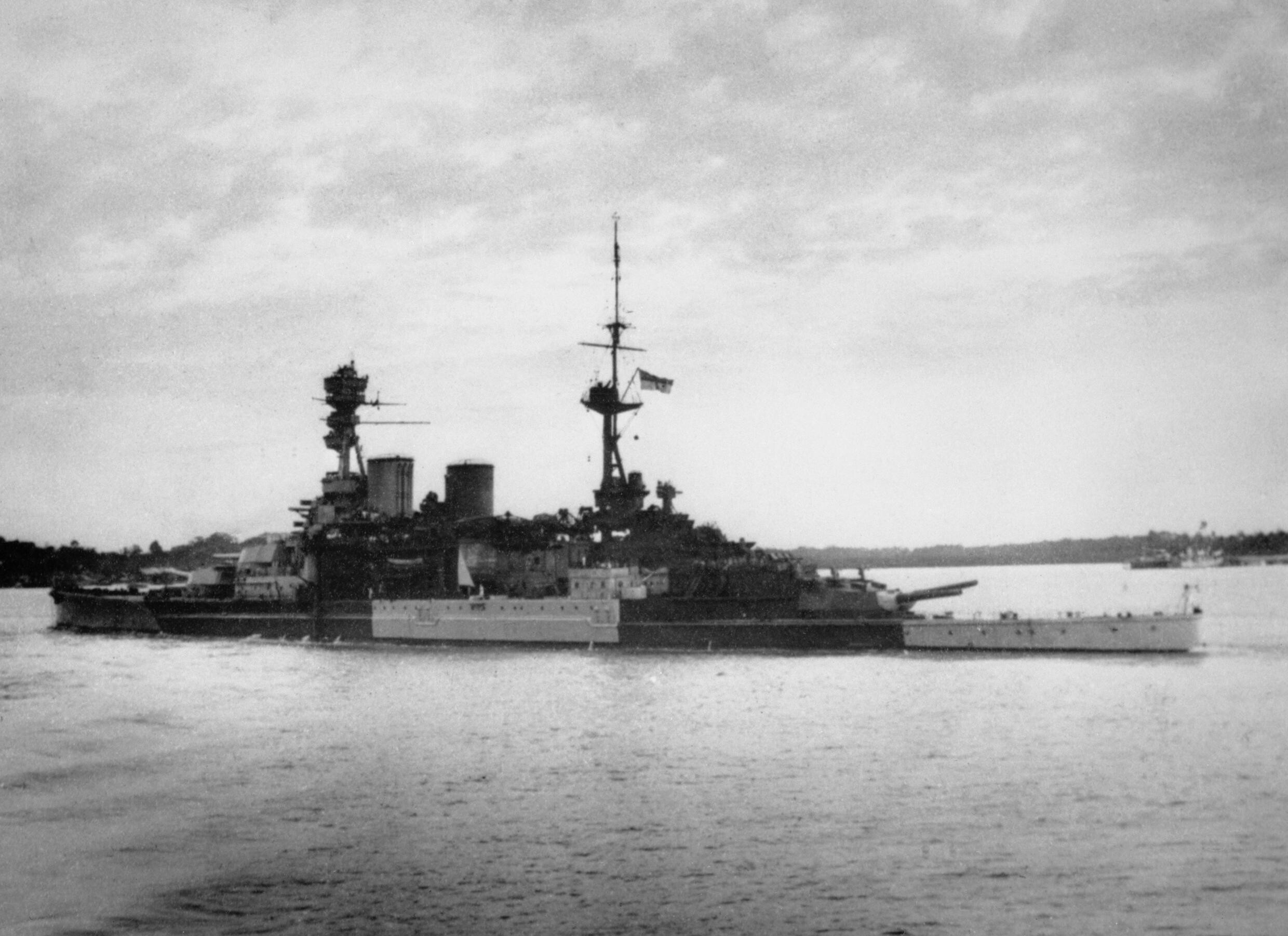
HMS Repulse verlässt Singapur

Als eine Konfrontation in Asien nicht mehr zu vermeiden war, verlegte die britische Marine zum Schutz ihrer Kolonien mehrere Schiffe, darunter das neue Schlachtschiff Prince of Wales, den mittlerweile 25 Jahre alten (und nur begrenzt modernisierten) Schlachtkreuzer Repulse sowie die Zerstörer Electra, Express, Tenedos und Vampire nach Südostasien. Nach dem Eintreffen im Hafen von Singapur am 27. Oktober 1941 bildeten diese Schiffe unter der Führung von Admiral Sir Tom Phillips die Kampfgruppe Force Z. Flaggschiff von Admiral Philipps war die Prince of Wales.

Am Nachmittag des 8. Dezember 1941 machte sich die Force Z auf den Weg in den Golf von Siam, um für die Invasion Malaysias bestimmte japanische Truppenkonvois bzw. Geleitzüge abzufangen und so ein weiteres Vordringen japanischer Truppen zu verhindern. Der Befehlshaber der Force Z, Admiral Phillips, wusste, dass die sich vor Ort befindlichen britischen Luftstreitkräfte der Royal Air Force nicht in der Lage waren, seinem Verband Deckung aus der Luft zu geben. Dennoch entschied er sich, auch ohne Unterstützung aus der Luft gegen japanische Truppenkonvois vorzugehen, da er – irrtümlich – davon ausging, dass seine Schiffe gegen Luftangriffe relativ sicher sein würden, zumal die bis dahin größte von landgestützten Flugzeugen versenkte Einheit nur ein Schwerer Kreuzer, jedoch kein Schlachtschiff oder Schlachtkreuzer gewesen war. Außerdem nahm er – ebenfalls irrtümlich – an, dass es den Japanern nicht möglich sein würde, so weit vom Festland auf offener See ohne Flugzeugträger effektive Luftangriffe zu fliegen.
Am Morgen des 10. Dezembers 1941 befand sich die Repulse zusammen mit der Prince of Wales bereits wieder auf dem Rückweg nach Singapur, nachdem es dem Verband nicht gelungen war, die japanischen Truppenkonvois zu finden und zu stellen. Um 11:00 Uhr Ortszeit wurden von der Prince of Wales aus japanische Flugzeuge gesichtet, wobei deren Zahl auf einen bevorstehenden schweren Angriff hindeutete. Daraufhin wurden beide Schiffe von insgesamt 86 in der Nähe von Saigon in Indochina gestarteten landgestützten japanischen Bombern bzw. Torpedobombern der 21. und 22. Luft-Flottille (21. und 22. Marine-Fliegergeschwader) der japanischen Marine vom Typ Mitsubishi G3M Chukou (Nell) bzw. Mitsubishi G4M Hamaki (Betty) in den Gewässern von Malaysia bei Kuantan nahe Tioman (Provinz Pahang) in insgesamt sieben Wellen mit Bomben und Lufttorpedos angegriffen. Nach schweren Treffern sanken zuerst die Repulse und 45 Minuten später die Prince of Wales (die durch einen frühen Torpedo-Zufallstreffer in die Wellenhose durch Wassereinbrüche schnell manövrier- bzw. kampfunfähig wurde), wobei insgesamt 840 Besatzungsmitglieder starben, darunter der kommandierende Admiral Sir Tom Phillips. Die britischen Seestreitkräfte waren dadurch stark geschwächt und weitere Unterstützung konnte nicht entsandt werden, da alle verfügbaren Kräfte auf See wie auch in der Luft in Afrika und Europa gebunden waren.

##### Japanische Eroberungen

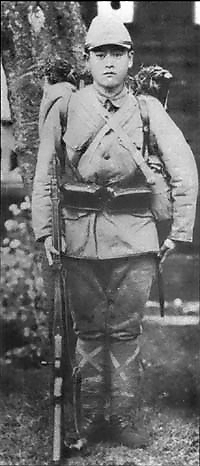
Soldat der Kaiserlich Japanischen Armee

Die Inseln Guam, Makin und Tarawa fielen am 10. Dezember in japanische Hände – demselben Tag, an dem sie auch die Invasion der Philippinen auf der Hauptinsel Luzon begannen. Die dort stationierten alliierten Einheiten der Amerikaner und Filipinos unter dem Kommando von General Douglas MacArthur waren den anrückenden Japanern weit unterlegen. Am ersten Invasionstag gelang es japanischen Flugzeugen, die meisten am Boden stehenden amerikanischen Maschinen auszuschalten und damit die Lufthoheit zu erringen. So konnten sie fast ungehindert die Bodentruppen bei Legaspi (12. Dezember) und im Golf von Lingayen (22. Dezember) an Land bringen. MacArthur beschloss daraufhin den geordneten Rückzug aller Einheiten auf die Halbinsel Bataan.
Japanische Truppen landeten am 16. Dezember auf Borneo bei Miri, Lutong und Seria (→ Japanische Invasion Borneos) und am 19. Dezember auf Mindanao in den Südphilippinen. Die Bombardierung der burmesischen Hauptstadt Rangun durch japanische Flugzeuge kostete am 23. Dezember 2000 Menschen das Leben. Am selben Tag landeten zwei japanische Bataillone in Kuching, Westborneo. In Hongkong konzentrierten sich derweil die alliierten Briten, Inder, Kanadier und einheimische Truppen auf die Verteidigung der Hongkong-Insel, wo sie unter stetigem Beschuss der Japaner standen. Nach deren Landung am 18. Dezember und dem Abschneiden der Wasserversorgung am 20. Dezember konnte die Verteidigung jedoch nicht mehr aufrechterhalten werden. So kapitulierten die letzten alliierten Einheiten am 25. Dezember. Der Tag ist in Hongkong seitdem als „Black Christmas“ bekannt. Im Landesinneren von China gruppierten sich ab dem 24. Dezember vier japanische Divisionen bei Yueyang. Der erneute Versuch, die chinesische Stadt Changsha einzunehmen, scheitert in der dritten Schlacht um Changsha am 15. Januar 1942, nachdem es den chinesischen Verteidigern gelungen war, drei Divisionen der Japaner einzukesseln, die anschließend entkommen konnten.

### 1942

#### Rabaul
Die wichtigste Eroberung der Japaner fand am 23. Januar statt, als die kleine australische Garnison in Rabaul an der Nordostspitze von New Britain überwältigt und die Hafenstadt eingenommen werden konnte (→ Schlacht um Rabaul). Dazu boten sie eine Schiffsanzahl auf, die der Angriffsflotte für Pearl Harbor glich. Mit vier Flugzeugträgern, zwei Schlachtschiffen, neun Kreuzern, 16 Zerstörern, einigen Minenlegern und Kanonenbooten, einem Wasserflugzeugtender, einigen Flottentankern und den Truppentransportern, sowie sieben U-Booten fuhren die Japaner nach Rabaul. Damit hatten die Japaner eine sehr gute Ausgangsbasis für ein weiteres Vordringen in Richtung Ostpazifik und die Südsee, die in den folgenden Jahren zu einer regelrechten Festung ausgebaut wurde. Als Unterschlupf dienten die Berge im Hinterland der Stadt, die aus Bimsstein bestehen. Dort ließen die Japaner von Kriegsgefangenen Tunnel in einer Gesamtlänge von mehr als 500 Kilometern graben, die als Nachschublager, Truppenzwischenlager und Lazarette (hiervon allein 15) dienten. Dazu kamen fünf Start- und Landebahnen, eine Station für Wasserflugzeuge, eine U-Boot-Basis und ein Militärhafen. Rabaul war zeitweise mit bis zu 200.000 Soldaten besetzt.

#### Fall von Singapur und Zerschlagung der Alliierten in Südostasien

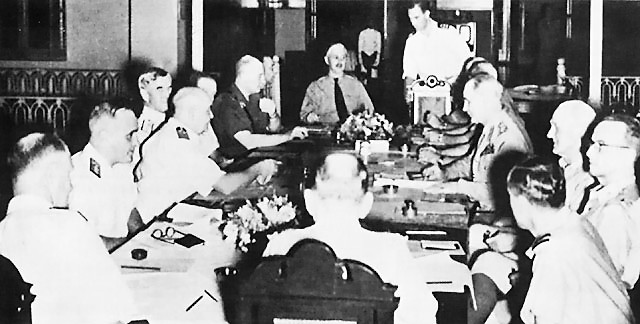
Erste ABDACOM-Konferenz. Um den Tisch sitzend (von l. n. r.): Die Admirale Layton, Helfrich und Hart, General ter Poorten, Colonel Kengen der Royal Netherlands Army (am Kopfende) und die Generäle Wavell, Brett und Brereton.

Zum Schutz der kolonialen Territorien und des eigenen Einflussbereichs in Südostasien gründeten die Alliierten am 8. Januar das ABDACOM, ein gemeinsames Kommando der Amerikaner, Briten, Niederländer und Australier in Singapur, unter dem die Land-, Luft- und Seestreitkräfte koordiniert werden sollten. Trotz einiger kleinerer Erfolge wie in der Seeschlacht vor Balikpapan am 24. Januar konnten die ABDACOM-Einheiten die Japaner nicht aufhalten. So fielen Tarakan (→ Schlacht um Tarakan), Balikpapan (→ Schlacht um Balikpapan), Thailand und Britisch-Malaysia noch im Januar an die Japaner. Einen besonders herben Rückschlag mussten die Briten während der Belagerung von Singapur hinnehmen, als sich eine kombinierte britisch-indisch-australische Armee in einer Stärke von etwa 80.000 Soldaten am 15. Februar geschlagen geben musste und in japanische Gefangenschaft geriet.
Während der Schlacht in der Straße von Makassar am 4. Februar erlitten die Seestreitkräfte des ABDACOM einen Rückschlag, als sie auf der Verfolgung eines Invasionskonvois von japanischen Bombern angegriffen und in die Flucht geschlagen wurden. Weitere Invasionsziele der Japaner waren im Februar das zu Niederländisch-Indien gehörende Sumatra (→ Japanische Invasion Sumatras), dort im Besonderen dessen Ölfelder, da der anhaltende Krieg langsam die Treibstoffreserven knapp werden ließ. Aus dem gleichen Grund versuchten die japanischen Bodentruppen auch schnellstmöglich, Borneo komplett einzunehmen (→ Japanische Invasion Borneos und Japanische Invasion von West-Borneo). So fiel nach Samarinda und Balikpapan am 10. Februar auch Banjarmasin in die Hände der Japaner (→ Schlacht um Banjarmasin). Der Kampf um die begehrten Ölfelder bei Samarinda dauerte noch bis in den März an (→ Schlacht um Samarinda).
Um die Besetzung Balis durch die Japaner zu verhindern, lieferten sich die Seeeinheiten des ABDACOM vom 18. bis zum 19. Februar in der Badung-Straße ein Gefecht mit den Japanern, das sie verloren (→ Seeschlacht in der Straße von Badung). In der Nacht vom 19. auf den 20. Februar begannen die Japaner mit der Invasion des neutralen Portugiesisch-Timor. Die portugiesische Kolonie war 1941 von niederländischen und australischen Truppen besetzt worden, um als Puffer zwischen den Japanern und Australien zu dienen. Nach Protesten des portugiesischen Gouverneurs verließen nur die Niederlande die Kolonie; die Australier blieben und verwickelten die Japaner bis 1943 zusammen mit einheimischen Freiwilligen in einen Guerillakrieg, der als die Schlacht um Timor bekannt wurde. Am 19. Februar griffen 71 japanische Sturzkampfbomber, 81 Torpedoflugzeuge zusammen mit 36 Jagdflugzeugen den Hafen von Darwin im Norden Australiens an. Sie waren von vier Flugzeugträgern gestartet, die zusammen mit zwei Schlachtschiffen, drei Kreuzern und neun Zerstörern vier Tage zuvor von Palau ausgelaufen waren und nun in der Bandasee lagen. Beim Luftangriff auf Darwin wurden ein US-Zerstörer und sieben Frachter versenkt sowie erhebliche Schäden an einem amerikanischen Flugzeugtender, sechs Frachtschiffen und den Hafenanlagen verursacht.

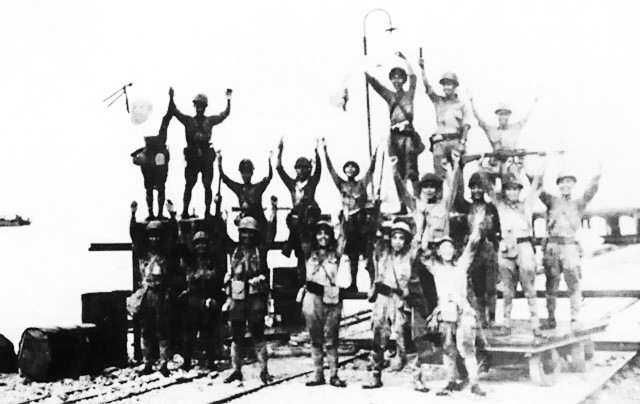
Die Japaner feiern ihre Landung auf Java – 1. März 1942

 Die Alliierten beschlossen am 25. Februar, auf Grund ihrer eigenen Machtlosigkeit gegen die Japaner das ABDACOM aufzulösen. Zwei Tage später versuchte die ABDA-Flotte, die Anlandung einer japanischen Invasionstruppe in Südjava zu verhindern. In der daraufhin entbrennenden Schlacht in der Javasee und den Folgetagen (→ Schlacht in der Sundastraße) wurde die komplette ABDA-Flotte durch die japanischen Verbände aufgerieben. Weitere Landungseinheiten konnten von den Japanern am 1. März auf Java abgesetzt werden (→ Japanische Invasion Javas). Nach nur einigen Tagen waren die Alliierten auf der Insel am Rand einer Niederlage und die verantwortlichen Niederländer unter Generalleutnant Hein ter Poorten kapitulierten am 8. März. Die Unterschrift unter die formale Kapitulationserklärung folgte zwei Tage später.

#### Erste amerikanische Operationen im Pazifik
Die USA begannen am 6. Januar mit der Verlegung von Truppen nach Amerikanisch-Samoa und verlegten am 12. Januar drei Schlachtschiffe und sieben Zerstörer aus dem Atlantik zur Pazifikflotte. Weitere Einheiten der Marines wurden am 20. Januar in Begleitung zweier Flugzeugträger nach Pago Pago eingeschifft. Um den weiteren Vormarsch der Japaner zumindest zu verlangsamen, starteten die Amerikaner einen Angriff auf die Marshall- und Gilbertinseln. Die Einsatzgruppe mit zwei Flugzeugträgern, fünf Kreuzern und elf Zerstörern startete am 21. Januar und erreichte ihr Ziel am 27. Januar. Die Flotte wurde aufgeteilt und begann mit einem Artilleriebeschuss von den Schiffen aus, sowie Flugzeugattacken der Träger auf die japanischen Stützpunkte. Japanische Gegenangriffe verursachten kleinere Schäden auf einem amerikanischen Träger und einem Kreuzer. Als Folge der Angriffe zogen die Japaner ihre Flugzeugträger in die heimischen Gewässer zurück. Zur Verstärkung des Truppenkontingents im Pazifikraum zogen die USA ab dem 21. Januar weitere Soldaten aus dem Atlantikgebiet ab und verlegten sie mittels Truppentransportkonvois durch den Panamakanal.

#### Beschuss der US-Westküste
Am 23. Februar löste der Beschuss einer Ölraffinerie bei Ellwood in Kalifornien durch das japanische U-Boot I-17 an der Westküste Invasionsängste aus. Der Beschuss verursachte aber nur leichte Schäden an einem Pier und einer Pumpanlage. Aufgestiegene amerikanische Flugzeuge konnten das U-Boot nicht mehr auffinden. Als Folge wurde die Bewachung der amerikanischen Westküste deutlich verstärkt.

#### Süd-, Südostasien und japanischer Vorstoß in die Südsee
Am 29. Januar wurde in Washington auf dringende Anforderung der australischen Regierung der ANZAC-Verteidigungsbereich beschlossen. Die Zone deckte den Pazifik zwischen Australien, Neuseeland und Französisch-Kaledonien ab; ausschließlich der in Neuseeland selbst stationierten Truppen. Die ANZAC-Truppen unterstanden Vizeadmiral Herbert F. Leary von der United States Navy. Im März gelang den Japanern die vollständige Einnahme von Java und Niederländisch Ostindien, und die ersten Invasionstruppen landeten an den Stränden von Neuguinea. Auch die Südseeinseln der Salomonen rückten als vorgeschobener Stützpunkt gegen die Amerikaner in das Interesse der Japaner, und so landeten am 13. Februar die ersten Einheiten dort. Japanische Truppen, die im Januar vom benachbarten Thailand aus in Burma einmarschiert waren, nahmen am 8. März Rangun ein, nachdem die Stadt am Vortag evakuiert worden war.

Die Americal Division wurde Mitte März von Melbourne nach Nouméa verlegt. Im Rahmen dieser Operation begleiteten zwei Flugzeugträger und mehrere andere Kriegsschiffe den Konvoi. Unterdessen begannen die japanischen Landungen auf Neuguinea bei Lae und Finschhafen im Osten der Insel (→ Operation SR). Zur Gegenattacke starteten von den US-Flugzeugträgern am 10. März 104 Flugzeuge, als die Flotte durch das Korallenmeer südlich der Landungszonen vorbeifuhr. Die Maschinen flogen über das Owen-Stanley-Gebirge und griffen die japanischen Schiffe an. Es gelang ihnen, vier Transportschiffe zu versenken und sieben weitere teilweise schwer zu beschädigen. Die Landungen konnten mit diesem Angriff aber nicht verhindert werden.

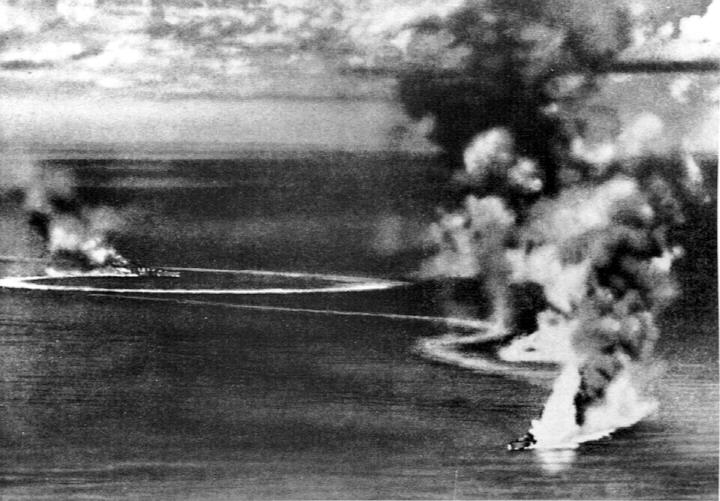
Die britischen Schweren Kreuzer Dorsetshire und Cornwall liegen unter japanischen Luftangriffen. Beide sinken in der Folge der Angriffe am 5. April. 424 Besatzungsmitglieder kommen dabei ums Leben

Auf Nord-Sumatra landeten japanische Einheiten am 12. März bei Sabang und Iri, um die ergiebigen Ölfelder dort einzunehmen. Die Andamanen im Golf von Bengalen als Stützpunkt zum geplanten Sprung nach Indien fielen am 23. März (→ Operation D), und ein Angriff der Japaner mit fünf Flugzeugträgern auf den britischen Stützpunkt auf Ceylon brachte den Briten einen Verlust von zwei schweren Kreuzern ein. Mit dem Beginn der großangelegten Operation C am 30. März, bei der sechs Flugzeugträger, begleitet von vier Schlachtschiffen und etlichen Kreuzern und Zerstörern, in den Indischen Ozean einliefen, versuchten die Japaner, die britische Flotte und den Rest der alliierten Schiffseinheiten auszuschalten, die noch im Indischen Ozean operierten.
Am gleichen Tag landeten japanische Speziallandungseinheiten der 4. Flotte auf den Shortland-Inseln (→ Japanische Invasion der Shortland-Inseln). Dies sollte die südliche Flanke gegen Angriffe der Alliierten schützen und einen Ausgangspunkt zur Versorgung der eigenen Truppen im von ihnen zu besetzenden Tulagi in den südlichen Salomonen bilden. Dazu errichteten sie auf den Inseln Stützpunkte für Wasserflugzeuge und stationieren dort 5000 Soldaten. Japanische Landungseinheiten der N-Force landeten am 1. April bei Fakfak im Nordwesten der Bomberai-Halbinsel. Damit begannen sie die Invasion Niederländisch-Neuguineas. Bis zum 22. April des Jahres wurden Babo, Sorong, Manokwari, Moemi, Nabire, Seroei, Sarmi und Hollandia eingenommen.
Die Japaner lagen am 5. April mit ihren Operation-C-Einheiten vor Ceylon. Mit den Maschinen der Flugzeugträger begannen sie einen intensiven Luftangriff auf den Hafen von Colombo, konnten jedoch nur einen britischen Zerstörer und einen Hilfskreuzer versenken. Auf dem Rückflug entdeckten die Maschinen zwei schwere Kreuzer auf offener See, die sie umgehend attackierten und versenkten. 424 Briten fanden dabei den Tod. Am 9. April kapitulierten die alliierten Truppen auf der Halbinsel Bataan in den Philippinen. Nach der Gefangennahme durch die Japaner kam es zum Todesmarsch von Bataan, bei dem die Gefangenen vom Süden der Halbinsel zu einer etwa 100 km entfernten Bahnstation laufen mussten. Rund 16.000 Soldaten kamen dabei ums Leben. Am selben Tag griffen die Operation-C-Einheiten der Japaner den Hafen von Trincomalee an und entdeckten auf offener See Teile der britischen Ostasienflotte. Es gelang den Japanern, einen leichten Flugzeugträger, einen Zerstörer, eine Korvette und zwei Tanker zu versenken.

#### Luftangriff auf Tokio

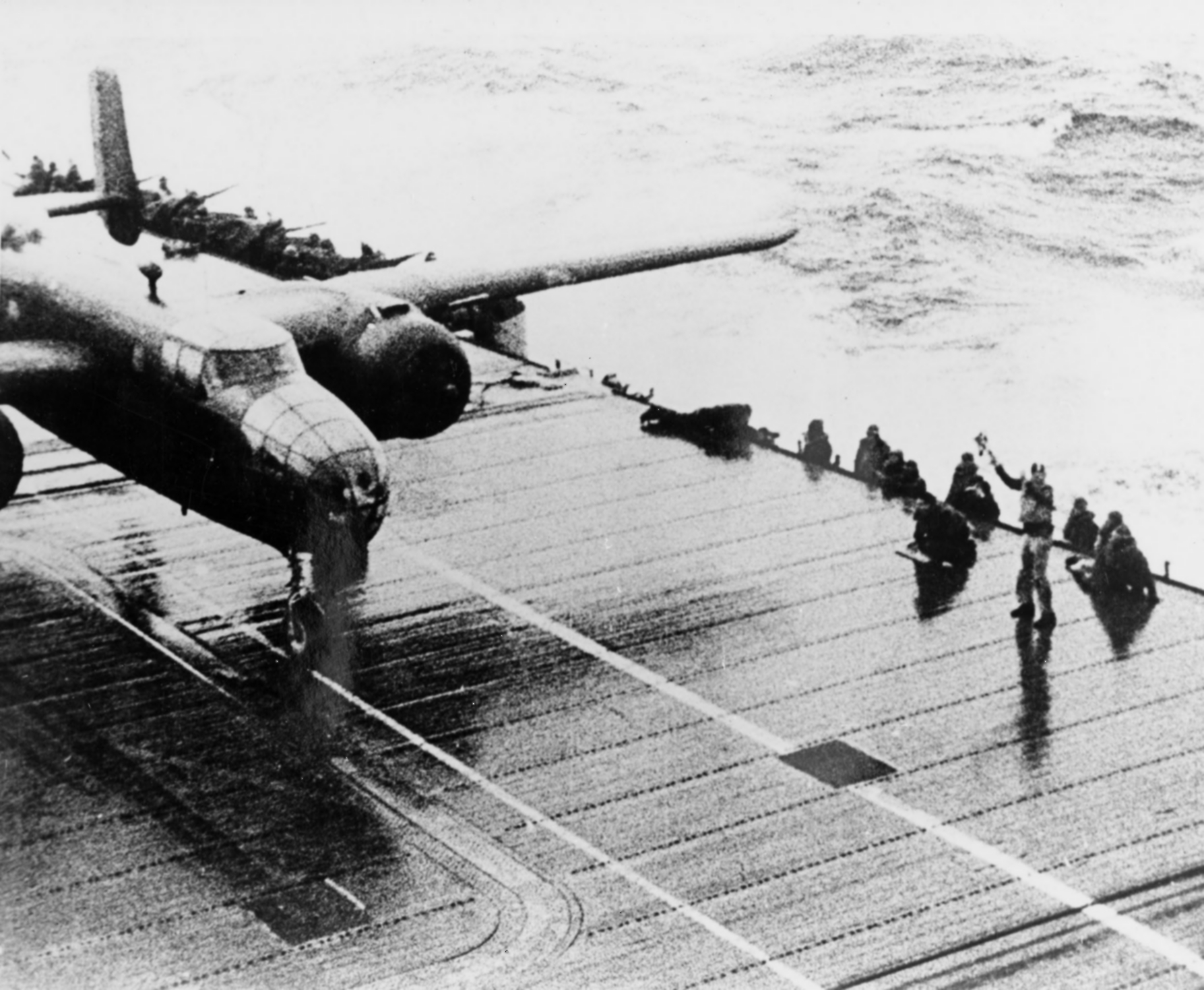
B-25 kurz vor dem Start zum Doolittle Raid

Da die Alliierten und US-Truppen seit dem Kriegsbeginn weitere Niederlagen hinnehmen mussten und den Vormarsch der Japaner nicht stoppen konnten, berieten hochrangige Militärs im Januar 1942 die Möglichkeit, mit speziell modifizierten Bombern die japanischen Hauptinseln zu erreichen und Ziele im Raum Tokio, Yokohama, Yokosuka, Nagoya und Kōbe zu bombardieren, um in einer relativ frühen Phase des Krieges bereits eine Wende herbeizuführen. Dazu wurden im Frühjahr freiwillige Bomberbesatzungen auf den umgebauten Maschinen trainiert, um mit den eingebauten vollen Zusatztanks und voller Ladung auf einer kurzen Strecke zu starten. Am 2. April verließ ein Flugzeugträger mit Geleitschutz den Hafen von San Francisco mit Kurs auf Japan. In einer Entfernung von etwa 1200 km vom Zielort starteten am 18. April die 25 Bomber zum Doolittle Raid. Nach den Bombardierungen, die zwar kaum nennenswerte Schäden anrichteten, den Amerikanern aber einen Propagandasieg einbrachten, landeten die meisten Maschinen in der Republik China. Aufgrund des propagandistisch aufgebauschten Erfolges wurde der Slogan: „Doolitt’ do it“ Synonym für die Forderung nach harter Vergeltung gegen Japan.

#### Japanische Eroberungen und erste Rückschläge

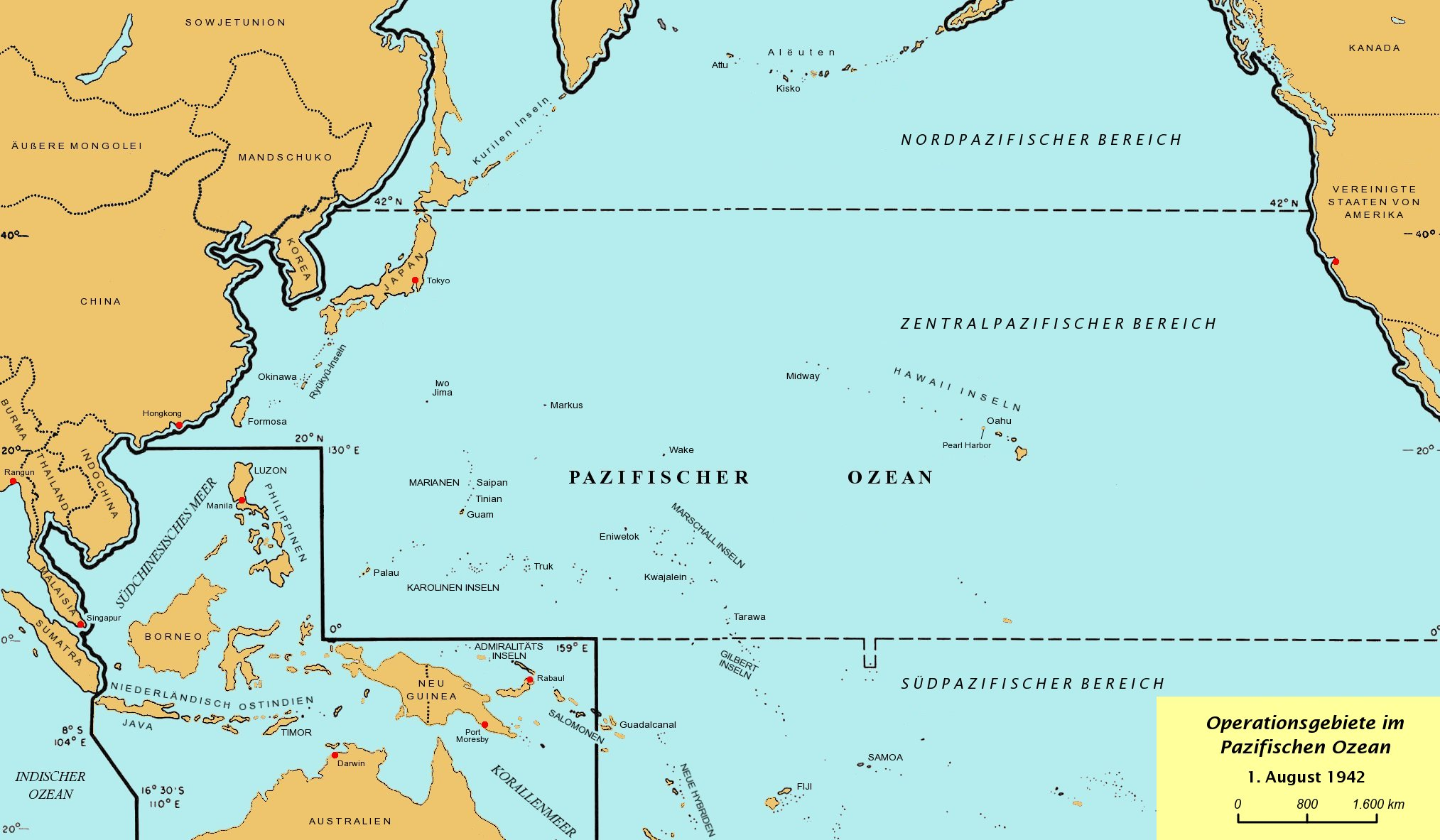
Die amerikanische Einteilung des Pazifiks in verschiedene Kriegsschauplätze 1942

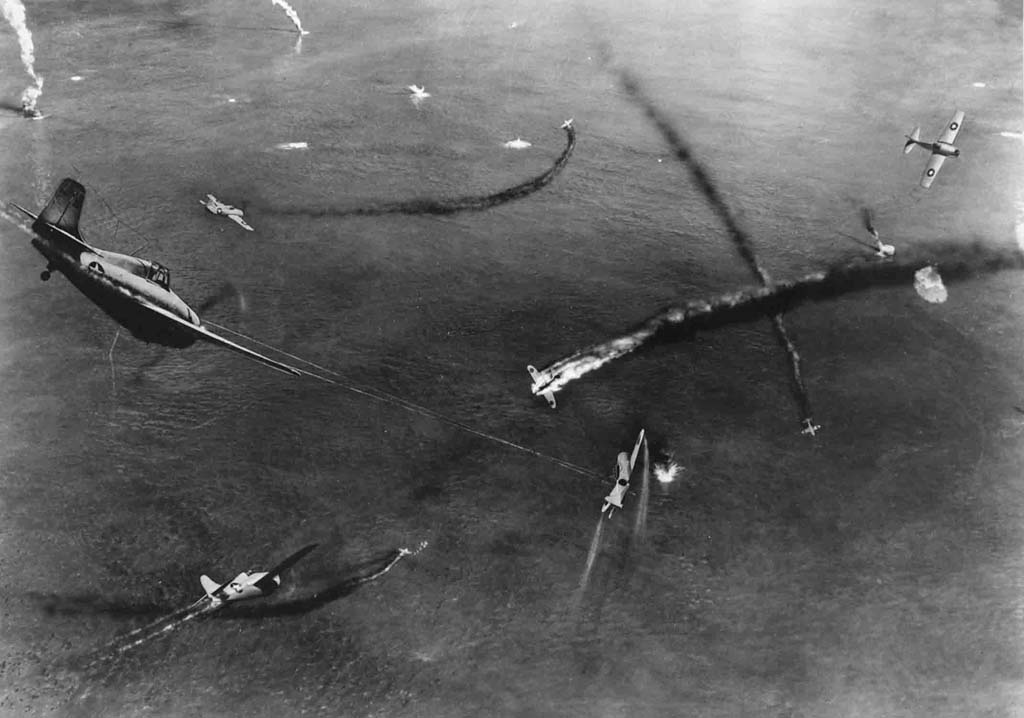
Luftkämpfe – Juni 1942 (Diorama von Norman Bel Geddes)

In Burma konnten die Japaner am 30. April die Stadt Lasio erobern und damit den Alliierten den Weg nach China versperren. Am 1. Mai zogen sie in Mandalay ein. Die Hauptstadt der Salomonen, Tulagi, auf der gleichnamigen Insel fiel am 3. Mai in der Operation SN, einer Teiloperation der Operation MO, in japanische Hände. Die im Hafen liegenden japanischen Schiffe wurden schon am nächsten Tag von 99 amerikanischen Flugzeugen eines Flugzeugträgers bombardiert. Dabei konnten sie einen japanischen Zerstörer und drei Minensuchboote versenken und vier weitere Schiffe beschädigen. Corregidor, die letzte Bastion der Alliierten auf Luzon in den Philippinen, fiel am 6. Mai. Die Japaner machten 11.574 Kriegsgefangene. Am folgenden Tag kapitulierte auch die alliierte Führungsebene auf den südlichen Philippineninseln. Die verbliebenen Truppen wurden aufgefordert, einen Guerillakrieg gegen die Japaner zu führen.
Am 7. Mai kam es zur Schlacht im Korallenmeer, die bis zum nächsten Tag andauerte. Zwei amerikanische Task-Force-Verbände konnten dabei die Einnahme von Port Moresby durch die Japaner erfolgreich verhindern. In der ersten großen Seeschlacht zwischen japanischen und amerikanischen Trägerverbänden verloren beide Seiten je einen Flugzeugträger und einige andere Schiffe. Beim Versuch von Einheiten der Kaiserlich Japanischen Marine in der Operation RY zu den Inseln Nauru und Ocean Island vorzustoßen, kam es am 11. Mai zur Versenkung des Minenkreuzers Okinoshima durch das amerikanische U-Boot S-42 vor Neubritannien. Das Unternehmen wurde kurz darauf abgebrochen, als ein japanisches Aufklärungsflugzeug zwei amerikanische Flugzeugträger mit Kurs auf die Inseln sichtete. Zur Sicherung des Seegebietes um die Aleuten wurde am 21. Mai eine amerikanische Nordpazifikflotte mit Hauptquartier in Kodiak zusammengestellt, da dort immer wieder japanische U-Boote gesichtet wurden, deren Bordflugzeuge Aufklärungsflüge unternahmen.

#### Schlacht um Midway
Durch das Abhören des japanischen Funkverkehrs gelang den USA die Identifizierung des nächsten Ziels eines japanischen Großangriffs – die Midwayinseln. Ein wesentlicher Faktor im Vorfeld der darauf folgenden Schlacht um Midway waren die Entzifferung des japanischen JN-25-Marinekodebuchs und die vereinte Funkaufklärung amerikanischer, britischer, australischer und niederländischer Streitkräfte. Zur Verteidigung wurden am 25. Mai zwei Kompanien des Marinekorps und eine Artilleriebatterie dorthin verlegt. Weitere Verstärkung kam am 26. Mai mit Panzerfahrzeugen und Flugzeugen. Die für den Midway-Angriff vorgesehene Kidō Butai lief am 27. Mai aus der Hashirajima-Bucht aus und nahm Kurs auf ihr Ziel. Tags zuvor hatte sich schon ein kleinerer Verband von Ominato aus in Richtung der Aleuten in Bewegung gesetzt. Die Landungseinheiten für diese nördliche Inselgruppe und Midway folgten am 28. Mai.
Ebenfalls am 28. Mai verließen zwei amerikanische Flugzeugträger mit fünf schweren Kreuzern und mehreren Zerstörern den Stützpunkt auf Pearl Harbor. Zwei Tage später folgten ein weiterer Träger und Geleiteinheiten. Zur Verstärkung der Nordpazifikflotte wurden Schiffe aus dem Zentralpazifik verlegt. Zur Ablenkung von der Midway-Attacke liefen am 31. Mai japanische Klein-U-Boote in die Bucht von Sydney ein, um dort einige Schiffe zu torpedieren. Ein US-Kreuzer wurde nur knapp verfehlt, ein Wohnschiff versenkt und ein niederländisches U-Boot auf Reede beschädigt. Die Japaner konnten entkommen. Am 3. Juni 1942 führte die japanische Flotte eine kleinere Operation gegen Dutch Harbor in den Aleuten als Ablenkung für Midway durch. Die Aktion konnte von den Amerikanern aber vorzeitig durchschaut werden, sodass sie wirkungslos wurde.
Die Schlacht um Midway begann am 4. Juni mit einem japanischen Luftangriff auf die Inseln. Wegen schwerer Schäden, die sie in der Korallensee erlitten hatten, konnten zwei japanische Flugzeugträger nicht eingesetzt werden; dennoch standen für den Angriff auf die Midwayinseln vier große Flugzeugträger zur Verfügung. Die amerikanische Flotte konnte zwar nur drei Flugzeugträger aufbieten, besaß jedoch einen taktischen Vorteil, da sie den japanischen Funkcode entschlüsselt hatte. Am 4., 6. und 7. Juni fanden die entscheidenden Gefechte statt, bei denen ein amerikanischer und alle vier eingesetzten japanischen Flugzeugträger versenkt wurden. Die japanischen Verluste beliefen sich auf 3500 Mann, die US-Marine hatte 307 Tote zu beklagen. Auf Grund der schweren Verluste musste sich die japanische Marine zunächst zurückziehen.

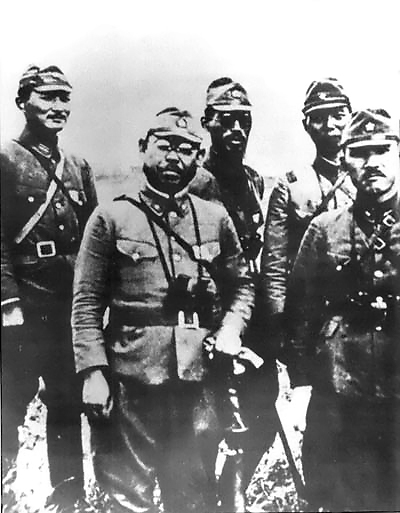
Japanische Offiziere auf den Aleuten

Gleichzeitig begannen die Japaner mit der Invasion der Aleuten auf Attu und Kiska. Die sich daraus entwickelnde Schlacht um die Aleuten war erst am 15. August 1943 beendet. Zur Verstärkung der Pazifikflotte verlegten die Amerikaner am 10. Juni einen Flugzeugträger, einen Geleitträger, ein Schlachtschiff, einen Schweren Kreuzer und neun Zerstörer aus dem Atlantikraum in den Pazifik. Fünf Tage danach trat eine neue Organisation der pazifischen Einsatzgruppen (Task Forces) in Kraft. Am 1. Juli starteten von San Diego sechs amerikanische Truppentransporter mit Marines an Bord, begleitet von einem Flugzeugträger, einem Schlachtschiff, vier Kreuzern und zehn Zerstörern zur Operation Watchtower in Richtung der Fidschi-Inseln. Ebenfalls für diese Operation liefen am 7. Juli von Pearl Harbor zwei Flugzeugträger, sechs Kreuzer und 14 Zerstörer in dasselbe Gebiet. Unterdessen wurde die japanische Flotte einer völligen Reorganisation unterworfen. Die neuen Verbandsstrukturen traten am 14. Juli in Kraft. Zur Flotte stießen zwei neu erbaute Schlachtschiffe, neue Geleit- und Wasserflugzeugträger sowie einige neue Kreuzer und Zerstörer.

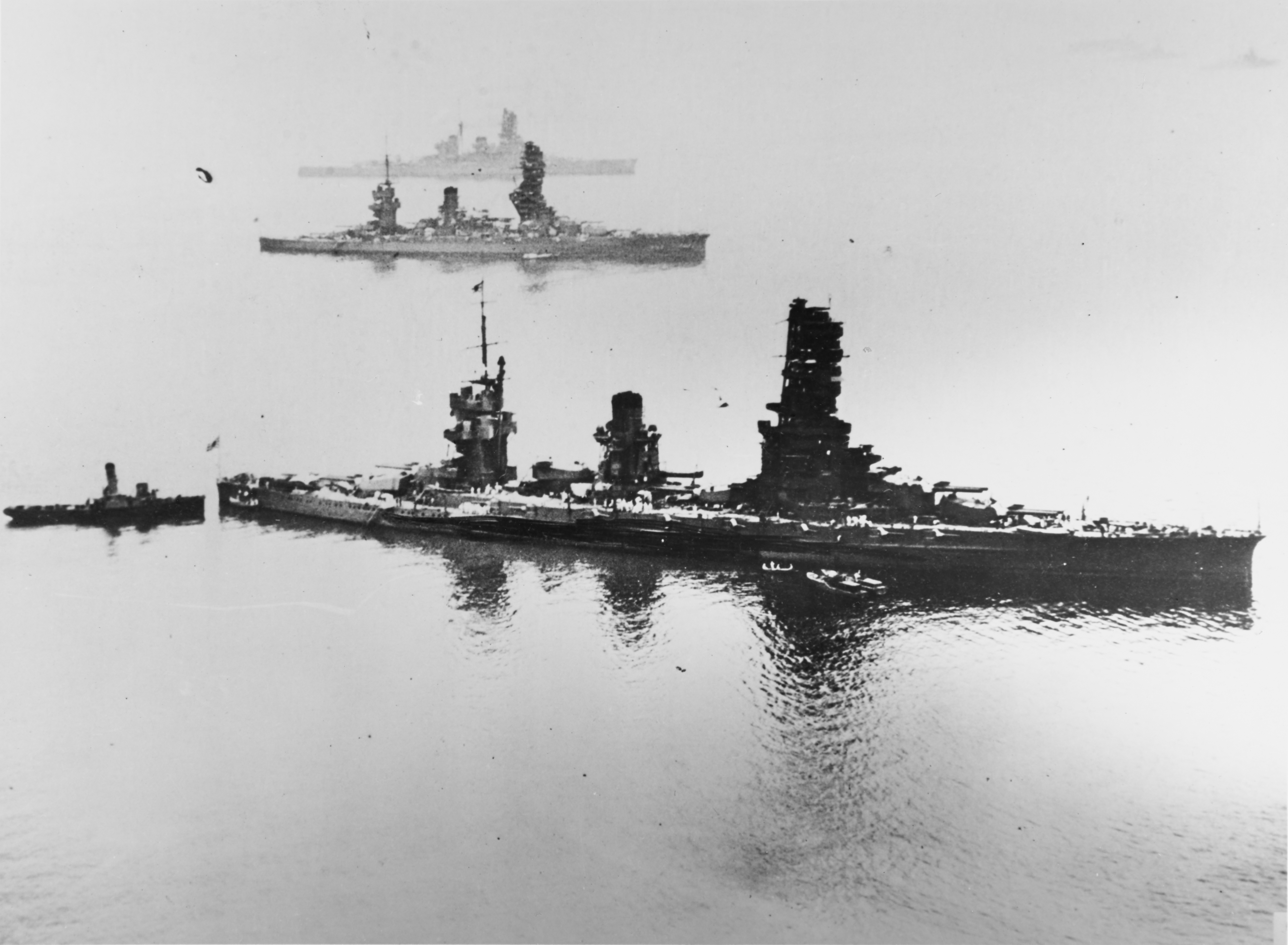
Japanische Schlachtschiffe in der Bucht von Tokio

 Port Moresby auf Neuguinea blieb weiterhin ein begehrtes japanisches Ziel, weshalb japanische Landungseinheiten ab dem 21. Juli trotz Behinderung durch Alliierte Luftangriffe bei Buna und Gona einen Brückenkopf errichteten (→ Operation RI). Von Buna aus versuchten die Japaner, über die Owen-Stanley-Berge in Richtung Port Moresby vorzurücken (→ Kokoda-Track-Kampagne). Eine Eroberung der von australischen Einheiten verteidigten Stadt gelang ihnen trotz schwerer Kämpfe im Dschungel, die bis Mitte November dauerten, nicht.
Etwa zur gleichen Zeit vereinigten sich nahe der Fiji-Inseln die amerikanischen Flotteneinheiten, um sich für den Beginn der Operation Watchtower vorzubereiten. Ein mit den Briten abgesprochenes Ablenkungsmanöver wurde von diesen am 1. August gestartet. Die britische Asienflotte im Indischen Ozean stellte zu diesem Zweck drei Konvois zusammen, die von zwei Flugzeugträgern, einem Schlachtschiff und mehreren Kreuzern und Zerstörern begleitet wurden. Die Operation Stab genannte Aktion stellte eine vorgetäuschte Landung auf den Andamanen-Inseln dar und dauerte bis zum 10. August.

#### Die Schlacht um Guadalcanal

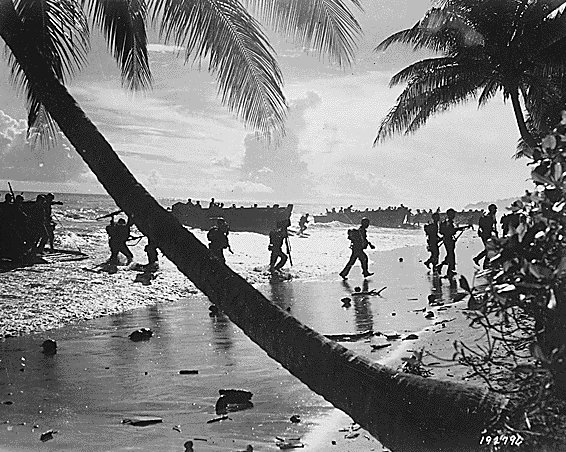
Amerikanische Truppen des 160. Infanterieregiments am Strand von Guadalcanal

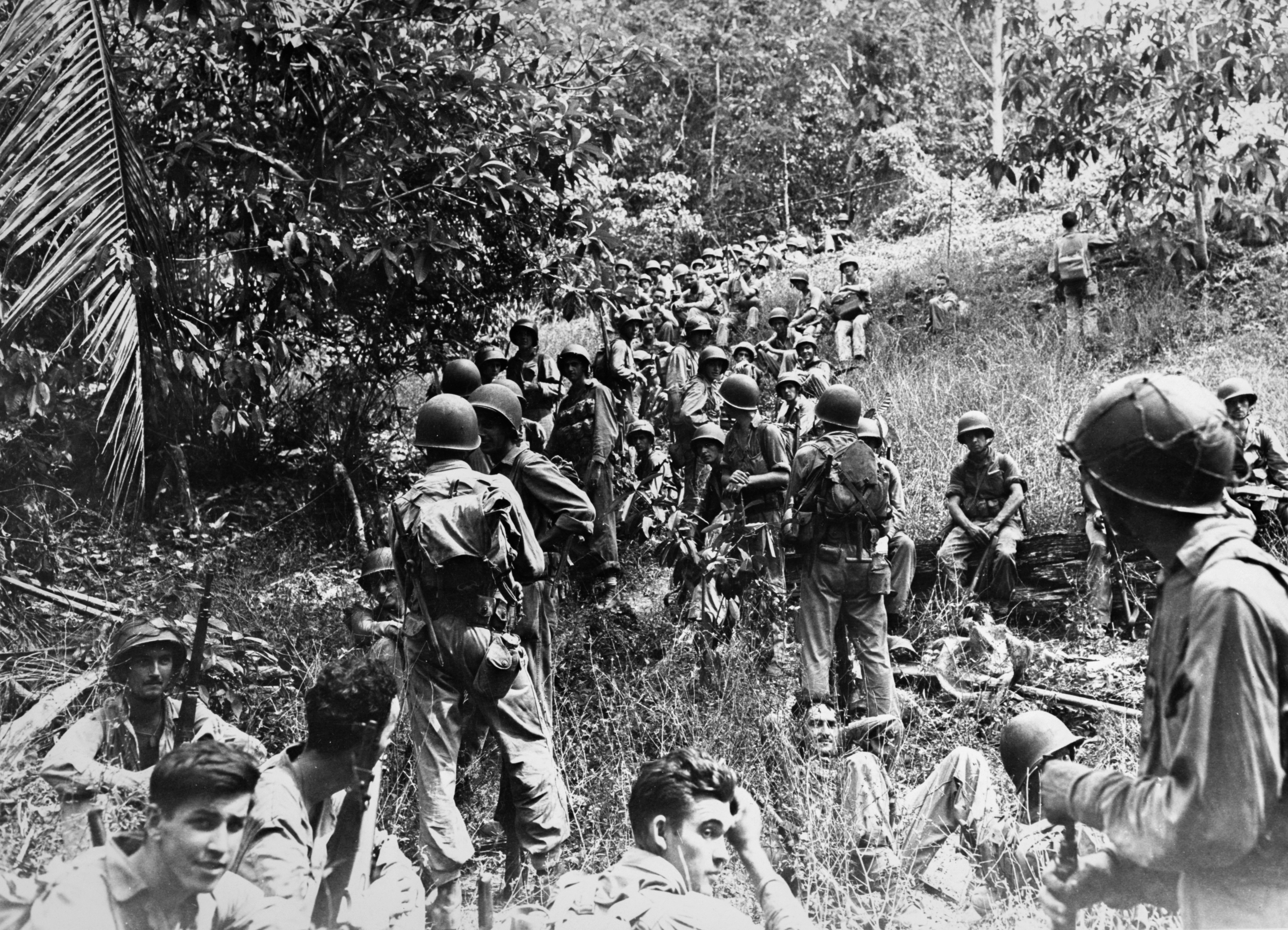
Marines im Dschungel von Guadalcanal

Mit der Landung auf der Salomonen-Insel Guadalcanal am 7. August begannen die Amerikaner die Operation Watchtower, eine der verlustreichsten und verbissensten Schlachten während des Pazifikkrieges. Sie dauerte bis ins nächste Jahr an und markierte einen weiteren Wendepunkt zugunsten der Amerikaner. Das Ziel der Landungen war das Flugfeld Lunga Point, der westlichste Stützpunkt der Japaner für landgestützte Luftoperationen. Es konnte bereits am Nachmittag des 8. August erobert werden, war aber in den nächsten Monaten hart umkämpft, da die Japaner mit aller Macht versuchten, es wieder unter ihre Kontrolle zu bekommen. Die Kämpfe fanden nicht nur auf der Insel selbst statt, sondern auch in den Gewässern zwischen der Hauptinsel Guadalcanal und den Inseln Savo Island und Florida Island mit dem vorgelagerten Tulagi. Das Gebiet wurde unter dem Namen Ironbottom Sound (Eisengrund-Meerenge) bekannt, da in den Seeschlachten dort viele alliierte und japanische Schiffe sanken. Dies begann bei der Schlacht vor Savo Island am 8. August, als es japanischen Schiffen gelang, die amerikanische Deckung zu durchbrechen und in das Gebiet zwischen den Inseln einzudringen.
Nachdem die Landung auf Guadalcanal an die japanische Führung übermittelt wurde, verlegte sie ab dem 11. August Einheiten der Kaiserlichen Japanischen Marine von Japan nach Truk. Fünf Tage später liefen die ersten Konvois zur Truppen- und Nachschublieferung nach Guadalcanal. Eine gelandete Abteilung wurde aber kurz darauf fast vollständig von den Amerikanern aufgerieben, sodass nur ein kleiner Teil von ihnen mit den Soldaten der nachfolgenden Konvois weiterkämpfen konnte. Die ersten von einem amerikanischen Geleitflugzeugträger gestarteten Kampfflugzeuge für den nun „Henderson Field“ genannten Flugplatz trafen am 20. August ein. Auch amerikanische Nachschubkonvois erreichten nicht immer ihr Ziel. So wurde am 22. August ein amerikanischer Truppentransporter versenkt.
Am 23. August eröffneten die Japaner die Operation Ka zur Landung von 1500 Soldaten als Unterstützung für die kämpfenden Einheiten auf Guadalcanal. Am nächsten Tag kam es dabei zur Schlacht bei den Ost-Salomonen, bei der ein japanischer Flugzeugträger versenkt und ein amerikanischer beschädigt wurde. Es gelang den Amerikanern, eine Anlandung des japanischen Nachschubs zu verhindern. Bereits einige Tage später konnten jedoch die Japaner mit schnellen Zerstörern die Truppen auf Guadalcanal absetzen. Sie verloren dabei einen Zerstörer. Die Taktik, mit schnellen Zerstörerkonvois Nachschub nach Guadalcanal zu bringen, wurde am 28. August von den Japanern zu einem steten Verfahren erweitert, als der erste, von den Amerikanern so benannte Tokyo Express startete. Die Zerstörer fuhren von Bougainville in den nördlichen Salomonen durch den Slot nach Süden, um dann an der Nordwestküste von Guadalcanal Truppen anzulanden. Diese Zerstörerkonvois führten in den nächsten Monaten zu vielen Einzelgefechten.

#### Guadalcanal und weitere Aktionen im Verlauf des Jahres

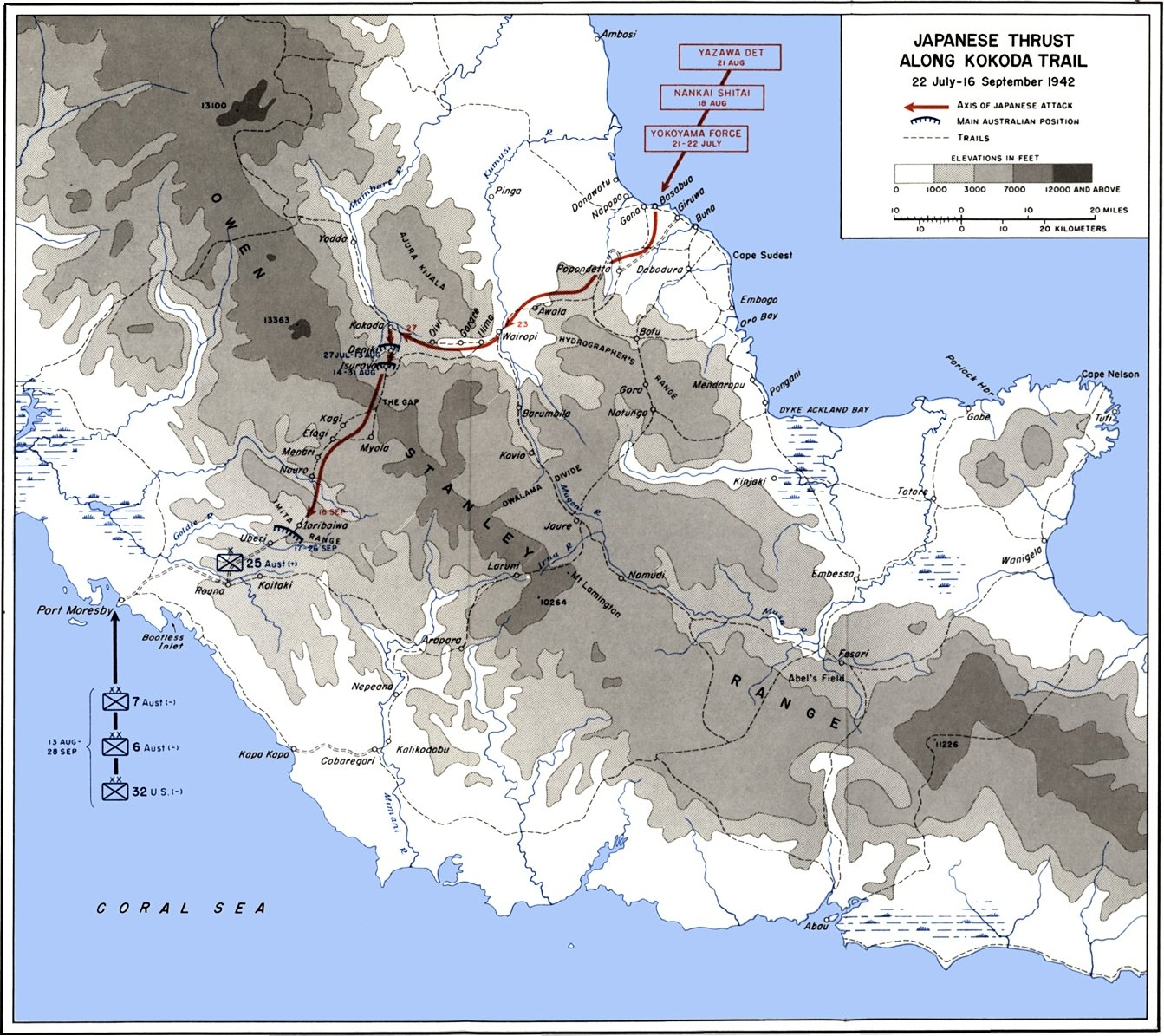
Der Weg der Japaner über den Kokoda Track nach Port Moresby

Die Japaner verfolgten weiterhin hartnäckig ihr Ziel, Port Moresby auf Neuguinea zu erobern. Dazu landeten am 12. und 13. August weitere japanische Truppen bei Buna und versuchten über den Kokoda Track das Owen-Stanley-Gebirge zu überqueren. Zur Deckung wurde die Milne-Bucht aus der Luft bombardiert. Mit einem Beschuss durch eine Zerstörerflotte auf Nauru nahmen die Japaner die im Mai fehlgeschlagene Operation RY wieder auf und landeten am 26. August auf Nauru und am Folgetag auf Ocean Island. Während der Schlacht um die Milne-Bucht auf Neuguinea, die vom 24. bis zum 31. August andauerte, gelang es den Australiern und Amerikanern, eine über 1800 Mann starke Landungseinheit der Japaner zurückzudrängen. Der japanische Vormarsch über die Owen-Stanley-Berge auf Neuguinea wurde am 17. September von zwei australischen Brigaden in Sichtweite von Port Moresby zum Stehen gebracht.
Am 9. und 29. September kam es zu Angriffen eines japanischen Flugzeugs auf das amerikanische Festland. Ein Kleinflugzeug startete von einem japanischen U-Boot vor Kap Blanco, warf einige Bomben in den Wald von Oregon bei Mount Emily und entfachte damit einen Waldbrand. 
Bei den beiderseitigen Versuchen, Verstärkungen in Form von Schiffen und Soldaten nach Guadalcanal heranzuführen, versenkten die Japaner am 15. September einen amerikanischen Flugzeugträger. Ein wiederholter Versuch der Japaner, den Flugplatz Henderson Field auf Guadalcanal einzunehmen, konnte während der Schlacht am Bloody Ridge von den verteidigenden Amerikanern vom 13. bis 16. September gerade noch verhindert werden. 
Ein von Rabaul ausgelaufener japanischer Konvoi wurde am 11. Oktober nördlich von Guadalcanal durch amerikanische Schiffe aufgehalten. Es entbrannte die Seeschlacht bei Cape Esperance, die die japanische Landung verhinderte. Zwei Tage später konnte ein von Nouméa kommender US-Transporterkonvoi rund 3000 Soldaten und Nachschubmaterial bei Lunga Point anlanden. In der folgenden Nacht beschossen japanische Kreuzer und Zerstörer den Flugplatz Henderson Field und konnten 48 der 90 dort stationierten Kampfflugzeuge zerstören. Nur ein Flugzeug erlitt bei dem Beschuss keinen Schaden. Am nächsten Tag brachte der Tokyo Express bei Tassafaronga 4500 japanische Soldaten an Land.
Am 25. Oktober setzte sich die japanische Flotte, die bereits seit dem 11. Oktober auf See lag, in Richtung Guadalcanal in Bewegung, um einen Großangriff zu starten. Am nächsten Tag kam es zur Schlacht bei den Santa-Cruz-Inseln, bei der die Amerikaner einen Träger verloren und zwei japanische Träger schwer beschädigt wurden. Bis Mitte November liefen immer wieder japanische schnelle Zerstörer nach Guadalcanal, um Nachschub an Soldaten, Geschützen und Munition, sowie andere Gerätschaften zu bringen. Dabei kam es wiederholt zu Zusammenstößen mit amerikanischen Einheiten, die von Tulagi aus operierten. Auch auf dem Henderson Field stationierte Kampfflugzeuge griffen diese Konvois immer wieder an. Trotzdem gelangen den Japanern auch erfolgreiche Landungen. Auch die USA brachten weitere Soldaten auf die Insel, so am 11. November, als rund 8000 Mann versuchten, bei Lunga Point an Land zu gehen. Im Gegenzug starteten die Japaner eine Großattacke gegen die Amerikaner, sodass die Anlandungsaktion abgebrochen werden musste. In der Seeschlacht von Guadalcanal, die bis zum 15. November andauerte, beschossen die Japaner intensiv das Henderson Field, mussten sich aber nach sehr hohen eigenen Verlusten zurückziehen. Dieser amerikanische Sieg bedeutete den Wendepunkt in der Schlacht um Guadalcanal.
Nach der Einnahme von Kokoda am 2. November zogen sich die japanischen Streitkräfte nach der Schlacht um Oivi-Gorari am 19. November fluchtartig bis an die Nordostküste Neuguineas nach Buna zurück. Dies markiert das Ende der Kokoda-Track-Kampagne.
Am 30. November versuchten die Japaner noch einmal, nachts mit einer schnellen Zerstörerflottille den Truppen auf Guadalcanal Nachschub zu bringen. In der Schlacht bei Tassafaronga versenkten die Japaner einen amerikanischen Schweren Kreuzer und beschädigten drei weitere schwer. Selbst verloren sie nur einen Zerstörer. Die japanischen Nachschubgüter fielen aber den Amerikanern in die Hände. Dies war das letzte große Seegefecht um Guadalcanal, aber der Landkampf dauerte noch bis Anfang Februar 1943. Der Tokyo Express versuchte weiterhin, Nachschub auf die Insel zu bringen. Allerdings warfen die Schiffe die Behälter meist einige Kilometer vor der Insel ins Meer, in der Hoffnung, schnell den amerikanischen Torpedobooten und U-Booten entkommen zu können. Daher konnten die japanischen Landeinheiten oft nur wenige der Nachschubbehälter bergen. Ende des Jahres beschloss die japanische Führung, Guadalcanal aufzugeben und die verbliebenen Soldaten zu evakuieren.
Mitte Dezember rüsteten die Australier und auch die Japaner ihre Truppen auf Neuguinea auf. Vom 10. bis zum 16. Dezember setzten die Australier acht gepanzerte Fahrzeuge in der Oro-Bucht ab. Kurz danach trafen in der Bucht 1460 Soldaten ein. Die Japaner brachten etwa zur gleichen Zeit bei Cape Ward Hunt nördlich von Buna 800 Soldaten an Land. Als Ausgleich zum verlorenen Henderson Field begannen die Japaner im Dezember, am Munda Point auf New Georgia im New-Georgia-Archipel einen Luftwaffenstützpunkt zu errichten.

### 1943

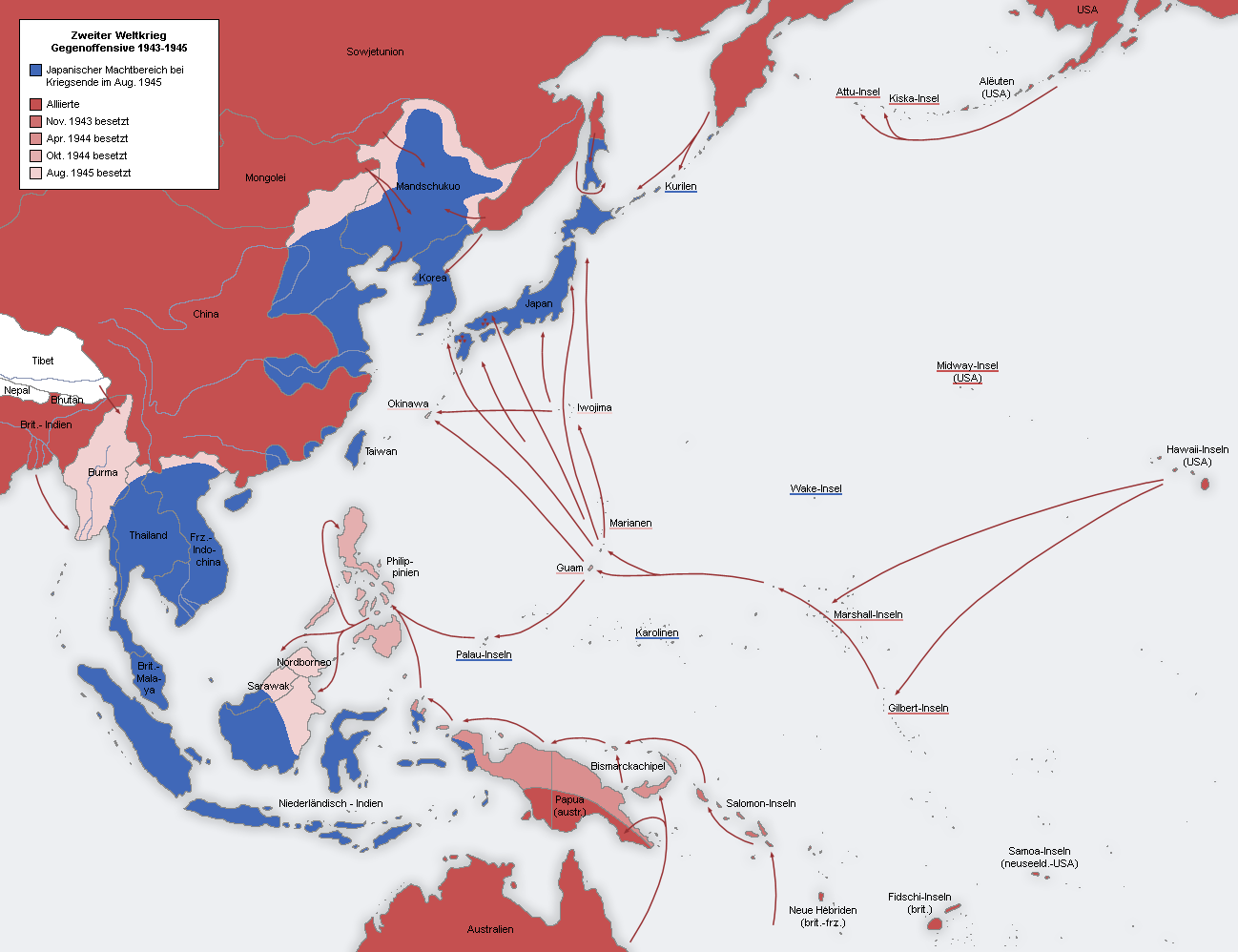
Gegenoffensive 1943–1945

Zu Beginn des Jahres gelang es den Amerikanern in vermehrtem Maß, japanische Funkcodes zu entschlüsseln. Einer der wichtigsten Codes war der Ultra-Code der Kommandantur des Truk-Atolls. In der Folge konnte die Entschlüsselung durch viele Sichtungen bestätigt werden. Ab Mitte Januar versenkten dann die amerikanischen U-Boote vermehrt kleinere Kriegsschiffe, wie Zerstörer und Patrouillenboote sowie Tanker und Transportschiffe. Des Öfteren wurden zu den Angriffen auf größere Konvois auch Kampfflugzeuge angefordert und eingesetzt.

#### Kämpfe im Pazifikraum
Der erste alliierte Sieg mit Landkampftruppen gelang den Australiern und Amerikanern über die japanischen Einheiten, die sich nach dem missglückten Vorstoß auf Port Moresby im Papua-Territorium auf Neuguinea an die Küste bei Buna, Gona und Sanananda zurückgezogen hatten. Die Kämpfe endeten am 22. Januar mit der Flucht der Japaner aus dem Kampfgebiet (→ Schlacht um Buna-Gona-Sanananda). In der Folge kam es vom 29. Januar bis zum 4. Februar zur Schlacht um Wau, wo es australischen Einheiten gelang, aus Sanananda anrückende japanische Einheiten, mit Hilfe neu eingeflogener Truppen über eine Luftbrücke aus Port Moresby, zurückzuschlagen. Bei den Nachhutversorgungen auf und um Guadalcanal durch die Japaner kam es immer wieder zu kleineren Zusammenstößen. Als eine amerikanische Flotte von Süden in Richtung Guadalcanal anlief, um die geplanten Landungen dort zu unterstützen, kam es am 29. Januar zur Schlacht bei Rennell Island.
Mit den folgenden Landungen der Amerikaner begann auch die Schlacht um die Nördlichen Salomonen, in der die Amerikaner bis zum August New Georgia und bis März 1944 Bougainville erobern konnten. Anfang Februar setzten die USA massiv Verstärkung auf Guadalcanal ab. Mit schnellen Zerstörerflottillen, bis zu 22 Zerstörer stark, evakuierten die Japaner in der Operation Ke bis zum 9. Februar 11.706 Soldaten. Die Insel war danach endgültig in amerikanischer Hand. Damit war der Seeweg zwischen Australien und Amerika gesichert, und Guadalcanal wurde ein wichtiger Ausgangspunkt der alliierten Operationen gegen Rabaul, den japanischen Hauptstützpunkt im Südpazifik.

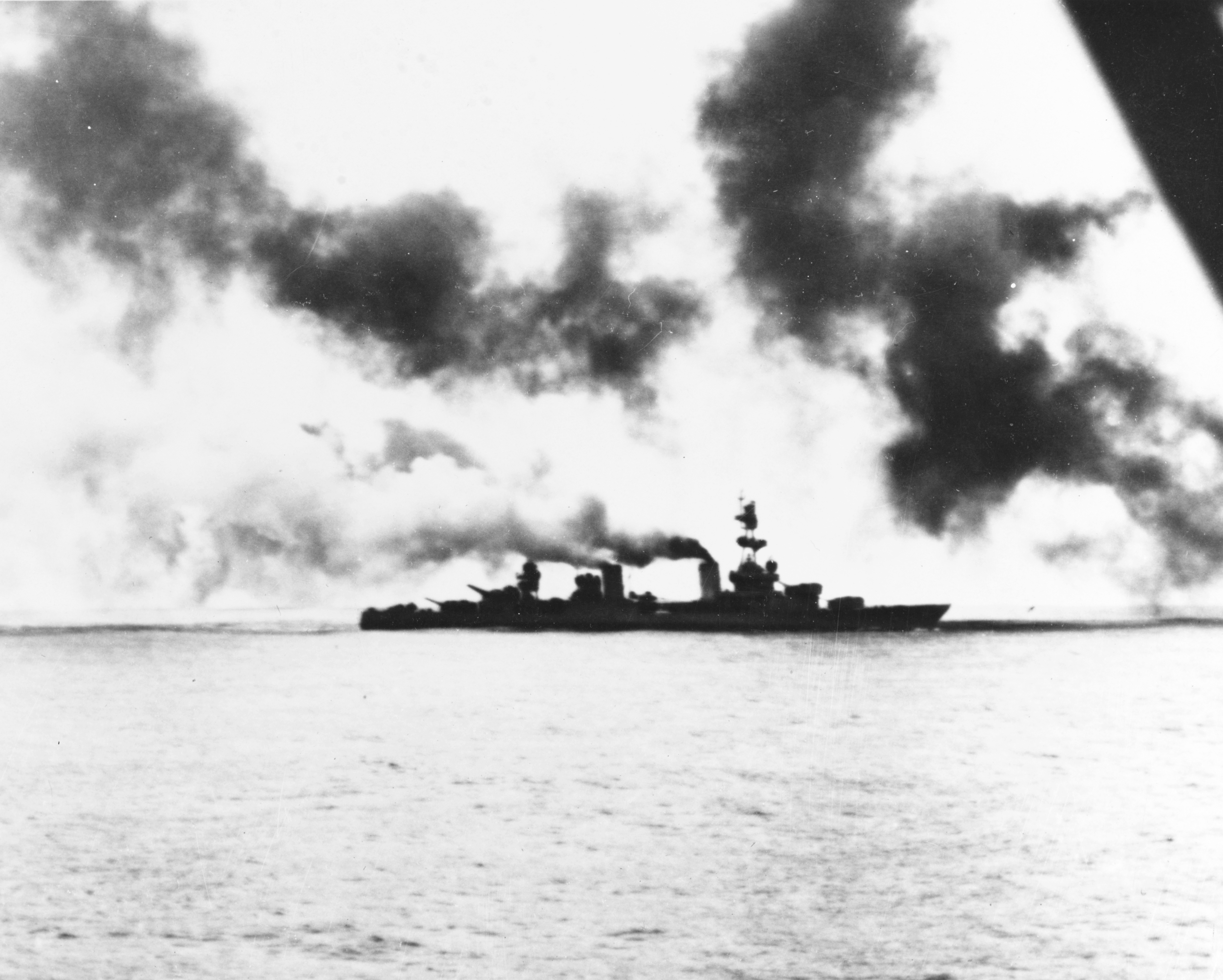
Der Kreuzer USS Salt Lake City während der Seeschlacht bei den Komandorski-Inseln

Die Flugzeuge der australischen Luftwaffe und der US-Marine gewannen die Schlacht in der Bismarcksee, die vom 2. bis zum 4. März andauerte. Damit wurde eine Verlegung von rund 7000 japanischen Soldaten nach Neuguinea verhindert. Zwei Tage später beschossen Zerstörer der Amerikaner das japanische Flugfeld Munda Point, konnten aber keinen besonderen Erfolg damit erzielen. Um ein weiteres Flugfeld auf Kolombangara, das Vila-Flugfeld, anzugreifen, fuhr eine US-Taskforce mit drei Kreuzern und drei Zerstörern in den Golf von Kula ein. Dort trafen sie auf zwei japanische Zerstörer, die nach kurzem Gefecht von ihnen versenkt wurden. Auf dem besetzten Nauru versuchten die Japaner, die Exporte der dortigen Phosphatvorkommen zu ihren Gunsten weiter zu betreiben, wurden aber durch Bombardements von US-Flugzeugen davon abgehalten. Ein besonders heftiger Angriff wurde am 25. März geflogen. In seiner Folge deportierten die Japaner 1200 Nauruer in Arbeitslager nach Truk.

Am 26. März kam es zur Seeschlacht bei den Komandorski-Inseln, als ein japanischer Geleitzug auf dem Weg nach Attu in den Aleuten von einer amerikanischen Flotte mit einem Schweren und einem Leichten Kreuzer und vier Zerstörern angegriffen wurde. Die den Amerikanern überlegene japanische Sicherungsgruppe, die aus zwei Schweren, zwei Leichten Kreuzern und vier Zerstörern bestand, zog sich aber nach rund dreieinhalb Gefechtsstunden zurück. Anfang April kam es zu einer massiven japanischen Aufrüstung der Stützpunkte Rabaul und Buka. Vier Flugzeugträger brachten über 160 Kampfflugzeuge zu den Basen. Sie dienten der Vorbereitung einer großangelegten Luftoffensive gegen Guadalcanal und Tulagi, der Operation I-GO. Dabei griffen am 7. April Torpedo- und Sturzkampfbomber die Inseln an und versenkten einen amerikanischen Zerstörer und einen Tanker sowie eine neuseeländische Korvette. Weitere japanische Luftangriffe waren gegen die Ore-Bucht bei Buna am 11. April und am 14. April gegen die Milne-Bucht in Neuguinea gerichtet, wo zwei amerikanische Transportschiffe versenkt werden konnten. Dort begannen die Alliierten am 22. April die Salamaua-Lae-Kampagne.

#### Admiral Yamamotos Tod

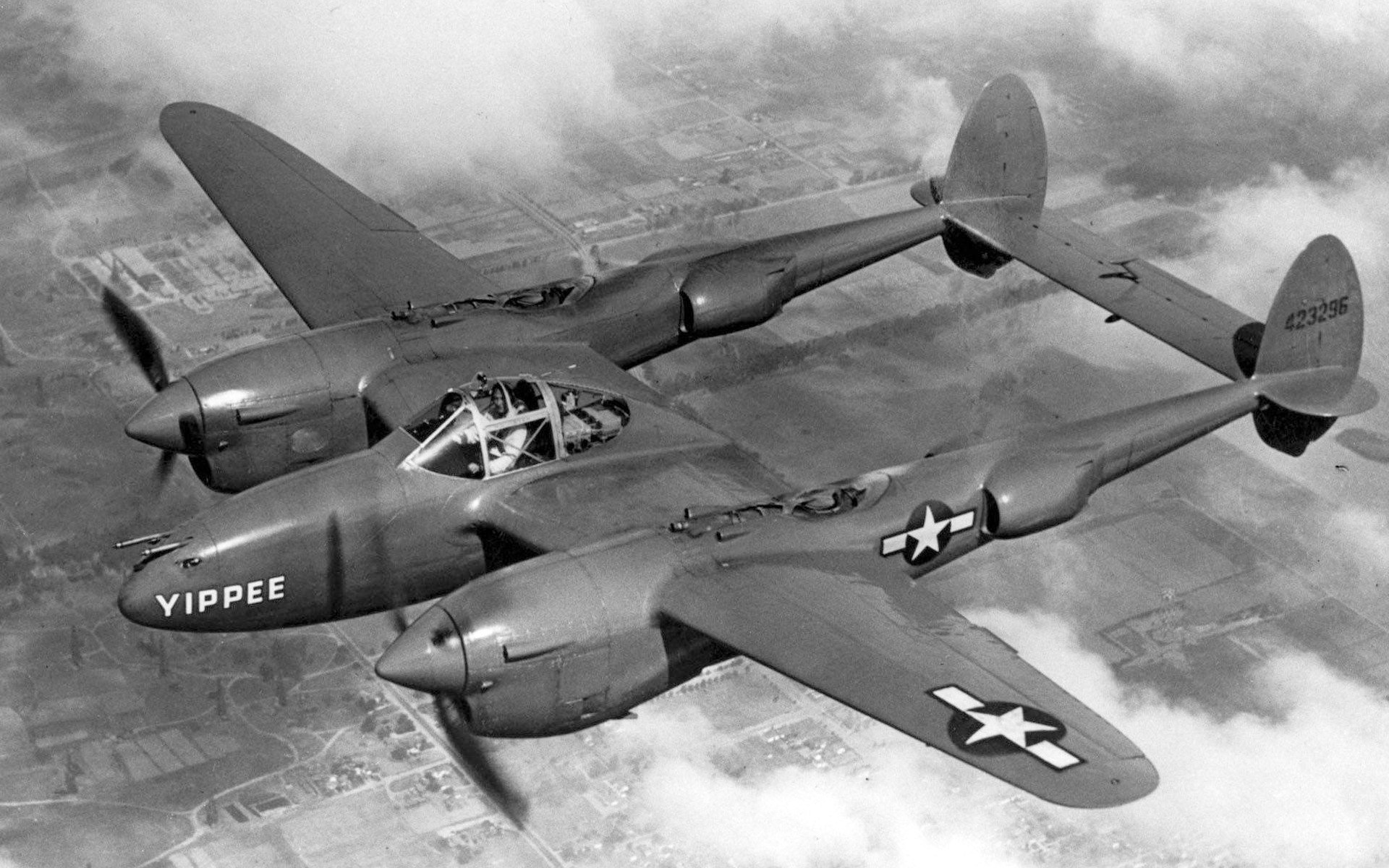
Eine Lockheed P-38 Lightning

Der amerikanischen Fernmeldeaufklärung gelang Mitte April die Entschlüsselung eines Funkspruchs, demzufolge Admiral Yamamoto Isoroku, Oberbefehlshaber der Kaiserlich Japanischen Marine, den Stützpunkt auf Bougainville besuchen wolle. Zum Abfangen seines Flugzeugs starteten am 18. April 16 Lockheed P-38 Lightning-Jagdflugzeuge von der neuen zweiten Startbahn des Henderson Airfields auf Guadalcanal und nahmen Kurs nach Norden. Es gelang ihnen der Abschuss von zwei japanischen Bombern vom Typ Mitsubishi G4M bei Bougainville. In einem davon befand sich Yamamoto, der dabei ums Leben kam. Als Nachfolger für den japanischen Oberbefehl wurde Admiral Koga Mineichi bestellt.

#### U-Boot-Erfolge der Amerikaner

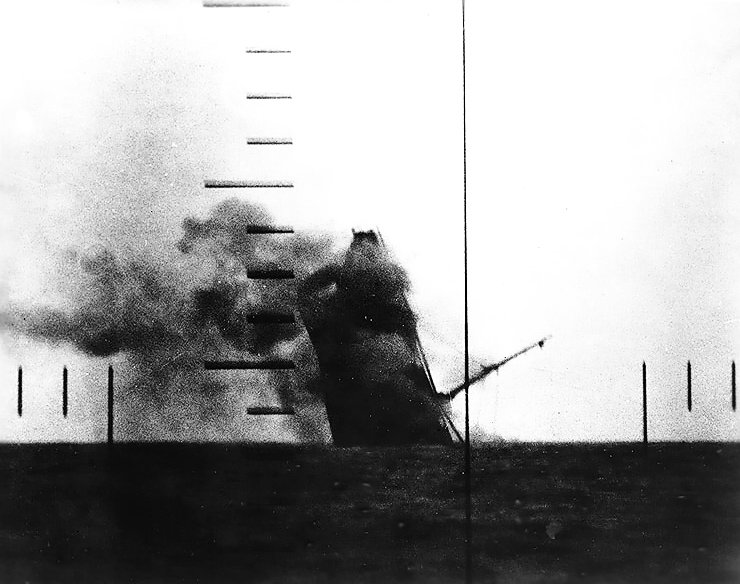
Der japanische Transporter Nittsu Maru sinkt nach der Torpedierung durch die USS Wahoo (SS-238) am 23. März im Gelben Meer vor China (Periskopsicht)

Ab 1943 wurden mehrere hundert U-Boote neu in Dienst gestellt und konnten ausgerüstet mit neuen Mark-18-Torpedos, verbesserten Mark-14-Torpedos, Radar sowie reichlich ausgewerteten Ultra-Funksprüchen und von nunmehr verfügbaren vorgeschobenen Stützpunkten aus die Versenkungszahlen bei Handelsschiffen dramatisch erhöhen. Auch die Taktik von Dreier-Rudeln gegen Konvois sowie der Austausch risikoscheuer Kommandanten führte zur Steigerung der Versenkungen. Nach 1944 gab es kaum mehr lohnende Angriffsziele für U-Boote im Kampf gegen die japanische Handelsflotte. Die U-Boote legten auch große Minenfelder aus, so etwa direkt vor der japanischen Küste bei Inubo Seki, vor Hongkong und vor Shanghai. Des Weiteren wurden im Nordpazifik von den U-Booten Aufklärungsfahrten unternommen, um die amerikanische Operation Landcrab, die Landung auf den Aleuten, vorzubereiten, die dann am 11. Mai begann.

Insgesamt ist festzustellen, dass die Japaner der Bedrohung durch U-Boote zu keinem Zeitpunkt die notwendige Aufmerksamkeit geschenkt haben. Die Japaner hatten nicht bedacht, dass allein die Eroberung der Rohstoffgebiete zur Absicherung des Reiches nicht ausreichte. Japan war in einem höheren Maße von maritimen Versorgungswegen abhängig als jede andere Nation zur damaligen Zeit. Es mussten nicht nur die Rohstoffe von Sumatra, den Philippinen oder China nach Japan verbracht und dort verarbeitet werden. Auch zwischen den japanischen Hauptinseln selbst wurden wesentliche Teile des Warenumschlages und Transportes über das Meer abgewickelt. Das Schienennetz war im Verhältnis zu europäischen Nationen deutlich schwächer entwickelt. Aufgrund der durch die Versorgungsmängel auftretenden Engpässe war die japanische Militärführung beispielsweise auch genötigt, große Teile der Flotte in der Nähe der indonesischen Ölquellen zu stationieren. Die Bedrohung der Frachtschiffe durch U-Boote der USA führte auch dazu, dass zum Teil japanische U-Boote den Transport von Nahrungsmitteln, Medikamenten und Munition übernehmen mussten.

#### Amerikanische Luftüberlegenheit
Im Juni versuchten die Japaner mehrfach, amerikanische Transportunternehmungen aus der Luft zu unterbinden. Am 5. Juni kam es dabei zu einem größeren Luftgefecht zwischen 81 japanischen Kampfflugzeugen und 101 amerikanischen Maschinen über den Russel-Inseln in den Salomonen. Die Japaner verloren 24 Maschinen, wogegen die Amerikaner nur einen Verlust von 7 Flugzeugen beklagten. Ein weiterer Luftangriff wurde am 11. Juni über Guadalcanal durchgeführt. Die Japaner boten 94 Flugzeuge auf, um einen Geleitzug anzugreifen. Vom Henderson Airfield starteten zur Abwehr amerikanische Kampfflugzeuge. Zusammen mit den Flugabwehrgeschützen der Schiffe konnten alle bis auf ein einziges japanisches Flugzeug abgeschossen werden.

#### Island Hopping

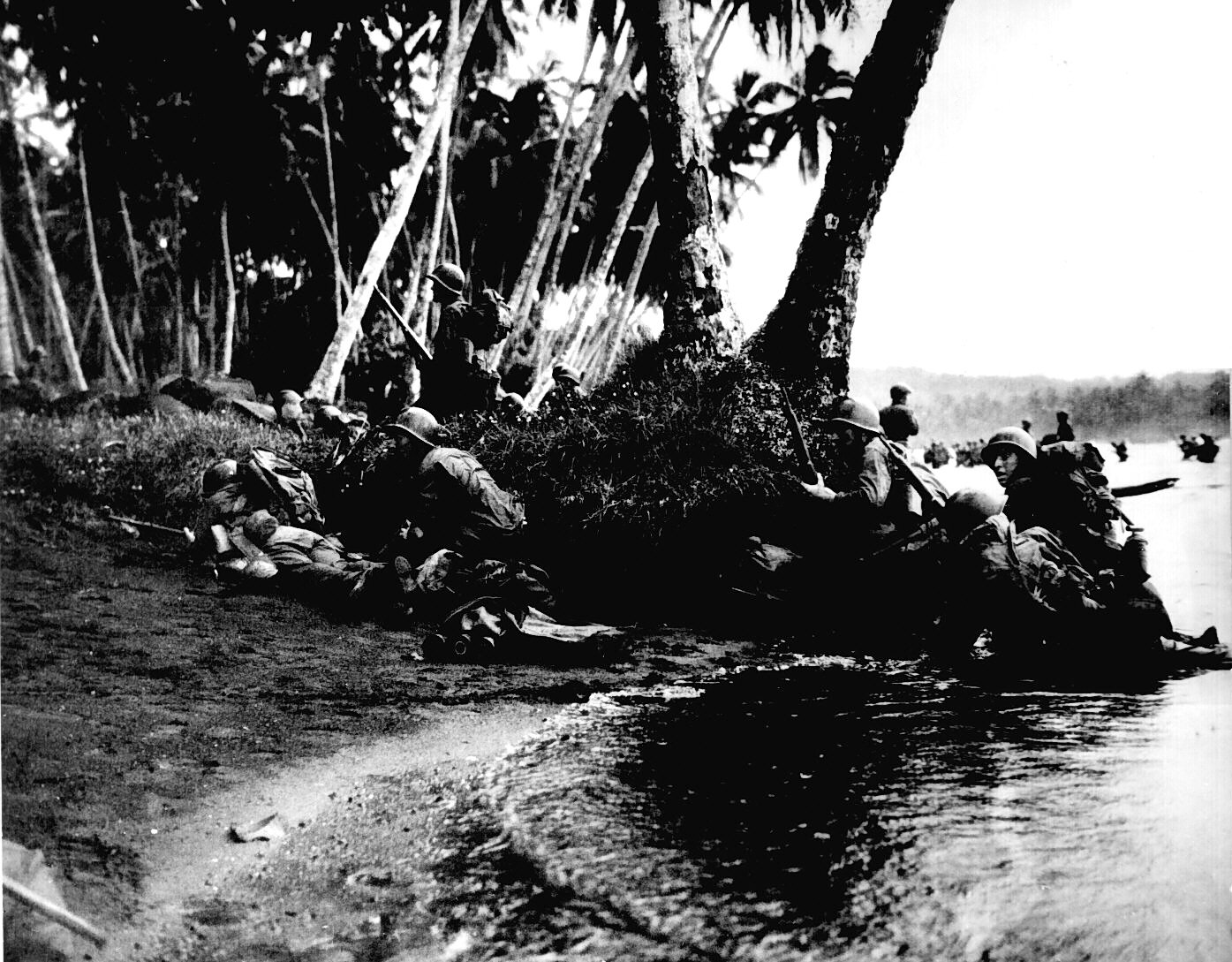
Bei starkem Sturm landen die amerikanischen Marines auf Rendova

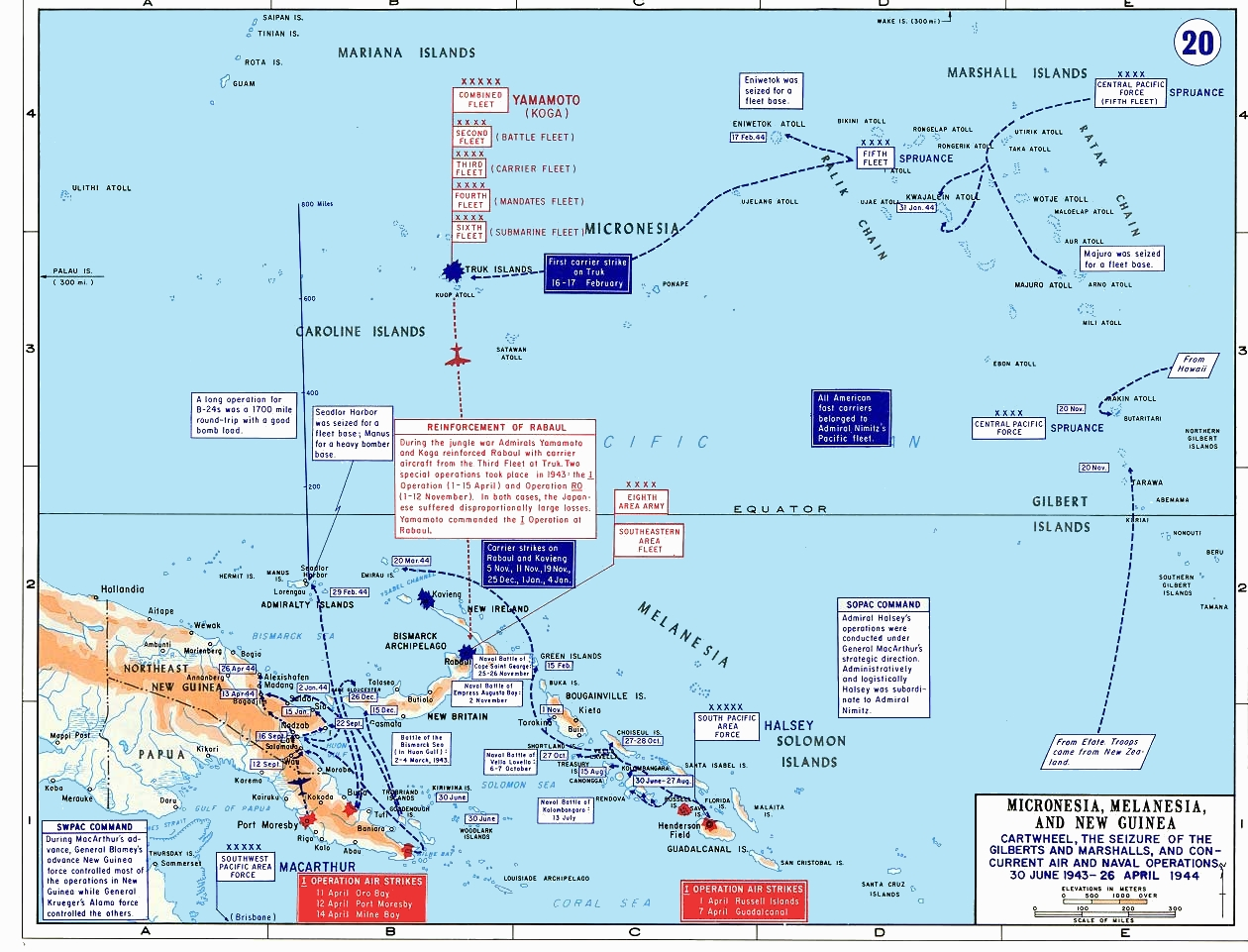
Operation Cartwheel 1943/1944

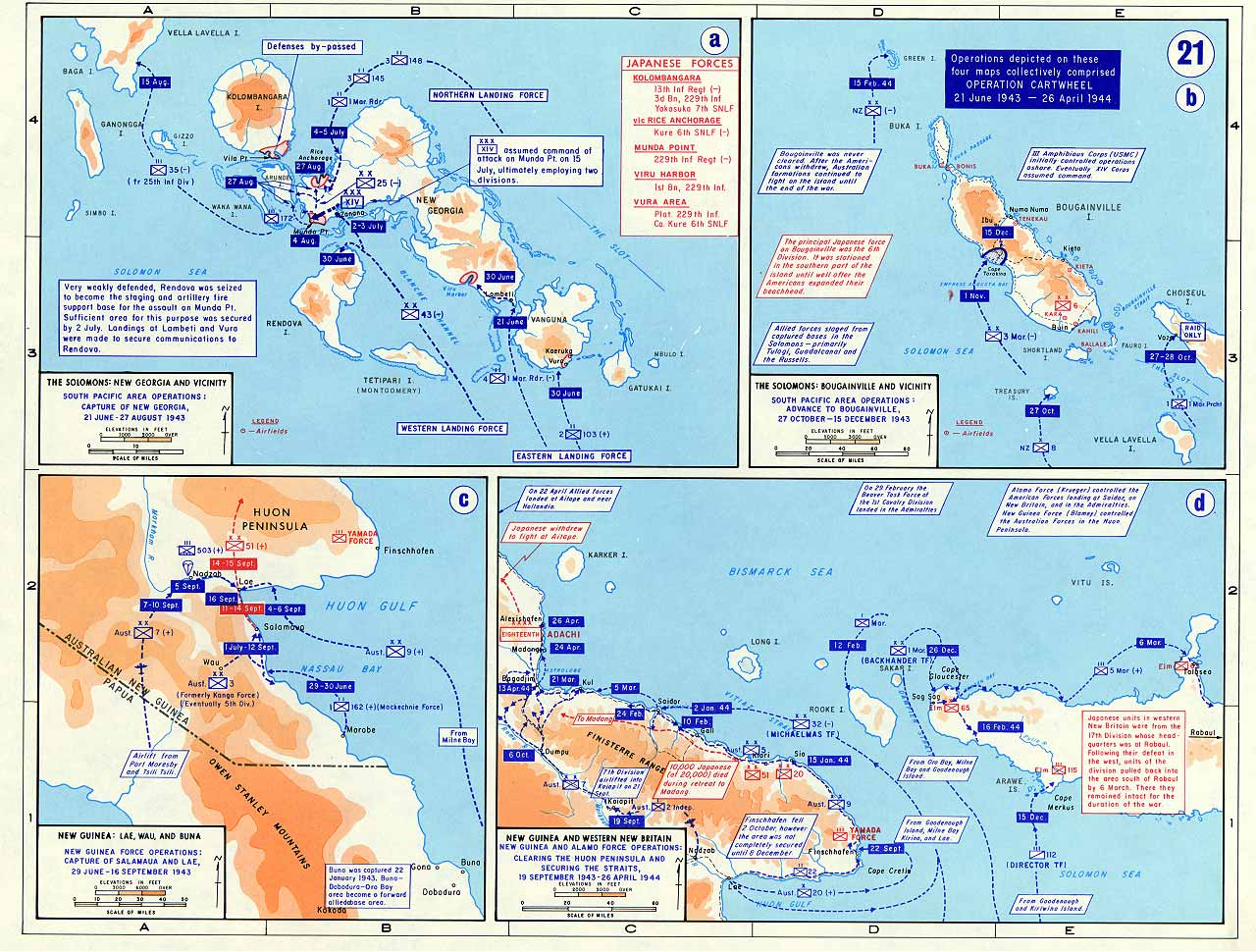
Operation Cartwheel 1943/1944

Für das weitere Vorgehen im Südwestpazifik sahen die Joint Chiefs of Staff eine weitreichend angelegte Unternehmung zur Umgehung der japanischen Operationsbasis auf Rabaul vor, da diese Stadt als sehr effektiv für die Japaner und damit auch als sehr gefährlich für das eigene Vordringen angesehen wurde. Die daraus resultierende Operation Cartwheel markierte den Beginn der strategisch wichtigen Schlacht um Neuguinea und wurde ab Mitte Juni mit diversen Truppenverschiebungen vorbereitet und am 30. Juni mit fast gleichzeitigen Landungen auf Rendova, im New-Georgia-Archipel (Schlacht um New Georgia), auf Vella Lavella, Neuguinea, Bougainville und Neu-Britannien gestartet. Dabei wandten die Amerikaner das sogenannte Island Hopping (Inselspringen) an. Kurz nach den amerikanischen Landungen im Golf von Kula landeten auch die Japaner dort, sodass es zwischen dem 5. und 6. Juli zur Schlacht im Kula-Golf kam.
Einige Tage später schickten die Japaner erneut einen Tokyo Express zum Golf von Kula. Er wurde am 13. Juli von einer amerikanischen Einsatzgruppe gestellt und in der Schlacht bei Kolombangara bekämpft. Die Amerikaner verloren diese Schlacht und die japanischen Zerstörer konnten 1200 Mann bei Vila auf Kolombangara landen, was aber keine weiteren Auswirkungen hatte, da die Amerikaner diese Insel umgingen. Ein großer Luftangriff der Amerikaner am 17. Juli vom Henderson Airfield auf Guadalcanal mit 223 Kampfflugzeugen auf japanische Schiffe bei Bougainville endete mit der Versenkung eines Zerstörers und zwei beschädigten Zerstörern. Am Folgetag wurde der Einsatz wiederholt. Es gelang aber nur einen Zerstörer zu beschädigen. Im Nordpazifik kam es während der Bombardierungen der Insel Kiska in den Aleuten am 22. Juli zu der mysteriösen Phantomschlacht Battle of the Pips, bei der eine amerikanische Schlachtschiff- und Kreuzerflottille auf nicht vorhandene japanische Schiffe schoss, die nur als Leuchtpunkte auf den Radarschirmen sichtbar waren.
Einige Tage später gelang den Japanern tatsächlich eine unbemerkte Evakuierung ihrer 5183 Soldaten von Kiska innerhalb von nur 55 Minuten. Die beiden Inseln Woodlark und Kiriwina wurden ab dem 23. Juli von den Alliierten im Rahmen der Operation Chronicle kampflos besetzt. Auf beiden Inseln wurden Flughäfen zur Bombardierung von Rabaul und zur Deckung weiterer Operationen auf Neuguinea errichtet. Bei dem Versuch, mit 900 Soldaten an Bord Kolombangara zu erreichen, geriet eine japanische Zerstörerflottille am 6. August während der Schlacht im Vella-Golf an einen amerikanischen Zerstörerverband, der drei der vier japanischen Schiffe versenkte. Eine Woche später konnten die Amerikaner 4600 Marines auf der Insel Vella Lavella landen. Am 17. August gingen an der Nordküste der Insel Japaner an Land. Bei kleineren Zerstörergefechten wurden beiderseits nur leichte Beschädigungen gemeldet.
Ende August besetzten die Amerikaner einige südpazifische Inseln kampflos, um dort durch die Seabees Luftstützpunkte aufbauen zu lassen. Am 1. September griffen nachts die Flugzeuge dreier amerikanischer Träger den japanischen Stützpunkt auf der Marcus-Insel an. In sechs Angriffswellen verloren sie nur vier Maschinen, konnten aber nur leichte Schäden an der Start- und Landebahn erzielen. Zur selben Zeit liefen aus der Milne-Bucht Schiffe mit 8000 australischen Soldaten aus, um diese bei Lae auf Neuguinea anzulanden. Zwar versuchten die Japaner, mit einem Bomberverband das Unternehmen zu verhindern, dieser wurde aber so frühzeitig ausgemacht, dass er von amerikanischen Jägern abgefangen wurde. Der Ostteil Neuguineas konnte nach Landungen bei Finschhafen am 22. September von den Landungstruppen befreit werden.

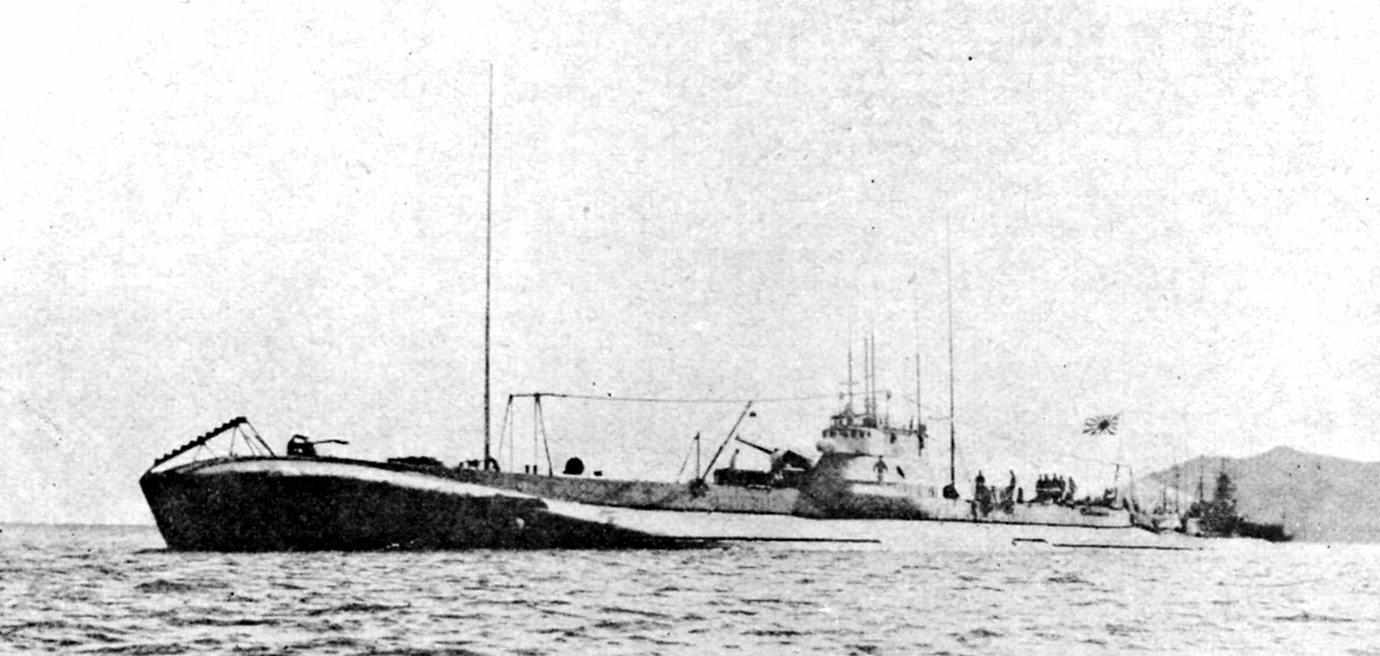
Japanisches Unterseeboot I-55

Nach der italienischen Kapitulation am 8. September versenkten sich in den Häfen von Kōbe, Shanghai und anderen japanisch besetzten Städten im fernen Osten zwei italienische Kanonenboote, einige Dampfer und ein Hilfskreuzer selbst, um nicht in die Hände der Japaner zu fallen. Ebenfalls am 8. September gaben die Japaner den Kampf um Salamaua auf und zogen sich nach Lae zurück, welches am 16. September an die Alliierten fällt, nachdem die Japaner die Stadt einen Tag zuvor nach Norden ziehend verlassen hatten. Vom 17. bis zum 18. September bombardierten die Amerikaner die Insel Tarawa mit 25 Liberator-Bombern, die von Kanton und Funafuti aus gestartet waren. Unterstützt wurden die Bomber zusätzlich durch von drei Flugzeugträgern gestartete Kampfflugzeuge, die in mehreren Wellen japanische Einrichtungen angriffen.
Während der Evakuierung der japanischen Truppen von Kolombangara in der Operation SE Ende September bis Anfang Oktober starben im Feuer amerikanischer Zerstörer etwa 1000 japanische Soldaten. Es gelang den Japanern aber auch 9400 Mann lebend von der Insel zu holen. Im Anschluss versuchten die Japaner auch Vella Lavella zu evakuieren, wurden in der Schlacht bei Vella Lavella aber von den Amerikanern zunächst daran gehindert. Während die Amerikaner Rettungs- und Bergungsoperationen nach der Schlacht durchführten, gelang es japanischen U-Boot-Jägern mit einer Transportergruppe an ihnen vorbeizukommen und 589 Soldaten von Vella Lavella zu evakuieren.

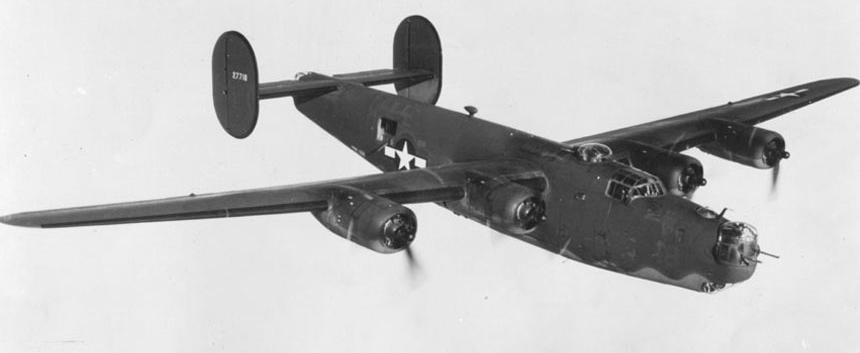
B-24-Liberator-Bomber

Um den japanischen Stützpunkt auf Rabaul weiter von der Außenwelt zu isolieren, starteten alliierte Luftverbände der US-Luftwaffe und der britischen Luftwaffe am 12. Oktober Großangriffe. Die kombinierte Luftflotte bestand aus B-24- und B-25-Bombern sowie P-38- und Beaufighter-Begleitjägern. Bei den Angriffen auf den Hafen und die Flugplätze wurden zwei Transporter versenkt, drei Zerstörer und drei U-Boote sowie kleinere Einheiten beschädigt. Die Alliierten verloren dabei vier Maschinen. Nachdem japanische U-Boote einen großen amerikanischen Flottenverband vor Hawaii ausgemacht und gemeldet hatten, verlegte die Kaiserlich Japanische Marine mit drei Flugzeugträgern der 1. Flotte und drei Trägern der 2. Flotte Ende November Kampfflugzeuge von Truk nach Rabaul, um einen konzentrierten Luftangriff auf die Salomonen vorzubereiten. Bei der Rückfahrt der Träger Anfang November nach Japan konnte ein Träger von einem amerikanischen U-Boot torpediert und beschädigt werden. Unterdessen lag die japanische Hauptflotte in Truk in erhöhter Alarmbereitschaft. Sie bestand aus vier Schlachtschiffen, zwölf Kreuzern und 30 Zerstörern.

#### Kampf um Bougainville

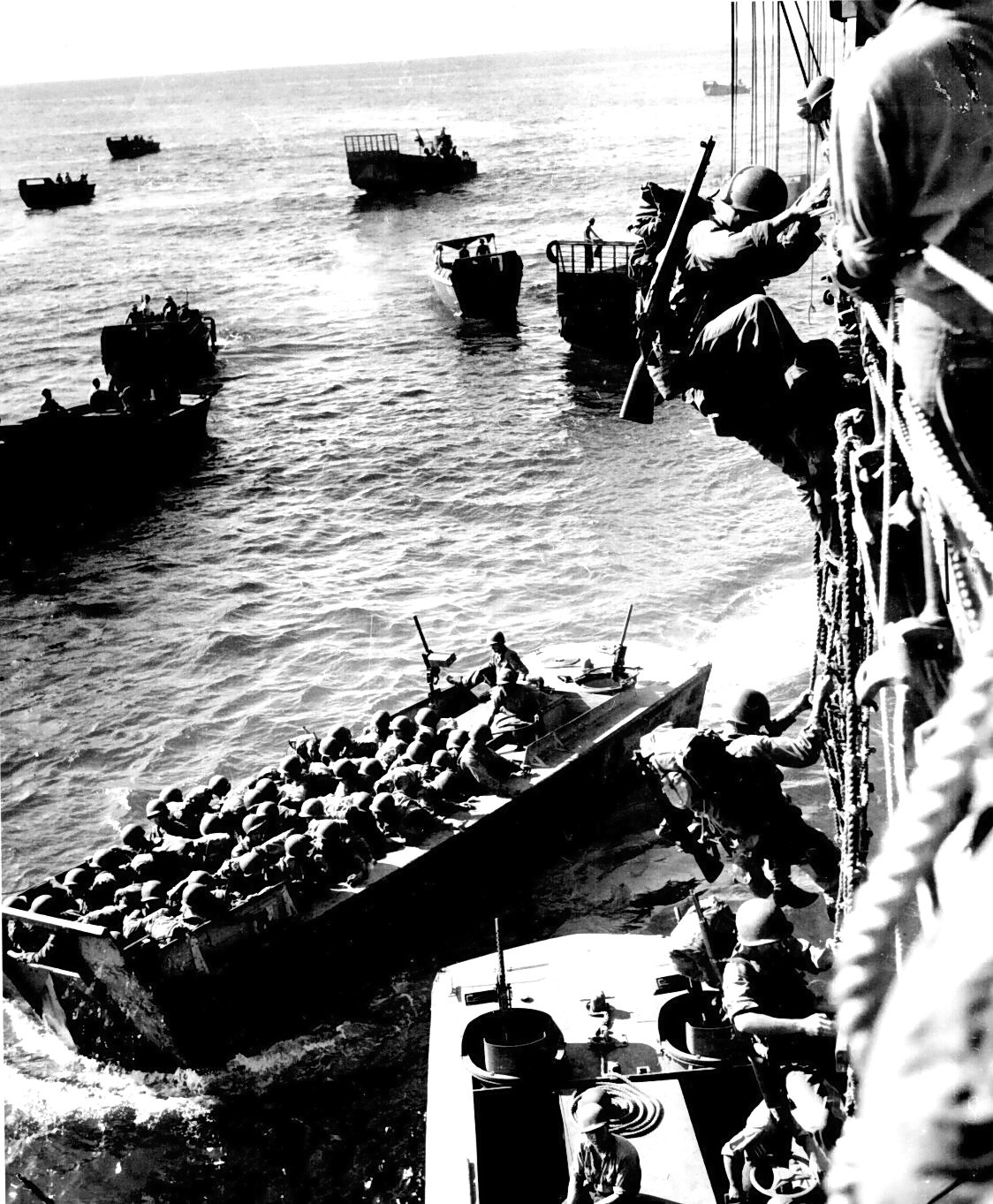
Landungsboote werden zum Sturm auf Kap Torokina bemannt

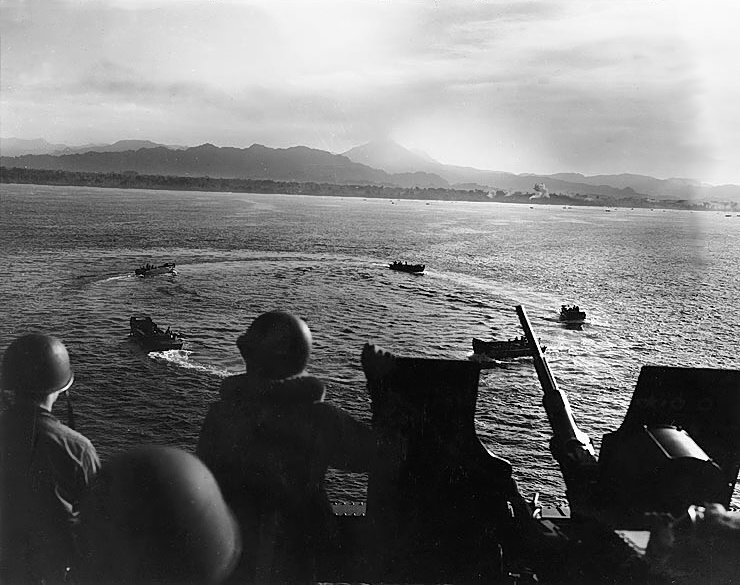
Kreisende amerikanische Landungsboote vor dem Kap Torokina bei der Landungsoperation auf Bougainville

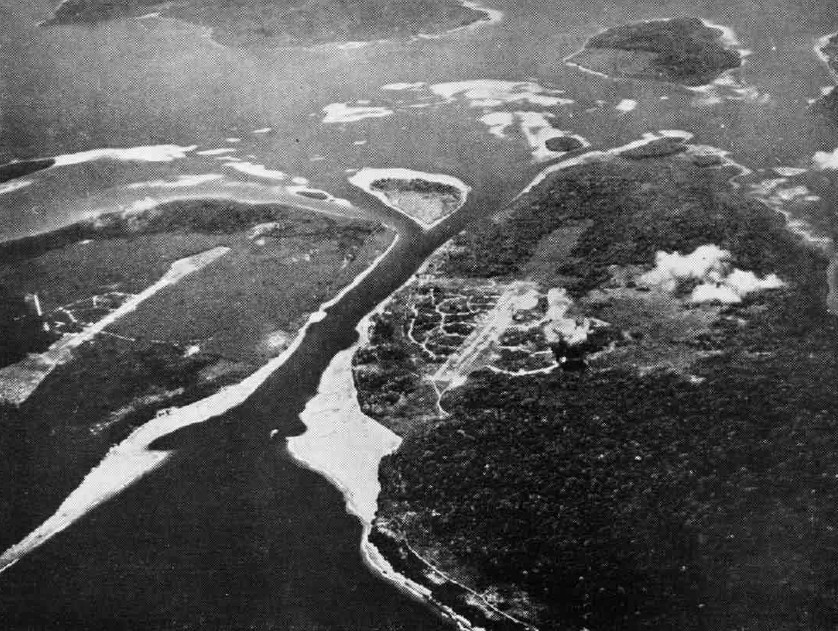
Japanische Flugplätze auf Buka und Bougainville 1943

Zur Ablenkung der Japaner von der vorgesehenen Landung US-amerikanischer Streitkräfte auf der nördlichen Salomonen Insel Bougainville wurden am 27. Oktober die Insel Choiseul und die Treasury-Inseln von Brigaden der US-Marines und neuseeländischen Infanteristen besetzt. Die Operation Blissful auf Choiseul wurde am 3. und die Operation Goodtime auf den Treasuries am 12. November beendet. Unterdessen landeten am 1. November drei US-Marineinfanteriedivisionen am Kap Torokina auf Bougainville in den Salomonen. Sie trafen auf keinerlei japanischen Widerstand. Vor der Küste lagen zur Deckung vier Kreuzer, 19 Zerstörer und einige Minensuchboote. Die Japaner versuchten zwar, mit Luftangriffen von Rabaul aus die Schiffe anzugreifen, doch als diese erfolglos blieben, setzte die japanische Führung eine Flotte in Richtung Bougainville in Bewegung, die schon in der folgenden Nacht eintraf.
Mit den amerikanischen Einheiten lieferte sie sich die Seeschlacht bei der Kaiserin-Augusta-Bucht. Die Landung auf Bougainville konnte aber durch die Japaner nicht verhindert werden. Die japanische 2. Flotte lief am 3. November zur Verstärkung der Einheiten nach Rabaul aus und wurde am nächsten Tag von US-Luftaufklärern im Bismarck-Archipel gesichtet. Nachdem die Flotte in Rabaul eingelaufen war, starteten rund 100 Kampfflugzeuge von zwei amerikanischen Trägern einen konzentrierten Luftangriff auf den Hafen von Rabaul. Es gelang ihnen, bei einem Verlust von zehn eigenen Maschinen sechs Kreuzer und einen Zerstörer schwer zu beschädigen. Kurz nach diesem Angriff folgte ein Bombergeschwader, das Rabaul selbst und wiederum den Hafen angriff. Noch am selben Abend zogen die Japaner sechs Kreuzer und fünf Zerstörer von Rabaul nach Truk zurück.
Unterdessen gelang es den Japanern am 7. November, in einer Nachtaktion 1175 Soldaten auf Bougainville zu landen. Am 9. und 11. November landeten die Amerikaner ihre zweite und dritte Welle. Aufgrund der Nähe von Bougainville zu Rabaul (die Entfernung betrug nur rund 300 km) bauten sie die existierenden japanischen Flugfelder aus, um die wichtige japanische Basis dort angreifen zu können. Während eines japanischen Versuchs, Luftangriffe auf Bougainville durchzuführen, fingen amerikanische Trägerflugzeuge die Angreifer ab und schossen 33 von 110 Maschinen ab, ohne einen einzigen eigenen Verlust. Der Gesamtverlust der Japaner nach ihren erfolglosen Angriffen war so hoch, dass die Lufteinheiten der Träger kaum mehr einsatzfähig waren.
Aufgrund der amerikanischen Offensive versuchten die Japaner ihre Garnison auf Buka, nördlich von Bougainville, zu verstärken, was am 26. November 1943 zur Seeschlacht bei Kap St. George führte. Die Japaner erlitten in dieser Schlacht eine vernichtende Niederlage und verloren mehr als die Hälfte ihrer Einheiten. Die Amerikaner hatten hingegen keine Verluste zu beklagen. Dies war das Ende des Tokyo Express, der Versorgungs- und Evakuierungsfahrten der Japaner in den Salomonen. Bereits ab Ende Dezember starteten die Amerikaner von Bougainville aus Luftangriffe auf Rabaul. In den langwierigen Dschungelkämpfen, bei denen sich die Japaner in vorher angelegte unterirdische Bunker zurückzogen, hatten die Amerikaner 423 Tote und 1418 Verwundete zu beklagen. Viele der Überlebenden erkrankten nach den Schlachten an Malaria. Im November 1944 ging das Kommando über alle Inseloperationen an die australischen Armee über und bis Mitte Dezember hatten die australischen Streitkräfte alle amerikanischen Einheiten auf Bougainville abgelöst. Die Kämpfe auf der Insel dauerten bis Kriegsende.

#### Schlacht um die Gilbert-Inseln
Am 10. November lief die Vorbereitungsphase für die großangelegte Operation Galvanic an. Dazu setzten sich von Pearl Harbor und drei Tage später von den Neuen Hebriden (heute: Vanuatu) zwei Transportergruppen in Bewegung, die am 17. November westlich der Salomonen zwischen der Bakerinsel und Tuvalu zusammentrafen. Die zugehörigen Deckungseinheiten, wie die schnelle Flugzeugträgergruppe, Schlachtschiffe, Kreuzer, Zerstörer und Minensucher kamen einige Tage später hinzu. 

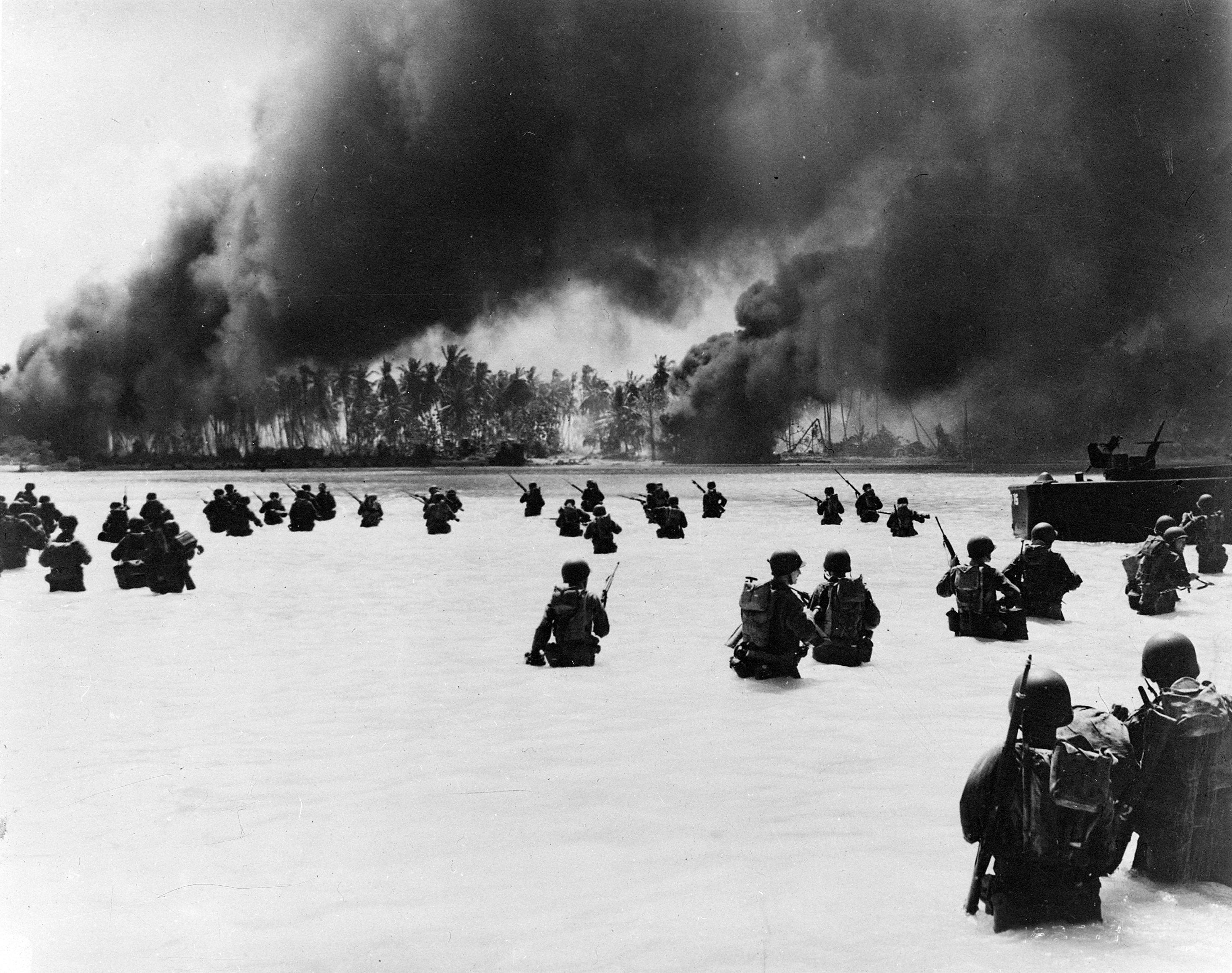
Landung auf Butaritari, Makin-Atoll, am 20. November 1943

 Die Schlacht um die Gilbert-Inseln unter dem Decknamen Operation Galvanic lief am 19. November mit der vorgesehenen Bombardierung der Landungsgebiete an. Mit Flugzeugen von elf Trägern, Artillerie von fünf Schlachtschiffen, sechs Kreuzern und 21 Zerstörern wurden die Strände von Makin und Tarawa in den Gilbertinseln, sowie Mili in den Marshallinseln und Nauru beschossen. Am nächsten Tag begannen die amerikanischen Landungen auf dem Makin- und Tarawa-Atoll. Makin fiel am 23. und Tarawa erst am 28. November nach heftigen, verlustreichen Kämpfen, bei denen 4300 Japaner und 1000 Amerikaner den Tod fanden. Da die Japaner nun von einer geplanten weiteren Landungsoperation der Amerikaner auf den Marshalls ausgingen, verstärkten sie ihre dortigen Stützpunkte. Von Truk fuhren ab dem 19. November einige Schiffe mehrfach mit Nachschub nach Mili, Kwajalein und Maloelap.

#### Weitere Aktionen gegen Jahresende
Bei Kap St. George, südöstlich von Rabaul, kam es am 25. November zu einem Zusammenstoß zwischen fünf US- und fünf japanischen Zerstörern. Die Amerikaner versenkten in der Schlacht bei Kap St. George drei gegnerische Schiffe, von denen 178 Seeleute von einem japanischen U-Boot gerettet wurden. Zur Vorbereitung der Einnahme der Marshallinseln fuhren sechs amerikanische Flugzeugträger mit neun Kreuzern und zehn Zerstörern vom 4. Dezember an mehrfach konzentrierte Angriffe auf den wichtigen japanischen Stützpunkt auf Kwajalein. Es gelang ihnen, 55 japanische Flugzeuge, teils am Boden, zu zerstören. Des Weiteren wurden mehr als 42.500 Bruttoregistertonnen an Frachtschiffen und zwei Kreuzer außer Gefecht gesetzt. Selbst verloren die Amerikaner fünf Kampfflugzeuge, zudem wurde einer der Träger beschädigt. Weitere Artillerieangriffe wurden mit fünf Schlachtschiffen und zwölf Zerstörern am 8. Dezember gegen Nauru gerichtet.
Die Landungen der Amerikaner am 13. Dezember bei Arawe auf Neubritannien, bei denen 1600 Soldaten abgesetzt wurden, liefen unter der Tarnbezeichnung Operation Director. Zur Vorbereitung der Landungen flog die US-Luftwaffe einen Luftangriff und warf 433 t Bomben über der Landungszone ab. Am Heiligabend des Jahres eröffneten die Amerikaner die Operation Dexterity, die Landung am Cape Gloucester, mit einem Scheinangriff auf Buka und Buin auf Bougainville. Die eigentlichen Landungsoperationen begannen am zweiten Weihnachtstag mit dem Absetzen von 13.000 Männern des US-Marinekorps in mehreren Wellen. Bei einem Großangriff von 60 japanischen Kampfflugzeugen verloren die Amerikaner aus ihrer Deckungsgruppe einen Zerstörer; ein weiterer wurde schwer beschädigt.

### 1944
Die US-Offensive im mittleren Pazifik fand, wie die Japaner vermutet hatten, ihre Fortsetzung im Angriff auf die Marshallinseln. Zur Vorbereitung wurden ab Jahresbeginn von der US-Marine mit Flugzeugen Minenfelder vor Wotje, Jaluit und Maloelap gelegt. Am 9. Januar begannen die Amerikaner mit einer der größten Täuschungsaktion des Zweiten Weltkriegs; der Operation Wedlock. Mittels Falschinformationen, die per Funk und über Doppelagenten an die Japaner verbreitet wurden, täuschte das US-Militär große Truppenverlegungen auf die Inseln der Aleuten vor und suggerierte damit einen möglichen Großangriff auf die Kurileninseln. Damit wären die nördlichen japanischen Hauptinseln bedroht gewesen, so dass die Japaner ein großes Truppenkontingent dorthin verlegten. Diese Täuschungsaktion sollte die Japaner im Wesentlichen von den alliierten Operationen im Zentralpazifik ablenken, die für den Sommer des Jahres geplant waren.

Nachdem weitere Funkschlüssel der Japaner (siehe auch: Purple, Jade und Coral) durch die amerikanische Aufklärung entziffert worden waren, gingen U-Boote verstärkt in Gruppen auf Feindfahrt und fingen viele japanische Konvois ab. Unterstützung bekamen sie dabei des Öfteren von nah operierenden alliierten Luftverbänden, die ebenfalls auf die Konvois angesetzt wurden. Unter anderem konnten so auch Nachschublieferungen auf die Marshallinseln unterbunden werden.

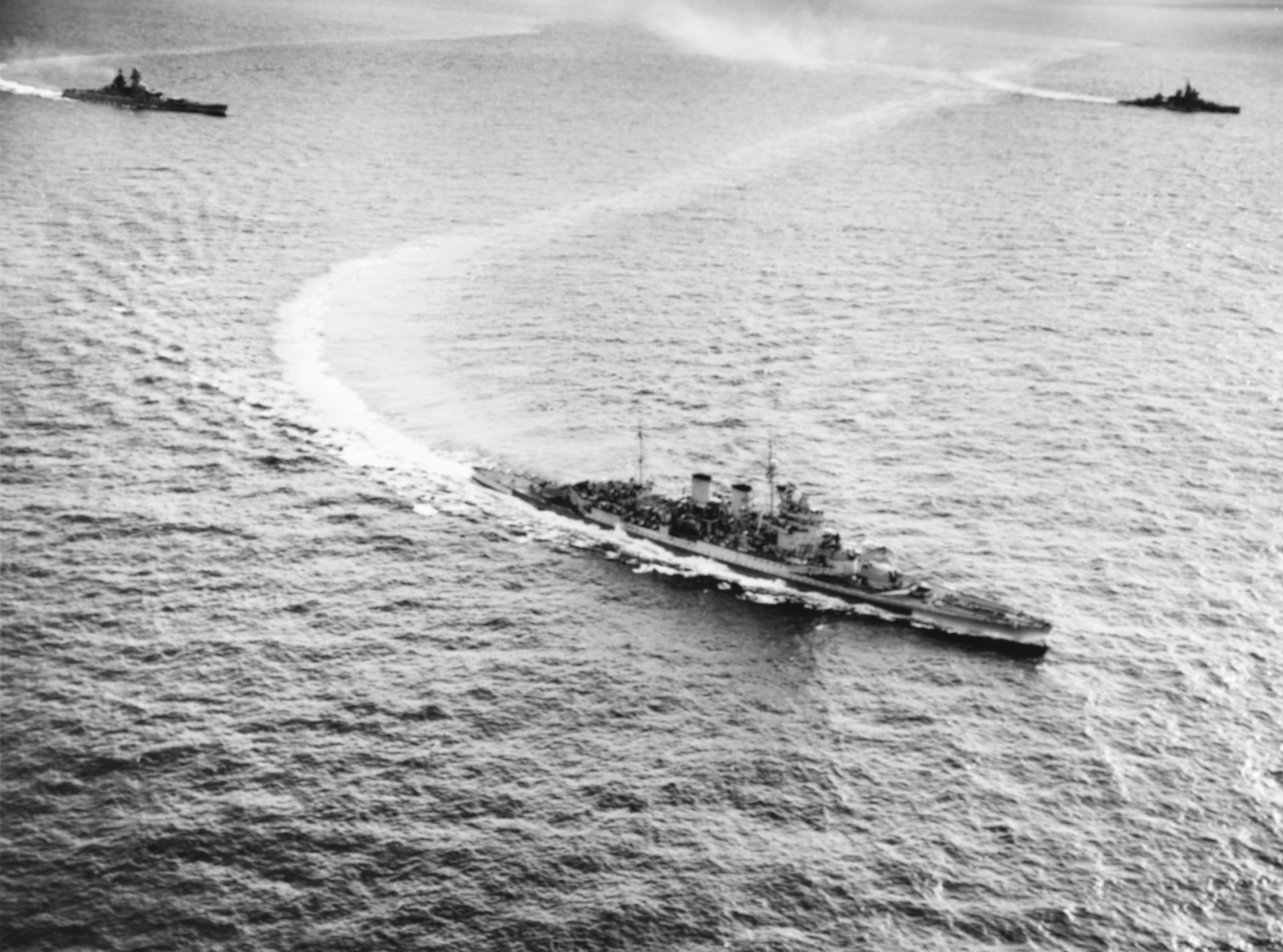
Die HMS Renown mit anderen Schiffen der britischen Asienflotte

 Mitte bis Ende Januar verstärkten die Briten in einem ersten Schub ihre Ostasienflotte im Indischen Ozean durch zwei Flugzeugträger, zwei Schlachtschiffe, drei Kreuzer und zehn Zerstörer, darunter drei niederländische Schiffe. Ein zweiter Schub mit weiteren sechs Zerstörern folgte Anfang März. Damit verfügten sie über eine schlagkräftige Flotte, die aus drei Flugzeugträgern, drei Schlachtschiffen, 13 Kreuzern, 27 Zerstörern, 13 Fregatten, sowie einigen Sloops, Korvetten und sechs U-Booten bestand. Schon seit Mitte Dezember des Vorjahres fuhren die Briten vermehrt Einsätze gegen japanische Einheiten in der Straße von Malakka. Teilweise dehnten sie ihren Einsatzraum bis zu den Nikobaren und den Andamanen aus. Von Penang aus operierten auch deutsche U-Boote; es gelang den Briten, auch einige Erfolge gegen diese zu erzielen.

#### Schlacht um die Marshallinseln und Bombardierung des Truk-Atolls
Am 29. Januar traf die amerikanische Fast Carrier Task Force 58 (Schnelle Träger-Einsatzgruppe) nördlich der Marshallinseln ein und begann mit einem Bombardement der Inseln Maloelap, Kwajalein, Roi, Eniwetok und Wotje. Dabei wurden 6232 Einsätze geflogen. 49 Maschinen gingen verloren. Die Schlacht um die Marshallinseln begann am 1. Februar unter dem Decknamen Operation Flintlock mit der amerikanischen Landung auf dem Kwajalein-Atoll. Das Hauptziel der Operation gegen die Marshallinseln war, Landbasen für ein weiteres Vorgehen in Richtung der Marianen und Philippinen zu erhalten. Dazu kam die wichtige Eroberung der japanischen Basis auf Kwajalein.

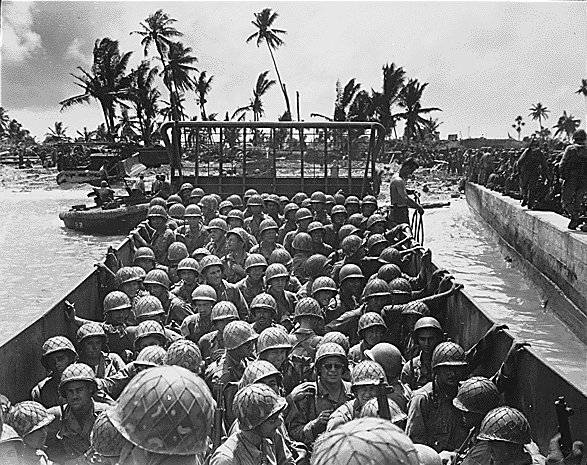
Landung auf Kwajalein

Bei starkem Artilleriefeuer von den mit den Landungsbooten angelaufenen Schiffen auf die Hauptinseln des Atolls gelang es den Amerikanern, bis zum 7. Februar rund 41.500 Mann anzulanden. Demgegenüber versuchten etwa 8700 Japaner, das Atoll zu verteidigen. Von diesen gingen nur 265 in amerikanische Gefangenschaft. Gleichzeitig mit dem Operationsstart erging an alle amerikanischen und alliierten U-Boote der Befehl, besonders Jagd auf japanische Tanker zu machen. Damit sollte der Treibstoffnachschub für die japanischen Schiffe und Flugzeuge, besonders für Rabaul, abgeschnitten werden. Auch die Luftangriffe gegen Rabaul und dessen weitere Umgebung wurden wieder intensiviert. Die 3. neuseeländische Division landete am 15. Februar in der Operation Squarepeg auf den Green Islands, nördlich von Bougainville und besetzte diese. Am 17. Februar wurde die Schlacht um die Marshallinseln mit der Operation Catchpole, der Landung auf dem Eniwetok-Atoll, fortgesetzt. Die Kämpfe auf den Inseln dauerten bis zum 23. Februar an und forderten von den Amerikanern 262 und von den Japanern 2677 Tote. Nach der Einnahme des Eniwetok-Atolls gelang es US-Truppen, die östlichen Marshallinseln bis zum 14. Juni einzunehmen.
Im Rahmen der Operation Hailstone am 16. und 17. Februar, die auch als Deckungsoperation für die Eroberung des Eniwetok-Atolls vorgesehen war, wurde die Insel Truk in den Karolinen massiv von Flugzeugen der US-Marine bombardiert. Dabei wurden der wichtige japanische Stützpunkt und große Teile der Insel fast vollständig zerstört. Japanische Abwehr war fast nicht vorhanden. Mehr als 70 vor Anker liegende Kriegsschiffe der Japaner konnten versenkt werden. Allerdings hatten die kurz zuvor im Hafen ankernden großen Schlachtschiffe und Kreuzer Truk bereits verlassen und konnten nicht mehr aufgespürt werden. Die Bombardierung von Truk wird vielfach als japanisches Pearl Harbor bezeichnet.

#### Weiteres amerikanisches Vordringen
Um den Sturm auf die Inselgruppe der Marianen als nächste Großoffensive vorzubereiten, flogen Trägerflugzeuge der amerikanischen Task Group 58.2 am 23. Februar Angriffe auf die Inseln Tinian und Saipan. In der Operation Brewer konnte als weitere Vorbereitung am 29. Februar die Insel Los Negros im Archipel der Admiralitäts-Inseln durch 1026 Amerikaner besetzt werden. Im März starteten die Japaner auf Bougainville die Operation TA. Mit 12.000 Soldaten versuchten sie, die mittlerweile mit 27.000 gelandeten Soldaten bei Kap Torokina stehenden Amerikaner von deren Brückenkopf zu verdrängen. Die Kämpfe dauerten vom 9. bis zum 24. März an. Dabei verloren die Japaner 5469 Mann; die Amerikaner – mit der Unterstützung von sechs Zerstörern in der Abwehrschlacht – zählten nur 263 Tote.
Zur Ablenkung einer Landungsaktion auf Emirau im Bismarck-Archipel beschossen US-Zerstörer in der Nacht des 19. März Wewak im Norden Neuguineas und am nächsten Tag Kavieng auf Neuirland. Die unterdessen erfolgten Landungen auf Emirau verliefen völlig ohne japanische Gegenwehr, sodass bereits kurz danach mit dem Bau eines Flugfeldes und einer Basis für Patrouillen-Torpedoboote begonnen werden konnte. Admiral Koga Mineichi, Oberbefehlshaber der Vereinigten Flotte der Kaiserlichen Marine, kam am 31. März bei einem Flugzeugabsturz vor Cebu in den Philippinen ums Leben. In der Folge geriet der Z-Plan, ein von ihm entwickelter, weitreichender Verteidigungsplan für die folgenden zu erwartenden alliierten Operationen, in die Hände der Amerikaner.
Bei der Operation Desecrate One, die von den USA am 23. März begonnen wurde, vereinigten sich drei Einsatzgruppen mit insgesamt elf Flugzeugträgern sowie etlichen Schlachtschiffen, Kreuzern und Zerstörern, um die japanischen Installationen auf Palau, Yap und Woleai anzugreifen. Zwar versuchten japanische Flugzeuge Teile der Flotte abzufangen, diese konnte jedoch ab dem 30. März ihre Angriffe beginnen, bei denen 38 japanische Schiffe versenkt wurden. Darunter waren jedoch keine großen Kriegsschiffe. Luftangriffe der Alliierten, die am 12. April auf Hollandia geführt wurden, hatten die Versenkung von zwei Frachtern zur Folge. Auch einige kleine Fischkutter der Zivilbevölkerung wurden getroffen und versenkt. Im Südwestpazifik stellten die Australier am selben Tag eine Sicherungsflotte für Nachschubkonvois zwischen Finschhafen und den Admiralitätsinseln zusammen. Sie bestand aus einem Zerstörer, zwei Fregatten und 27 Korvetten. Während der Geleitfahrten beschossen einige der Fregatten und Korvetten die Stadt Madang, die Hansa-Bucht und einige vor der Küste Neuguineas liegende Inseln.

Während der japanischen Operation Take-Ichi liefen zur Nachschublieferung für die Einheiten auf der Halbinsel Vogelkop am 15. April Truppentransporter mit etwa 20.000 Soldaten an Bord von Shanghai nach Halmahera aus. Zwischen dem 26. April und dem 6. Mai gelang es amerikanischen U-Booten, vier Transporter zu versenken. Dabei verloren etwa 4300 Soldaten ihr Leben. Die britische Asienflotte lief am 16. April zu einer großangelegten Operation mit dem Decknamen Cockpit von Trincomalee aus. Mit zwei Flugzeugträgern, drei Schlachtschiffen, sechs Kreuzern und 15 Zerstörern setzte sie Kurs auf Sabang, das am 19. April mit 46 Bombern und 35 Jägern angegriffen wurde. Die Japaner verloren 24 Maschinen am Boden und einige in der Luft. Zudem wurde ein Dampfer versenkt. Am 17. April stießen japanische Truppen in Südchina in Richtung der neuen US-Luftwaffenstützpunkte vor.

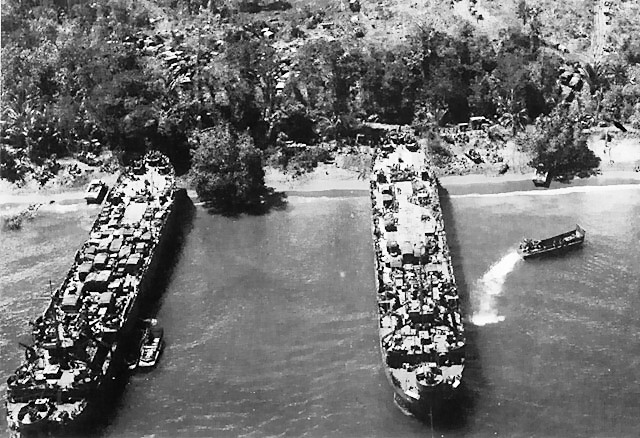
Landung in der Tanahmerah-Bucht, östlich Hollandia, Niederländisch-Neuguinea

Zur Vorbereitung der Landungen bei Hollandia (→ Operation Reckless) auf Neuguinea starteten die Amerikaner am 21. April Luftangriffe von Flugzeugträgern auf die Inseln Wakde und Sarmi westlich von Hollandia. Auch Zerstörer griffen die gleichen Ziele an. Die Vorstöße wurden an den Folgetagen fortgesetzt, um die am 22. April begonnenen Landungen in der Humboldt-Bucht und der Tanahmerah-Bucht bei Hollandia zu unterstützen. Weitere Landungen fanden bei Aitape (→ Operation Persecution) statt. Der japanische Widerstand war sehr gering, sodass es gelang, alle Flugfelder bei Hollandia und Aitape bis zum 28. April zu besetzen. Die Trägergruppen liefen danach in Richtung Truk, das am 29. und 30. April intensiv bombardiert wurde.
Durch die erhöhte Produktion der USA an U-Booten standen ihnen mittlerweile im Pazifik so viele Boote zur Verfügung, dass man von der Einzeltaktik zur Gruppentaktik überging. Die versenkten Bruttoregistertonnen stiegen stark an. Immer noch waren vor allem Frachter und Transporter aus Konvois die Hauptziele. Gelegentlich gelang auch die Versenkung eines Zerstörers oder einer kleineren Militäreinheit. Das Operationsgebiet der amerikanischen U-Boote umfasste den kompletten Pazifikraum bis nah an die japanische Küste. Die britische Asienflotte eröffnete am 6. Mai zusammen mit anderen alliierten Einheiten die Operation Transom, einen Trägerangriff auf Surabaja auf Java, der mit den USA abgesprochen worden war. Er diente zur Ablenkung von den amerikanischen Angriffen auf Wakde. Am 17. Mai, gleichzeitig mit der amerikanischen Aktion, flogen fast 100 Kampfflugzeuge mehrere Angriffswellen gegen den Hafen und die Ölraffinerien der Stadt. Die Japaner verloren zwölf Flugzeuge, ein Patrouillenboot und einen Frachter.
Unterdessen bereiteten die Japaner die Verteidigung der Marianeninseln vor. Zur Operation A-GO liefen drei Flotten am 11. und 12. Mai in Richtung der Marianen von Japan aus. Dazu gehörten vier große Schlachtschiffe, neun Flugzeugträger sowie etliche Kreuzer und Zerstörer. US-Einheiten landeten in einer Stärke von 7.000 Mann am 17. Mai bei Arara und am nächsten Tag auf Wakde an der Nordküste Neuguineas, um das dortige Flugfeld einzunehmen (→ Operation Straightline). Von den 759 japanischen Verteidigern ging nur ein Soldat in Gefangenschaft, die Amerikaner verloren 110 Mann. Es folgte am 25. Mai die Landung auf Biak (→ Schlacht um Biak). Dabei kam es zu heftigen und langandauernden Kämpfen bis in den Juni, bei denen 10.000 Japaner gegen die US-Landungstruppen kämpften. Angeforderte Verstärkungen konnten noch auf See von den Amerikanern abgefangen und zur Umkehr gezwungen werden. So bombardierten am 6. Juni alliierte Flugzeuge einen Konvoi auf dem Weg nach Biak. Es gelang, einen Zerstörer zu versenken und drei weitere zu beschädigen.

#### Marianen und Palau-Inseln
Ziel des amerikanischen Angriffs auf die Marianen war die Eroberung zweier wichtiger Flugfelder auf der Insel Saipan, um von dort Luftangriffe auf das japanische Festland führen zu können. Eine Errichtung von weiteren Luftwaffenbasen auf den Marianen ermöglichte dazu die Kontrolle über den Zentralpazifik, da landgestützte US-Flugzeuge diesen Sektor überwachen konnten. Ebenso war es möglich, von dort aus die Konvois, die von Indonesien kommend Japan und die besetzten Philippinen mit kriegswichtigen Rohstoffen, insbesondere Erdöl, versorgten, auch ohne Flugzeugträger und U-Boote anzugreifen. Kurz vor dem Beginn der amerikanischen Operation Forager zur Landung auf den Marianeninseln kam es durch eine Falschmeldung zum Angriff aller verfügbaren japanischen U-Boote gegen die im Osten erwartete Invasionsflotte. Da diese aber westlich der Marianen operierte, konnten nur einzelne amerikanische Schiffe, darunter ein Schlachtschiff und zwei Flugzeugträger, erfolglos attackiert werden. Von den 18 ausgelaufenen japanischen U-Booten versenkten die U-Jäger der US Navy sechs.

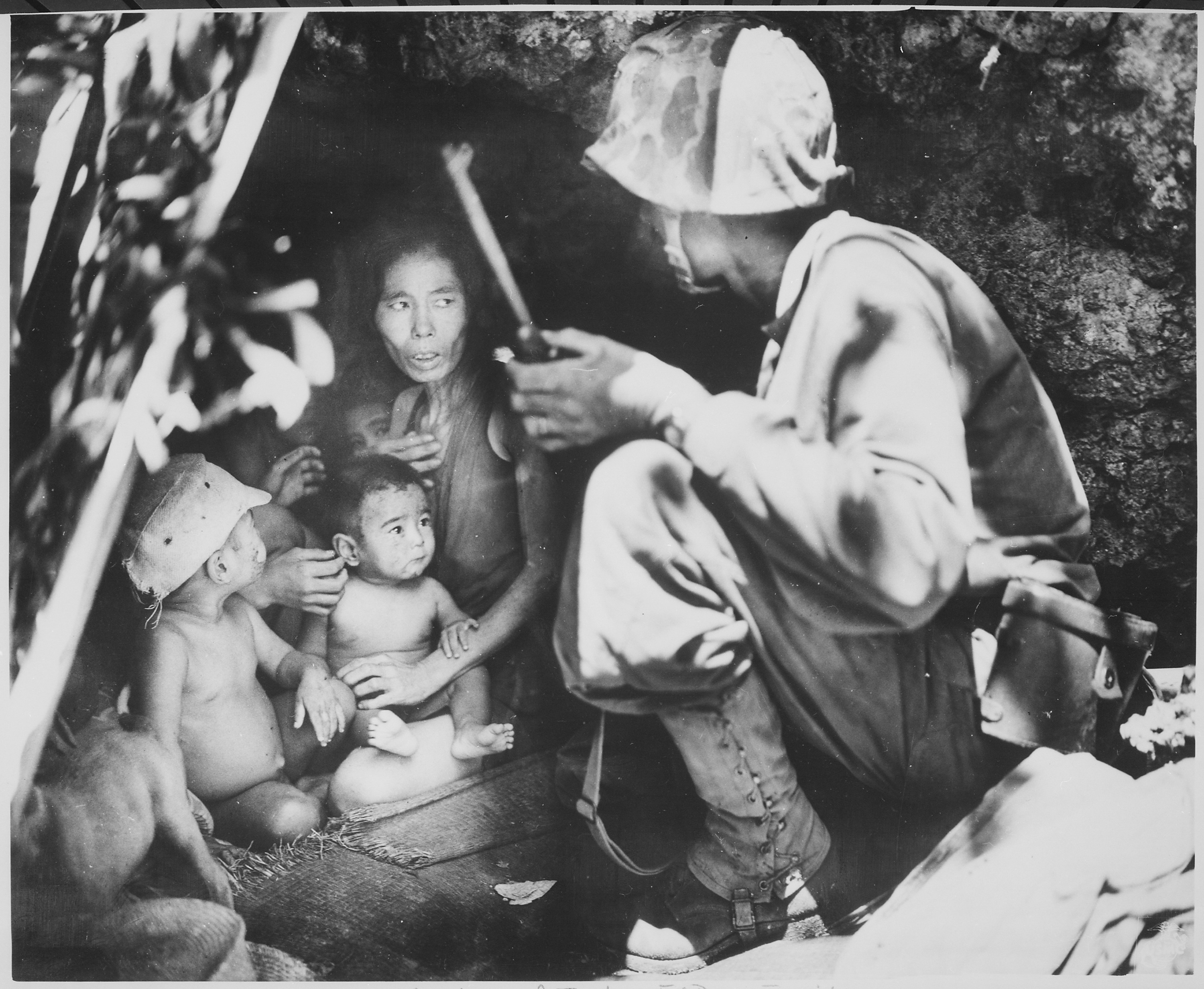
Ein amerikanischer Soldat entdeckt eine japanische Frau mit vier Kindern und einem Hund in einer Erdhöhle auf Saipan

Etwa gleichzeitig am 11. Juni starteten amerikanische Trägerflugzeuge von der westlich liegenden Flotte aus, um Angriffe gegen die Marianen zu fliegen, die auch in den nachfolgenden Tagen fortgesetzt wurden. Die Hauptziele lagen dabei auf den Inseln Saipan, Tinian und Guam. Am 15. Juni landeten US-Marines auf der 20 km langen und 9 km breiten Hauptinsel der Marianen, Saipan (→ Schlacht um Saipan). Die erbitterten Kämpfe dauerten drei Wochen an und forderten auf japanischer Seite etwa 43.000 Tote. Die Amerikaner verloren 3.500 Soldaten. Die japanischen Hauptinseln lagen ab Anfang Juli 1944 innerhalb der Reichweite von B-29-Bombern für die auf Tinian groß angelegte Stützpunkte vorbereitet wurden.
Am 18. Juni erreichten die ersten amerikanischen Großangriffe mit Bombern Honshū, allerdings von Stützpunkten in China aus. Die japanische Flotte der Operation A-GO erfasste mit Aufklärungsflugzeugen am 18. Juni die amerikanischen Schiffe bei den Marianen und startete früh am nächsten Morgen vier Angriffswellen mittels Trägerflugzeugen. Es entbrannte die Schlacht in der Philippinensee. Da die Amerikaner die Flugzeuge frühzeitig abfangen konnten, brachen wenige der japanischen Maschinen bis zu den amerikanischen Schiffen durch (→ Marianen-Truthahnschießen). Sie konnten nur geringe Schäden anrichten. Im Gegenzug versenkten die Amerikaner drei Flugzeugträger der Japaner.

Während der Operation Tabletennis wurden am 2. Juli 7100 Mann auf der Insel Noemfoor, östlich von Neuguinea, an Land gebracht. Zuvor beschossen Kreuzer und Zerstörer die Insel. 

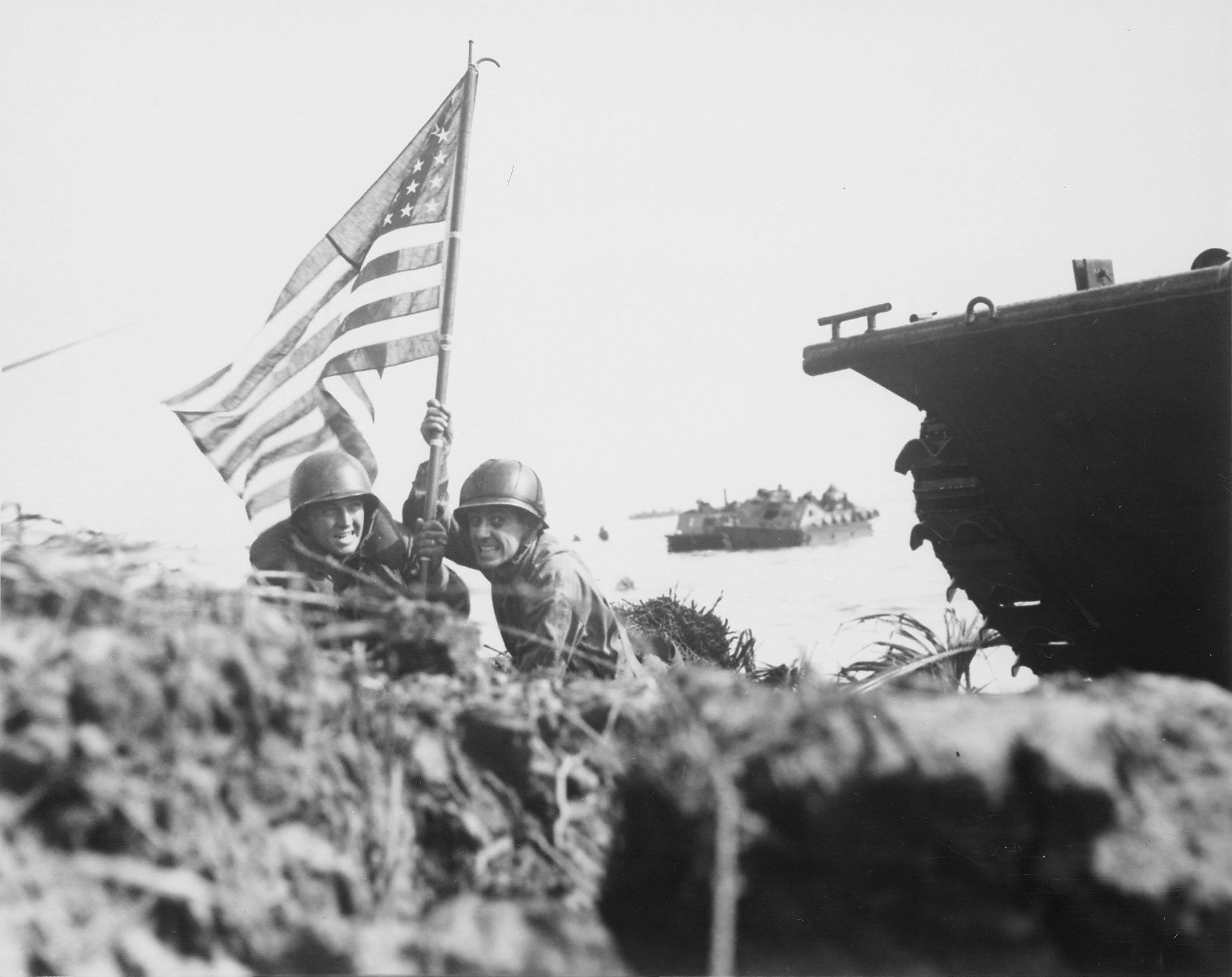
Etwa acht Minuten nach der Landung pflanzen zwei US-Offiziere die erste amerikanische Flagge am Strand von Guam auf

 Zum wiederholten Mal griffen amerikanische Trägerflugzeuge am 4. Juli die Ogasawara-Inseln Iwojima und Chichi-jima zur Ablenkung der Marianenaktionen an. Besonders Guam, das seit Anfang Juni immer wieder heftig von amerikanischer Schiffsartillerie beschossen wurde, lag am 5. Juli unter einem Bombenteppich der amerikanischen Kampfbomber und danach bis zum 19. Juli wieder intensiv unter Schiffsbeschuss. Am 21. Juli landeten schließlich die amerikanischen Truppen mit fast 55.000 Mann auf Guam (→ Schlacht um Guam). Ihnen standen etwa 19.000 Japaner zur Verteidigung der Insel entgegen.
Die Kämpfe kosteten 10.693 Japaner das Leben. Nur etwa 100 konnten gefangen genommen werden. Den restlichen Japanern bot der fast undurchdringliche Dschungel Schutz; sie setzten ihre Guerillaangriffe auf die Amerikaner bis zum Kriegsende fort. Noch 1972 entdeckte man den alten japanischen Kämpfer Yokoi Shōichi auf der Insel, dem erklärt werden musste, dass der Krieg schon lange vorüber war. Im Indischen Ozean begann am 22. Juli die alliierte Operation Crimson. Die aus zwei Flugzeugträgern, vier Schlachtschiffen, acht Kreuzern und etlichen Zerstörern bestehende britische Ostasienflotte lief in Richtung Sumatra aus und startete am 25. Juli einen Luft- und Seeangriff auf den japanischen Stützpunkt Sabang. Ein Kreuzer konnte zusammen mit drei Zerstörern sogar in den Hafen eindringen und mehrere Torpedos auf japanische Schiffe abfeuern.

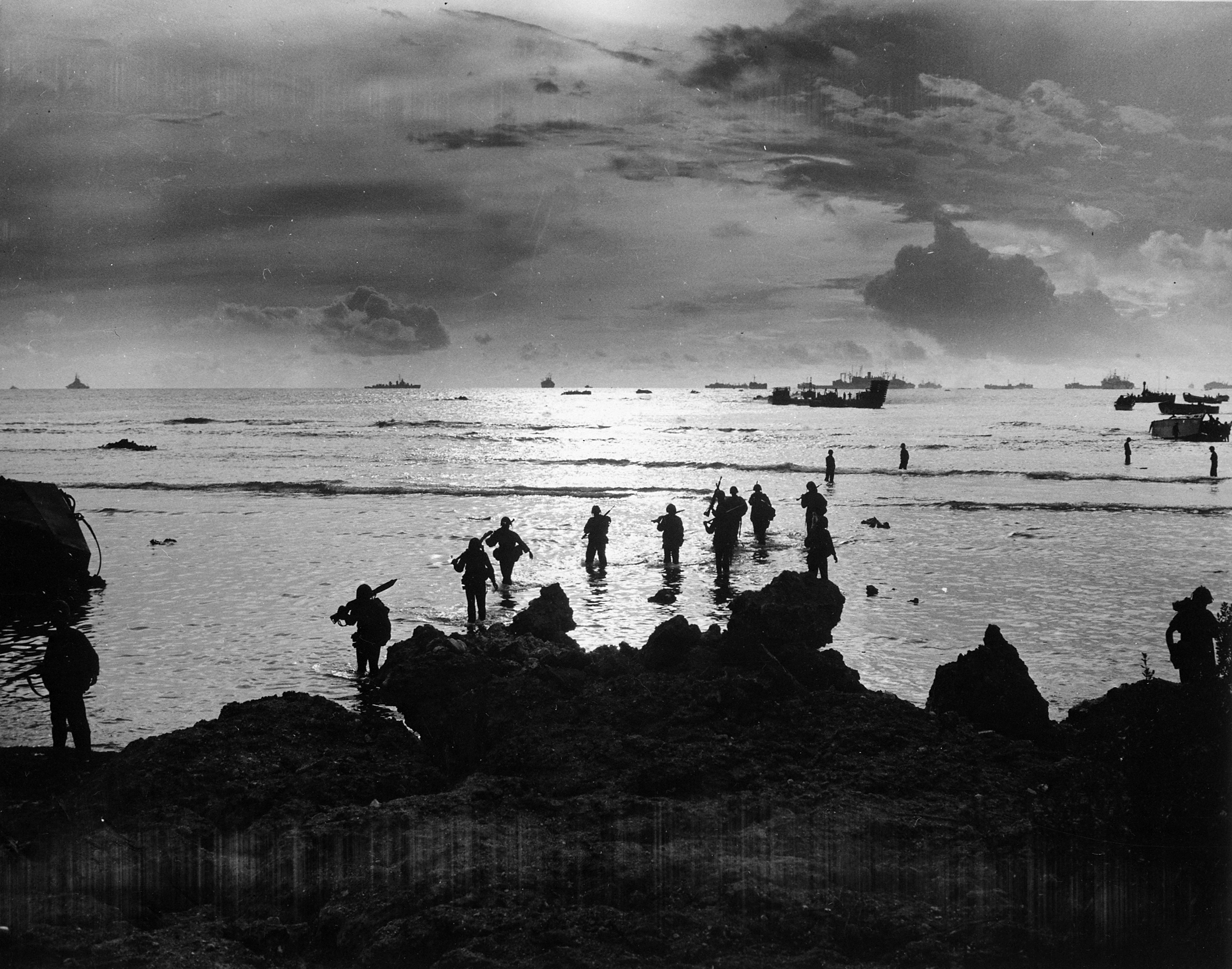
Landung auf Tinian

Unter heftigem Artillerieschutzfeuer von Saipan aus begannen die Amerikaner am 24. Juli die Landung auf der Nachbarinsel Tinian. Die 15.600 Mann trafen nicht auf so heftigen Widerstand wie auf Guam, trotzdem fielen etwa 390 Amerikaner. Die Japaner verloren 6050 Soldaten; 252 wurden gefangen genommen. Mit der nun kompletten Eroberung der Marianen war jetzt die Nordflanke für einen Angriff auf die Philippinen geschaffen, außerdem bedrohten die Amerikaner nun den Seeweg zwischen Japan und seinen Rohstoffquellen in Indonesien. Bei der Operation Globetrotter, der Einnahme der Inseln Amsterdam und Middelburg, östlich von Kap Sansapor auf Neuguinea am 30. Juli, trafen die Einheiten auf keinen Widerstand. Am 8. August zerstörten japanische Kräfte den amerikanischen Luftwaffenstützpunkt Hengyang. Bis zum 11. Oktober gelang es ihnen, auch die anderen Basen zu erobern und eine Verbindung zu Lande zwischen dem japanisch gehaltenen Südchina und den japanischen Truppen im südlicheren Indochina aufzubauen.
Die Fast Carrier Task Force 38 begann am 28. August mit den Vorbereitungen der Operationen Tradewind und Stalemate II. Die 15 Flugzeugträger, sechs Schlachtschiffe, neun Kreuzer und 60 Zerstörer liefen von Eniwetok in Richtung der Palau-Inseln und Morotai aus. Trägerflugzeuge griffen während der Fahrt am 30. August und 2. September wiederholt Iwojima und Chichi-jima an. Auch die Schiffsartillerie von zwei Kreuzern und vier Zerstörern beschoss japanische Einrichtungen auf den Inseln. Wake wurde am 3. September durch einen Träger, vier Kreuzer und drei Zerstörer bombardiert. Die ersten Attacken gegen Palau begannen am 6. September und wurden drei Tage lang fortgesetzt. Die Insel Yap war das Ziel weiterer Angriffe. Drei Teilkampfgruppen begannen am 10. September Luftangriffe gegen japanisch besetzte Flugfelder auf Mindanao in den südlichen Philippinen. Da sie dort auf keine nennenswerte Abwehr trafen, konnten die Luftattacken ab dem 12. September auf die Visayas in den Zentralphilippinen ausgedehnt werden. Innerhalb von drei Tagen konnten die Amerikaner mehr als 200 japanische Kampfflugzeuge zerstören.

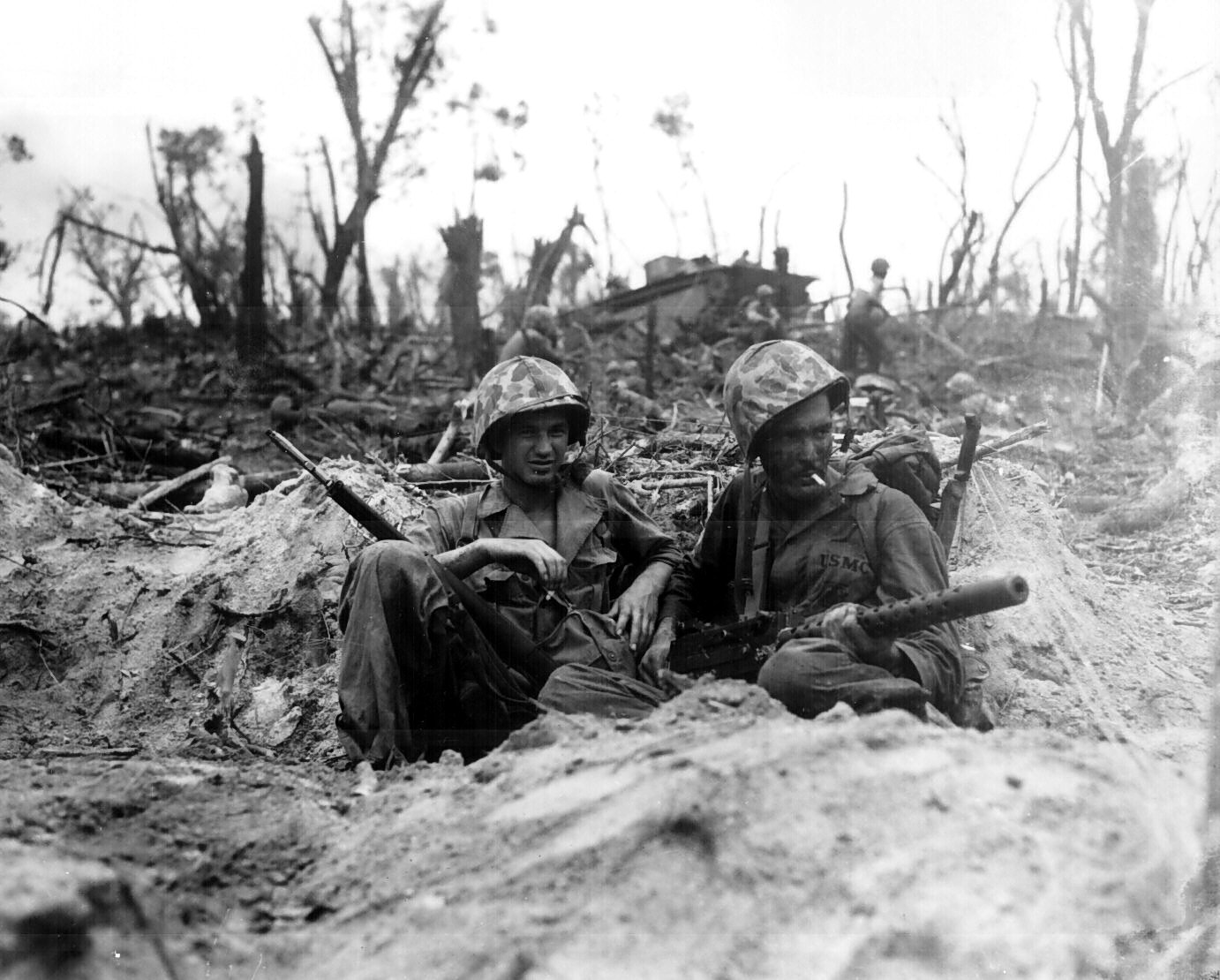
Nur selten konnten die Soldaten sich ein wenig vom Kampf erholen, wie hier auf Peleliu

Am 15. September begannen die Amerikaner die Landungsoperationen auf den Palau-Inseln Peleliu und Angaur. Die Japaner auf Peleliu hatten sich auf einem Bergrücken eingegraben und leisteten mit etwa 5300 Soldaten erheblichen Widerstand. Nur mit weiterer personeller Unterstützung gelang es den Amerikanern, die Insel bis Mitte Oktober abzusichern, bis fast zum Jahresende konnten sich jedoch einzelne japanische Gruppen halten. Auch auf der Insel Angaur verteidigten sich die Japaner verbissen. Die Insel fiel am 23. Oktober endgültig in amerikanische Hände. Ebenfalls am 15. September landeten die Amerikaner mit fast 20.000 Soldaten auf Morotai und trafen dort auf so gut wie keinen Widerstand. Die Truppen wurden bis Anfang Oktober um weitere 18.200 Mann verstärkt, darunter allein mehr als 12.000 Mann der Seabees und Bodenpersonal für die zu betreibenden Flugfelder. Bei einer Jagd auf ein japanisches U-Boot versenkten amerikanische Schiffe am 3. Oktober versehentlich das eigene U-Boot USS Seawolf. 79 Besatzungsmitglieder kamen dabei um.

Bestärkt durch diese Erfolge der Luftangriffe in den Südphilippinen griffen Maschinen von 15 Flugzeugträgern am 21. und 22. September Flugplätze auf Luzon an. Die Attacken waren besonders auf den Raum um Manila ausgerichtet. Zwei Tage später wurden wieder Einsätze in den Visayas geflogen. Die Japaner verloren dabei mehr als 1000 Flugzeuge, einen Zerstörer, eine Korvette, einen Minenleger und ein Wasserflugzeugmutterschiff. Viele weitere kleinere Einheiten wurden von den Amerikanern versenkt, insgesamt etwa 150 Schiffe. Die Amerikaner verloren dabei 54 Kampfflugzeuge (davon 18 durch diverse Unfälle). Der eigentliche amerikanische Plan, am 20. Oktober auf Mindanao zu landen, wurde auf Grund der Erfolge umgeworfen. Als neues Ziel galt nun direkt Leyte. Anfang Oktober setzten die USA erstmals Angriffsdrohnen des Typs Interstate TDR ein, die von Flugzeugen aus auf japanische Stellungen auf Bougainville und Rabaul abgefeuert wurden.

#### Philippinen
Zur Vorbereitung der Philippineninvasion liefen am 6. Oktober die Einheiten der Fast Carrier Task Force 38 von Ulithi aus. Zwei Tage später beschossen deren Schiffe die Marcus-Insel und trafen am gleichen Tag mit den restlichen Einheiten, die westlich von Palau anliefen zusammen. Gemeinsam starteten sie am 10. Oktober Großangriffe der Trägerflugzeuge gegen die Sakishima-Inseln im östlichen Chinesischen Meer und auf Okinawa. Es entbrannte die Luftschlacht über Formosa, während der am 11. Oktober auch der Flughafen bei Aparri auf Luzon und am 12., 13. und 14. Oktober Flugfelder und Einrichtungen auf Formosa angegriffen wurden. Unterstützung erhielten sie dabei von Basen in China, die B-29-Bomber entsandten. Die Japaner flogen Abwehrwellen von Kyūshū, Okinawa und Formosa aus gegen die Angreifer, wobei auch viele Kamikazeflieger eingesetzt wurden. Dabei gelang es ihnen, einige US-Schiffe teilweise sehr schwer zu beschädigen. Auf dem Rückzug am 15. Oktober bombardierten die Amerikaner noch einmal Flugfelder nördlich von Manila, wobei es zu sehr schweren Kämpfen mit den verteidigenden japanischen Maschinen kam. Nach dem Abschluss aller Kämpfe meldeten die Japaner fälschlicherweise die Versenkung von elf amerikanischen Flugzeugträgern, zwei Schlachtschiffen und einem Kreuzer. Dies wirkte sich fatal auf die folgende Verteidigungsstrategie für die Philippinen aus.

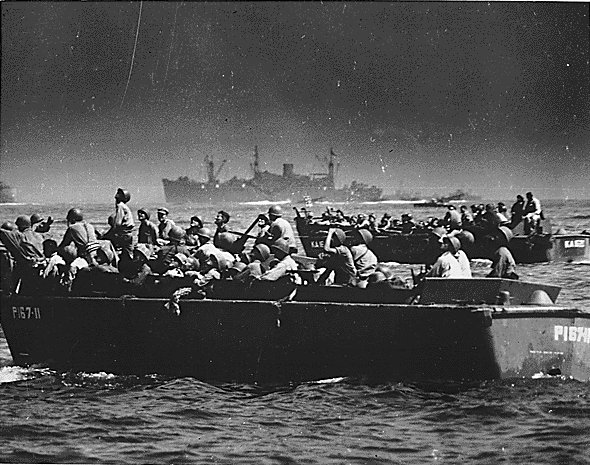
Über den Landungsbooten tobt eine japanische Luftangriffswelle während der Landung auf Leyte

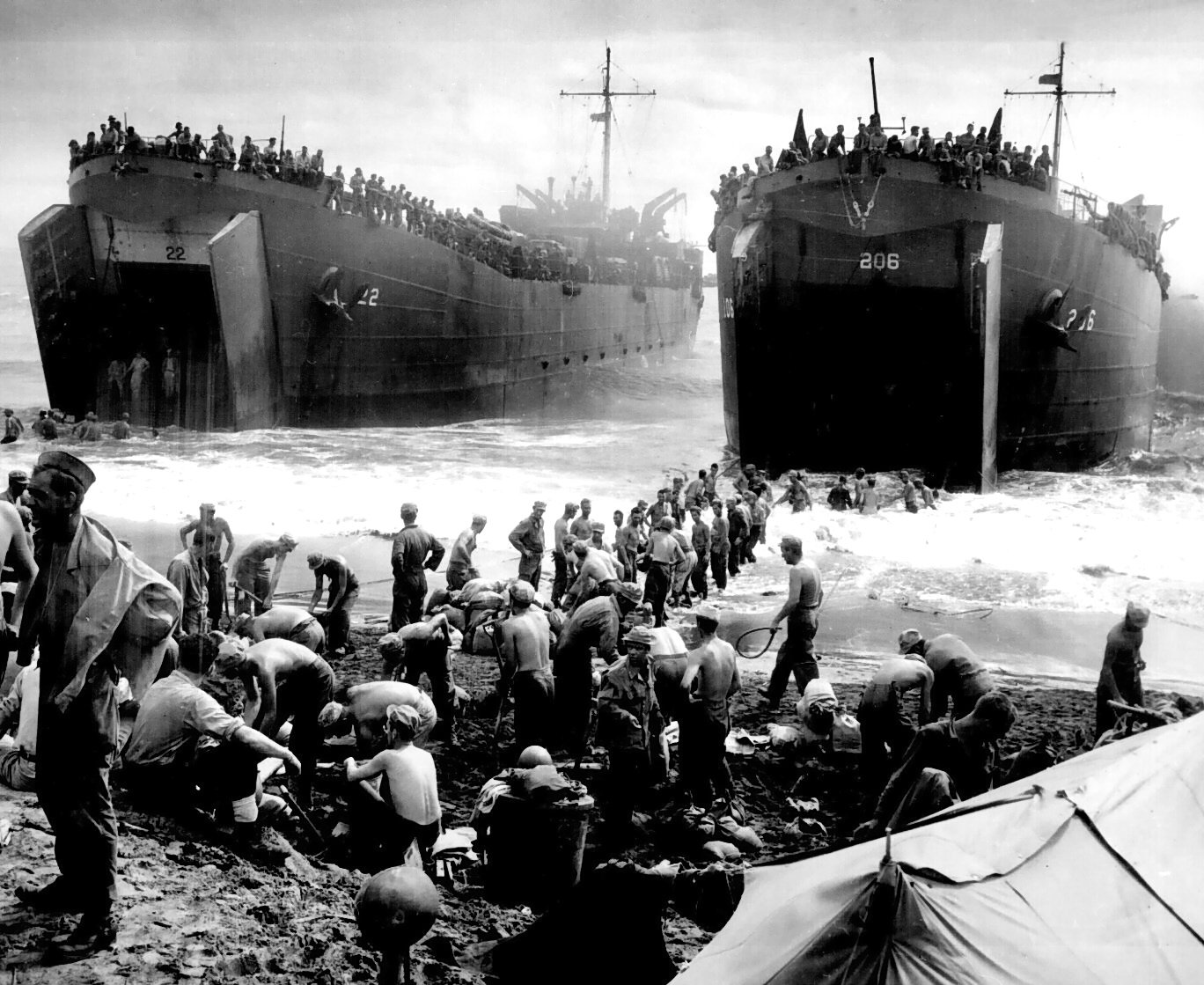
LSTs der amerikanischen Küstenwache am Strand von Leyte

Auch die Briten beteiligten sich wieder mit einer Ablenkungsaktion (→ Operation Millet). Die Asienflotte griff am 17. und 18. Oktober die Nikobaren an, während auf den Zentralphilippinen die Schlacht um Leyte begann. Mit Luftangriffen auf Mindanao von Biak und Sansapor aus, sowie von Flugzeugträgern aus gegen Leyte und Cebu bereiteten die Amerikaner die Landungen vor. Eine U-Boot-Gruppe riegelte das Gebiet zwischen Mindanao und Samar ab. Als ein amerikanischer Minensucher bei einem Taifun im Golf von Leyte sank, wurde er von den Japanern entdeckt, die daraufhin sofort die Operation Shō-Gō 1 zur Verteidigung der Philippinen in Gang setzten und alle verfügbaren Schiffe dorthin beorderten. Am 19. Oktober landeten die ersten amerikanischen Einheiten bei geringem Widerstand auf der Insel und begannen von dort aus in der Schlacht um Leyte mit der Eroberung der Philippinen. Die Japaner zogen sich vorerst in die vorbereiteten Verteidigungsstellungen zurück. Vom 22. bis zum 25. Oktober versuchte die japanische Marine, weitere Landungen zu verhindern. Die See- und Luftschlacht im Golf von Leyte brachte der Kaiserlich Japanischen Marine die schwersten und kriegsentscheidenden Verluste bei; sie verlor drei Schlachtschiffe und vier Flugzeugträger.
Bei Unterstützungsfahrten der Task Force 38 für die auf Leyte gelandeten Soldaten kam es in den nächsten Tagen wiederholt zu Kamikazeangriffen auf die amerikanischen Schiffe, wobei besonders die Flugzeugträger im Visier der Japaner lagen. Einige Maschinen schlugen auf den Decks von Trägern und Zerstörern ein. Zwei Träger wurden schwer beschädigt. Auch die Amerikaner flogen weitere Einsätze gegen Flugfelder bei Manila, wobei es ihnen am 29. Oktober gelang, 71 japanische Flugzeuge im Luftkampf zu zerstören. 13 weitere wurden noch am Boden stehend einsatzunfähig gemacht.

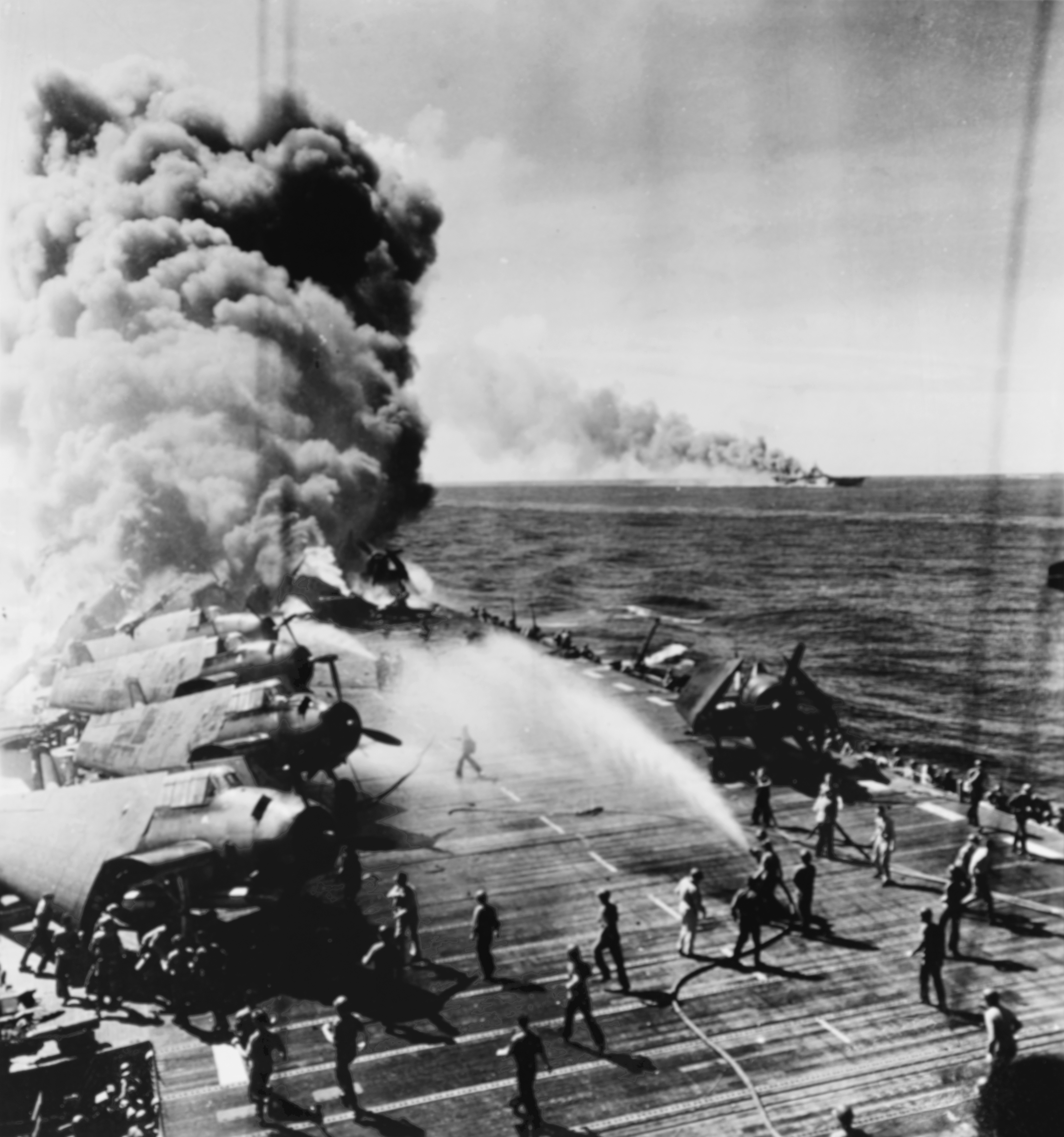
Feuer durch einen Kamikaze-Einschlag wird auf der USS Belleau Wood gelöscht. Im Hintergrund die brennende USS Franklin

Eine der kuriosesten Waffen, die während des Krieges eingesetzt wurden, starteten die Japaner erstmals am 3. November – einen FUGU-Ballon. Ballonbomben dieser Art entwickelten die Japaner seit der Demütigung durch den im April 1942 durchgeführten Doolittle-Raid. Die mit einem Steuerungsgerät ausgerüsteten Papierballone trieben mit dem Jetstream in den Wintermonaten innerhalb von drei Tagen nach Nordamerika. Etwa 1000 Ballone erreichten ihr Ziel, richteten aber so gut wie keine Schäden an.
Die Kämpfe südlich der Philippinen setzten sich den ganzen November mit verschiedenen wechselseitigen Erfolgen fort. Den Japanern gelang es zeitweise, auch neue Truppen und Nachschub auf Leyte zu landen. Im Gegenzug wurden die amerikanischen Seeeinheiten durch Teile der Task Force 34 unterstützt. Am 5. und 6. November flogen Kampfflugzeuge von elf amerikanischen Trägern konzentrierte Luftangriffe auf Luzon, wobei wieder besonders der Raum um Manila im Zentrum lag. In der Bucht von Manila versenkten die Maschinen einen Kreuzer und ein Wachboot. Das Hauptziel waren jedoch wiederum die japanischen Flugzeuge, von denen bei 25 eigenen Abschüssen 400 vernichtet werden konnten. Auf See schlug währenddessen ein Kamikazeflieger auf einem US-Träger ein und beschädigte diesen schwer.
Um die japanischen Nachschubkonvois zu stoppen, flogen amerikanische Trägerflugzeuge und von chinesischen Flugfeldern gestartete Bomber Einsätze gegen sie. Allein am 11. November wurden 347 Trägerflugzeugeinsätze gezählt. Mit der Versenkung von einem Kreuzer, vier Zerstörern und zehn Dampfern in der Bucht von Manila gelang den USA am 14. November ein weiterer Erfolg.
Die Japaner setzten am 20. November erstmals vier Kaiten-Einmann-Torpedos aus, um damit vor Ulithi amerikanische Schiffe zu attackieren. Ein Tanker wurde vernichtet, alle anderen Kaiten konnten von den Amerikanern vorher abgeschossen werden. Trotzdem berichteten die Japaner von einem bedeutsamen Erfolg ihrer neuen Wunderwaffe.
Die Briten reorganisierten unterdessen ihre Ostasienflotte. Die älteren Schiffe wurden zur Britischen Ostindien-Flotte zusammengelegt, während die moderneren Einheiten die neue Britische Pazifikflotte bildeten. Das Oberkommando in Ceylon wurde an Admiral Bruce Fraser übergeben. Er beauftragte Konteradmiral Philip Vian im November die Operation Outflank zu starten, bei der in mehreren Trägerangriffen Ölraffinerien in und um Palembang in West-Sumatra bombardiert werden sollen. Die Unternehmungen dauern bis in den Januar 1945 an, als die größte britische Trägerflotte in zwei Wellen erhebliche Schäden an den Einrichtungen der Ölindustrie anrichtet und diese für rund zwei Monate kein Flugbenzin für die Japaner mehr liefern konnten.

#### Strategische Bombenangriffe
Am 24. November begannen die USA mit einer Reihe von schweren Luftangriffen auf Tokio. Die B-29-Superfortress-Bomber waren von der neu errichteten Basis auf Saipan gestartet. Weitere Angriffe folgten am 26., 29. und 30. November sowie am 3. Dezember. Dies war der eigentliche Beginn der strategischen Luftangriffe auf Japan.
Die Kämpfe um Leyte dauerten weiter an. Die Japaner starteten am 27. November ein Luftlandeunternehmen, um neue Truppen nach Leyte zu bringen. Die Operation wurde aber ein Fehlschlag. Auch Kamikazeangriffe auf die im Golf von Leyte liegenden vier amerikanischen Schlachtschiffe, vier Kreuzer und 16 Zerstörer brachten nicht die erhofften Erfolge. Die Luftlandungen wurden am 5. und 6. Dezember mit größerem Erfolg wiederholt und das Flugfeld bei Burauen lag zwei Tage unter heftigem japanischem Feuer. Bei Seegefechten im Golf von Ormoc sanken ein japanischer und ein amerikanischer Zerstörer. Am Folgetag landeten US-Truppen bei Ormoc und trafen kaum auf Widerstand. Bei einem kurz darauf erfolgten Kamikazeangriff von 21 Maschinen gelang es den Japanern, zwei Zerstörer und ein Landungsboot zu versenken.
Von Ulithi liefen am 11. Dezember zur Vorbereitung und Unterstützung der Landungen auf Mindoro drei Task Groups der Task Force 38 aus. Bereits während der Annäherung an die südlichen Philippinen wurden von den Trägern wieder Luftangriffe auf den Raum um Manila geflogen. Den Landungseinheiten der Task Group 78.3 gelang das Absetzen der Truppen am 15. Dezember, obwohl deren Flaggschiff zwei Tage zuvor schwer von Kamikazeangriffen getroffen worden war und ein großer Teil des Führungsstabes dabei umkam. Die Sturzflugangriffe der Japaner hielten noch bis Ende Dezember an.
Bei einem Luftangriff auf einen japanischen Truppentransporter mit 1600 Kriegsgefangenen kamen am 16. Dezember in der Subic-Bucht (Luzon) viele Gefangene ums Leben. Selbst von den Geretteten erreichten später nur etwa 500 ihr Ziel in Japan, da sie weiteren Luftangriffen auf der Insel Formosa ausgesetzt waren.
In einem schweren Taifun am 18. Dezember sanken drei Zerstörer der Task Force 38 vor den Südphilippinen (→ Taifun Cobra). Vier Flugzeugträger, vier Geleitträger, ein Kreuzer, sechs Zerstörer, ein Tanker und ein Schlepper wurden zum Teil erheblich beschädigt. Nach diesem Vorfall musste die Aktion abgebrochen werden und die Schiffe liefen nach Ulithi zurück.
Ein aus zwei Kreuzern und sechs Zerstören bestehender japanischer Verband begann am 24. Dezember von der Cam Ranh Bay in Indochina aus die Operation REI. Ihr Ziel war Mindoro, das sie am 26. Dezember erreichten. Dort begannen sie mit dem Beschuss des amerikanischen Brückenkopfes. Nachdem die US Army Air Force Luftangriffe auf den Verband geflogen hatte und ein japanischer Zerstörer von einem PT boat versenkt worden war, drehte der Verband wieder ab und entging so seiner völligen Vernichtung.
Im Oktober 1944 griff die 307. Bomber Group, genannt die „Long Rangers“, eine Raffinerie in Indonesien an. Sieben von 24 Flugzeugen wurden von der japanischen Abwehr abgeschossen. Dennoch war die US-Führung über den Einsatz zufrieden.
Im Territorium Neuguinea hatte schon im November die australische 6. Division die dort stationierten amerikanischen Einheiten ersetzt. Unterstützt durch See- und Luftstreitkräfte, bekämpfte sie die Reste der 18. Armee des japanischen Kaiserreichs, deren Soldaten bedingt durch vorherige Niederlagen an Hunger und Krankheiten litten. Die Aitape-Wewak-Kampagne dauerte bis zum Kriegsende.

### 1945
Am 3. Januar eroberten die Briten Akyab und begannen damit die Besetzung Burmas. Die Burmastraße war etwa seit dem Jahreswechsel in voller Länge befahrbar, so konnten die Alliierten Truppen und Nachschub bis nach China transportieren.

#### Landungen auf Luzon
Die amerikanische Task Force 38, die schon gegen Jahresende 1944 von Ulithi ausgelaufen war, begann zur Vorbereitung und Ablenkung der Landungen auf Luzon am 3. und 4. Januar mit intensiven Luftangriffen auf die japanischen Schiffe rund um die nördlichen Philippinen. Auch die Flugfelder auf Luzon waren wiederum Angriffsziele, bei denen 100 Maschinen zerstört wurden. In den nächsten Tagen zerstörten die Amerikaner weitere 80 japanische Flugzeuge, um die Luftherrschaft über Luzon zu erlangen. Weitere Einsätze galten am 9. Januar Formosa, den Ryūkyū- und Pescadores-Inseln. Dabei konnten ein Zerstörer, eine Korvette, ein U-Boot-Jäger und mehrere Tanker und Frachter versenkt werden.

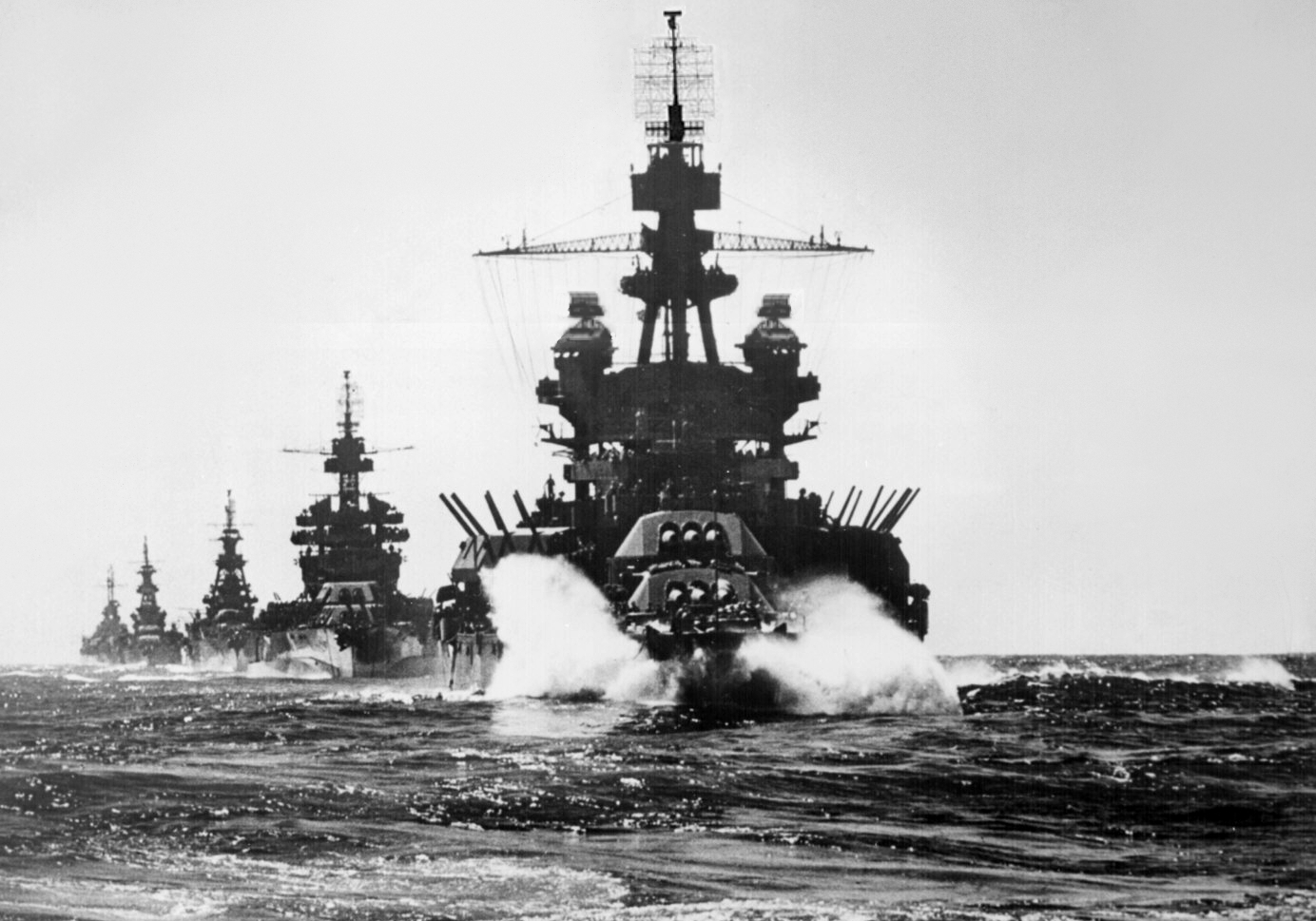
Das Schlachtschiff Pennsylvania und weitere Schlachtschiffe und Kreuzer fahren in den Golf von Lingayen ein

Am selben Tag begann die Schlacht um Luzon mit der Landung im Golf von Lingayen auf Luzon. 170.000 Amerikaner gingen gegen geringen Widerstand an Land, da der Verteidigungsplan der Japaner einen Rückzug in die Berge der Sierra Madre vorsah. Allerdings versuchten Kamikazeflieger, die Schiffe im Golf anzugreifen. Ein Geleitträger sowie mehrere Transportschiffe, ein Zerstörer und zwei Minenleger wurden versenkt. Drei Schlachtschiffe und vier Kreuzer wurden weiterhin unterschiedlich schwer getroffen und mussten meistens abtransportiert werden. Zwei Tage später schickten die Japaner Sprengboote zur Attacke auf die Schiffe, von denen sie mehrere beschädigen konnten. Bis zum Ende des Monats setzten sich die Kämpfe weiter fort. Die Amerikaner brachten immer mehr Nachschub an Truppen und Waffen nach Luzon, was die Japaner mit vehementen Luftangriffen, bei denen fast immer Kamikazeflieger eingesetzt wurden, verhindern wollten. Die US-Geleitträger flogen weit mehr als 6000 Einsätze, bis die gelandeten Soldaten ab dem 17. Januar nicht mehr auf Luftunterstützung angewiesen waren.
Bei Angriffen auf amerikanische Basen auf Ulithi, Hollandia, Palau, Guam und Manus in der Operation Kongo versuchten die Japaner ab dem 11. Januar, mit Kaiten-U-Booten mehrere Schiffe zu versenken. Ein gesunkenes Landungsboot kann diesen Attacken möglicherweise zugeordnet werden.
Die westlich der Philippinen operierende Task Force 38 griff Mitte Januar vermehrt Schiffe vor den Küsten von Formosa, China, Hongkong und Hainan an. Es gelang ihnen, mehrere Schiffe zu versenken.
Im Indischen Ozean landeten die Briten weitere Truppenkontingente in Burma. In der Operation Matador brachten die Briten am 16. Januar zwei Brigaden auf Ramree und am 21. Januar weitere Infanteriekommandos bei Kangaw an Land. Die Insel Cheduba war das Ziel der Operation Sankey, bei der 500 Briten am 26. Januar an Land gingen, gefolgt von einer indischen Brigade am nächsten Tag. Am 30. Januar wurden schließlich in der Operation Crocodile Soldaten auf Sagu abgesetzt. Gleichzeitig mit diesen Landungen wurde die britische Pazifikflotte von Trincomalee in den Pazifik verlegt. In der Operation Meridian flogen deren Kampfflugzeuge und Bomber am 24. und 29. Januar Attacken gegen Ölraffinerien nördlich von Palembang. Die Flotte traf am 4. Februar in Fremantle ein.
Ein japanisches Kommandounternehmen, das auf Peleliu (Palauinseln) gelandet war, versuchte am 18. Januar, den Zugriff auf einen dort befindlichen amerikanischen Flughafen zu erlangen, um Flugzeuge und Munition zu zerstören. Das Unternehmen schlug fehl.
Flugzeuge der Task Force 38 griffen wiederholt Ziele auf den Pescadoren, Sakishima Gunto, Okinawa und den Ryūkyū-Inseln an. Dabei konnten 13 japanische Schiffe versenkt und drei Zerstörer sowie zwei Landungsschiffe beschädigt werden. Bei japanischen Gegenschlägen mit Kamikazefliegern und Bombern wurden am 21. Januar zwei Flugzeugträger und ein Zerstörer stark beschädigt.

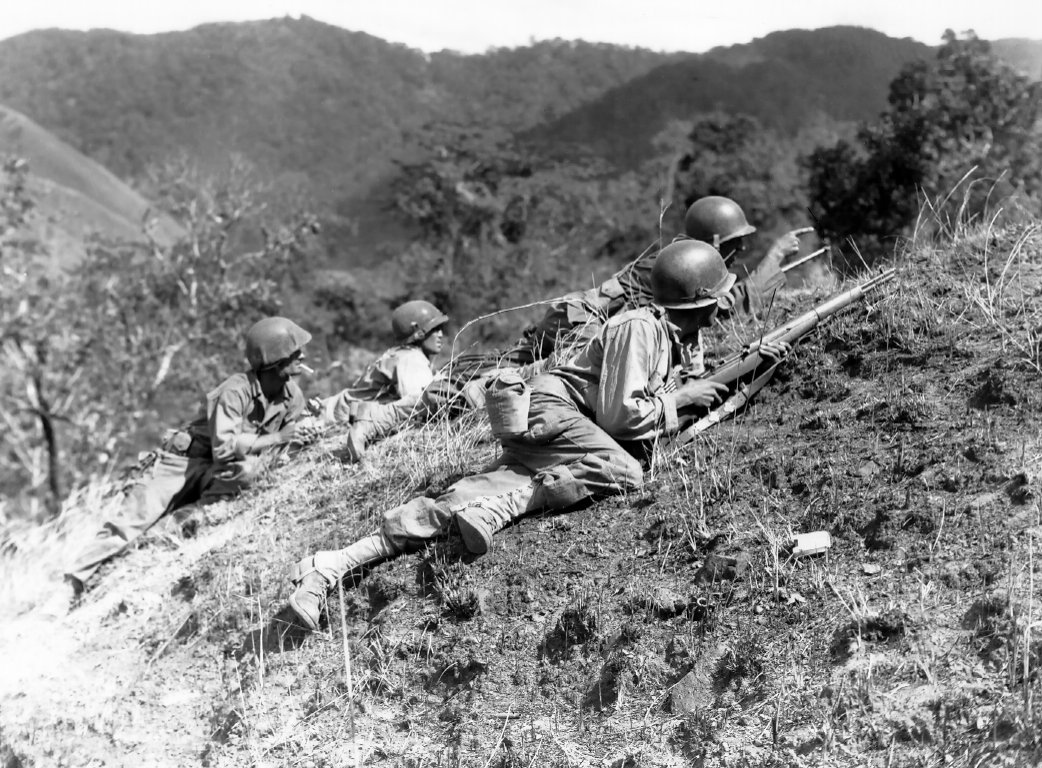
Männer der 25. US-Infanteriedivision am Baleta-Pass in der Nähe von Baguio City auf Luzón

Auf Luzon trafen derweil weitere amerikanische Truppenverstärkungen ein. Zwei Divisionen landeten am 27. Januar im Golf von Lingayen. Weitere Landungen fanden am 29. Januar bei Zambales und San Antonio statt, wo 30.000 Amerikaner an Land gingen. Am 30. Januar konnte ein weiteres Bataillon in der Subic-Bucht die Insel Grumble einnehmen und andere Einheiten Grande Island. Die 11. US-Luftlandedivision wurde am 31. Januar südwestlich der Bucht von Manila bei Nasugbu an Land gesetzt. Japanische U-Boote versuchten die Landungen zu stören, konnten jedoch nur kleinere marginale Erfolge erzielen.
Von Ende Januar bis Mitte Februar griffen amerikanische Bomberstaffeln täglich Iwojima an, um die Landungsoperationen dort vorzubereiten. Die komplett abgeworfene Bombenlast in dieser Zeit betrug etwa 6800 t.
Ab dem 4. Februar begann der Befreiungskampf um Manila in deren Außenbezirken. Bei den Kämpfen verübten die Japaner auf Anweisung aus Tokio während der letzten drei Februarwochen das Massaker von Manila, bei dem etwa 111.000 Zivilisten ermordet wurden.
Die Task Force 58 startete am 10. Februar zu einem ersten Trägergroßangriff gegen Tokio und zur Unterstützung der Iwojima-Landungen. Etwa 125 Seemeilen südlich der Stadt hoben am 16. Februar die Jagdmaschinen von den Flugzeugträgern ab, um die japanische Abwehr auszuschalten. Danach starteten die Bomber, um insbesondere Flugzeugfabriken im Raum Tokio anzugreifen, was aber durch die schlechte Wetterlage kaum gelang. Einen Tag später wurden die Attacken fortgeführt und auch auf Ziele bei Yokohama ausgedehnt. Nach dem erfolgten Rückzug nach Süden teilte sich die Task Force auf. Einige Schlachtschiffe und Kreuzer fuhren zur Artillerieunterstützung nach Iwojima, während die anderen Einheiten auf See gewartet und dann für neue Aufgaben weiter aufgeteilt wurden. Die Trägerflugzeuge flogen am 25. Februar weitere Angriffe gegen Tokio, die aber ebenfalls durch die Schlechtwetterlage stark beeinträchtigt wurden. Artillerieangriffe richteten sich danach auf Okinawa und Iwojima.
An der Südspitze Bataans bei Mariveles gelang die Anlandung von 5300 amerikanischen Soldaten. Einen Tag danach sprangen Fallschirmjäger über Corregidor ab und ein amerikanisches Bataillon landete auf der Insel. Die Kämpfe dauerten bis zum 26. Februar. Danach wurde die Insel als gesichert erklärt. Mit Corregidor hatten die Amerikaner ein wichtiges Symbol der einstigen Niederlage auf den Philippinen zurückerobert.

#### Iwojima und Okinawa
Zur Vorbereitung der Landungen auf Iwojima begannen ab dem 16. Februar sechs Schlachtschiffe, fünf Kreuzer und 16 Zerstörer mit dem Artilleriebeschuss der Strände und japanischen Positionen auf der Insel. Die Aktionen wurden von zehn Geleitträgern und deren Zerstörersicherung gedeckt. Flugzeuge dieser Träger wurden immer wieder gegen japanische Küstenbatterien und die drei Flugfelder eingesetzt. Die Japaner konnten einige Treffer auf den großen Schiffen erzielen.

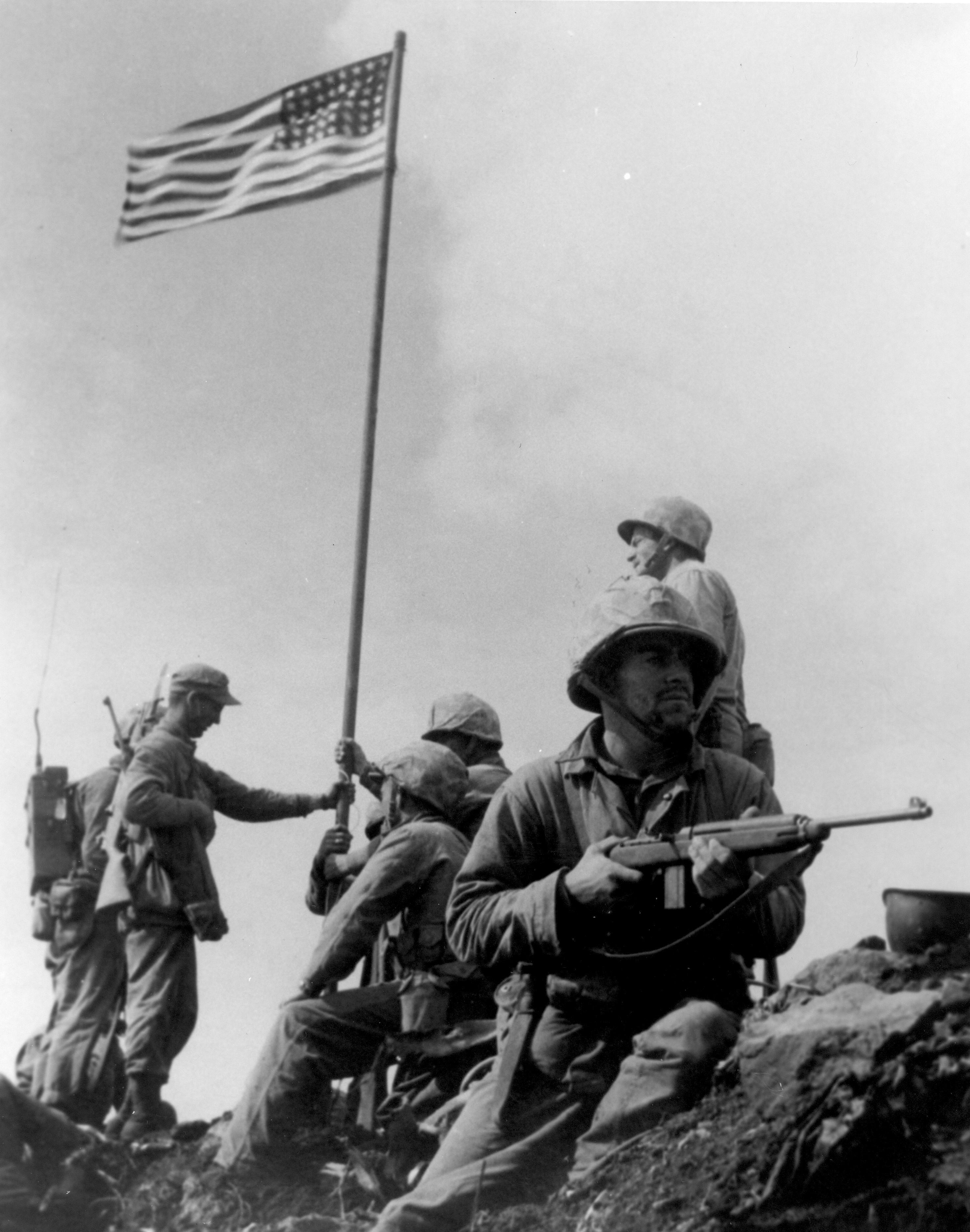
Am 23. Februar hissten amerikanische Soldaten eine Flagge auf dem Vulkan Suribachi auf Iwojima

Die Landungen auf Iwojima unter dem Kodenamen Operation Detachment fanden am 19. Februar statt. Der Artilleriebeschuss von den Schiffen wurde weiter ins Inselinnere verlegt, als 30.000 Soldaten an Land gingen. Während der Schlacht um Iwojima wurde die Insel von den Japanern bis auf den letzten Mann heftigst verteidigt. Sie zogen sich in die vorbereiteten, gut ausgebauten Höhlenverstecke zurück, wo Waffen vom schwersten Schiffsgeschütz bis zu Handfeuerwaffen untergebracht worden waren. Die Amerikaner mussten in mühevollem Nahkampf mit Handgranaten und Flammenwerfern nach und nach jede einzelne Stellung erobern. Am 21. Februar erfolgte ein überraschender Kamikazeangriff auf die vor der Küste liegenden Schiffe, bei dem ein Geleitträger versenkt und drei weitere beschädigt wurden. Die Kämpfe auf der Insel, die auf japanischer Seite etwa 20.800 Tote und auf amerikanischer Seite rund 7.000 Tote kosteten, dauerten bis zum 26. März. Erst dann konnte die Insel als sicher erklärt werden. Iwojima war für den Rest des Krieges einer der wichtigsten Stützpunkte der US Army Air Force, die bereits am 6. März die erste B-29 auf der Insel landete. Ende März diente Iwojima schon 36 Bombern als Basis für die Angriffe auf die japanischen Hauptinseln.
Die japanische Armee entwaffnete nach dem Fall des Vichy-Regimes und der vollständigen Befreiung Frankreichs in Europa am 9. März die französischen Truppen in Indochina und installierte dort eine Marionetten-Regierung.
In den frühen Morgenstunden des 10. März wurden schwere Luftangriffe auf Tokio geflogen. 334 B-29-Bomber der Twentieth Air Force warfen etwa 2000 t Brandbomben auf ein Gebiet der Stadt ab, das etwa 7/10 der Fläche von Manhattan entsprach, rund 44 km², in dem sich Fabriken und Docks befanden, aber hauptsächlich die hölzernen Wohnungen der Arbeiter. Der Angriff dauerte etwa 2,5 Stunden und löste einen gewaltigen Feuersturm aus, in dem fast 100.000 Menschen starben. Andere Quellen sprechen sogar von 150.000 Toten. Dies war der größte und blutigste Luftangriff in der Geschichte der Menschheit bis heute.
Die am 14. März von Ulithi ausgelaufene Task Force 58 begann am 18. März vor Japan liegend mit Attacken gegen Flugplätze auf Kyūshū. Die Japaner wehrten sich mit Kamikaze-Gegenangriffen, bei denen ein amerikanischer Flugzeugträger in Brand geriet und zwei andere beschädigt wurden. Einen Tag danach starteten die Amerikaner Angriffe gegen Kure. Dort lagen mehrere japanische Flugzeugträger, Schlachtschiffe, Kreuzer und Zerstörer vor Anker. Viele trugen Beschädigungen davon. Wiederum gelang es den Japanern im Gegenzug, zwei amerikanische Träger in Brand zu setzen. Bei weiteren Attacken gegen die ablaufende Task Force setzten die Japaner auch Ōka-Bomben ein.
Nach einem kurzen Tankaufenthalt drehten die Einheiten der Task Force 58 nach Süden ab, um zu den Ryūkyū-Inseln zu laufen. Hier begannen am 23. März die laufenden Schiffsartilleriebeschüsse und Luftangriffe zur Vorbereitung der Landung auf Okinawa. Unterstützung erhielt sie dabei zwei Tage später von der britischen Pazifikflotte, die den Raum südlich der Insel abdeckte und weiteren US-Task Groups, die unter anderem die Kampfschwimmergruppen brachten, die ab dem 25. März mit der Räumung von Unterwasserhindernissen begannen. Die Japaner reagierten mit Luftangriffen aus dem Raum Formosa und von Kyūshū. Kamikazefliegern gelangen einige Treffer auf kleineren Einheiten, jedoch wurde am 30. März das Flaggschiff der Task Force 58 schwer getroffen.

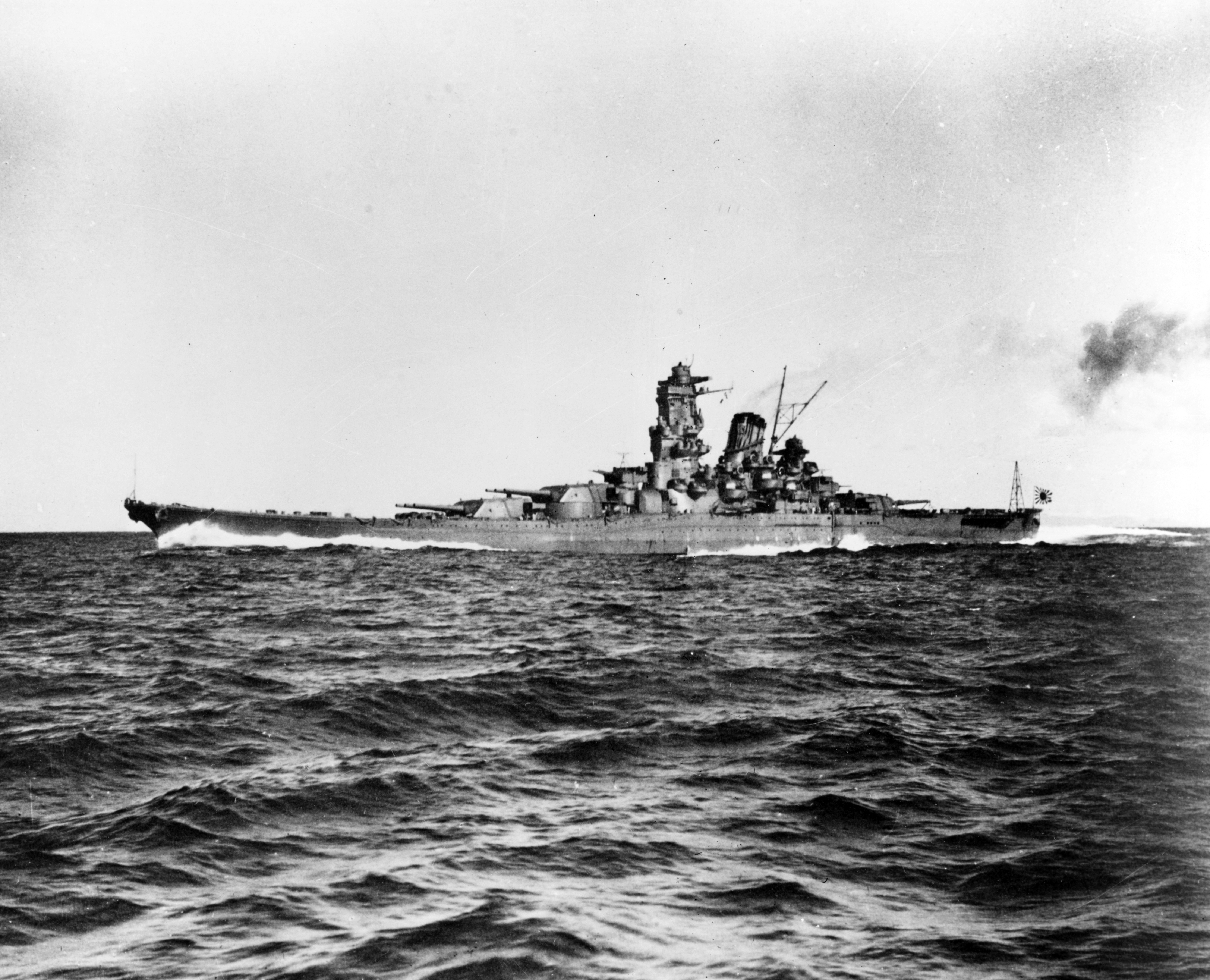
Die Yamato – das größte und stärkste je gebaute Schlachtschiff

Zur Behinderung des japanischen Schiffsverkehrs starteten am 27. März in der großangelegten Operation Starvation B-29-Bomber 1529 Einsätze von Tinian, um die Fahrgewässer von Shimonoseki, Kure, Hiroshima, Fukuoka, Kōbe, Ōsaka, Nagoya, Tokio, Yokohama, sowie etlichen anderen Hafenstädten auf den japanischen Inseln zu verminen. Ebenso wurden Häfen in Korea vermint. Die Amerikaner verloren dabei 15 Maschinen, 102 Einsatzflüge wurden abgebrochen und die Maschinen kehrten vor dem Abwurf ihrer Minen um. Insgesamt konnten 12.135 Minen abgesetzt werden. Von diesen wurden 222 Handelsschiffe mit 511.539 BRT versenkt. Das war der finale Schlag in der Seeblockade Japans.

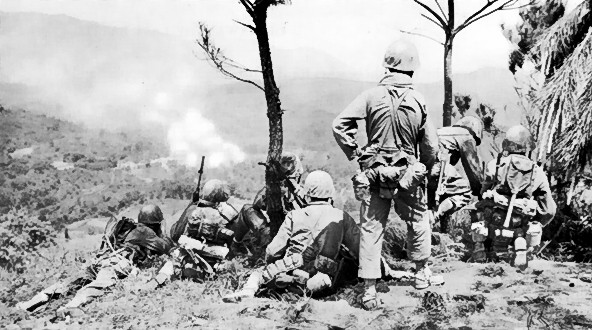
Marines warten auf ihr Eingreifen, während die Artillerie eine japanische Stellung auf Okinawa beschießt

Am 1. April landete die 10. US-Armee in der Operation Iceberg auf Okinawa, das von den Japanern vehement verteidigt wurde. Zusammen mit den Reserveeinheiten setzten die Amerikaner 451.866 Soldaten auf der Insel ab. Wie bereits bei der Eroberung von Iwojima bombardierte die US-Schiffsartillerie auch bei den hiesigen Landungen weiter das Hinterland. Die Japaner zogen sich in die vorbereiteten Höhlensysteme der Insel zurück, um von dort aus in Guerillakämpfen die US-Truppen anzugreifen. Die vor der Küste liegenden Schiffe wurden immer wieder zum Ziel von Kamikazefliegern und Ōka-Bomben, wobei ein britischer Flugzeugträger beschädigt wurde. Die japanischen Küstenbatterien konnten am 5. April an einem amerikanischen Schlachtschiff fünf Treffer anbringen. Einen Tag später begannen die Japaner die Operation Kikusui I, ein Großangriff gegen die vor Okinawa liegende Landungsflotte. Dazu starteten 198 Kamikazes von Kyūshū, von denen 67 bis zu den Schiffen durchdringen konnten. Von den 27 teilweise mehrfach getroffenen Schiffen sanken zwei Zerstörer, ein Landungsschiff und zwei Munitionstransporter. Fünf Schiffe waren irreparabel beschädigt und weitere 17 konnten trotz ihrer Schäden weiter eingesetzt werden. Am Folgetag startete eine zweite Welle von 54 Kamikazes, von denen nur wenige durchdringen konnten. Trotzdem gelang es ihnen, ein Schlachtschiff und einen Zerstörer schwer und vier andere Schiffe leicht zu beschädigen.

Im Verlauf der Kämpfe um Okinawa wurde das letzte große Schlachtschiff der japanischen Marine, die Yamato, im Rahmen der Operation Ten-gō zu einer Kamikazeaktion berufen. Das Schiff erhielt den Befehl, nach dem Kampf mit der amerikanischen Landungsflotte auf den Strand von Okinawa aufzulaufen; nach dem Verschuss der Munition sollte sich die Besatzung dann den Heerestruppen auf der Insel im Abwehrkampf anschließen. Durch einen amerikanischen Luftangriff von 386 Trägerflugzeugen am Nachmittag des 7. April wurde die Yamato zusammen mit fünf Begleitschiffen im ostchinesischen Meer versenkt. Die verlustreiche Eroberung von Okinawa zog sich bis zum 21. Juni hin.

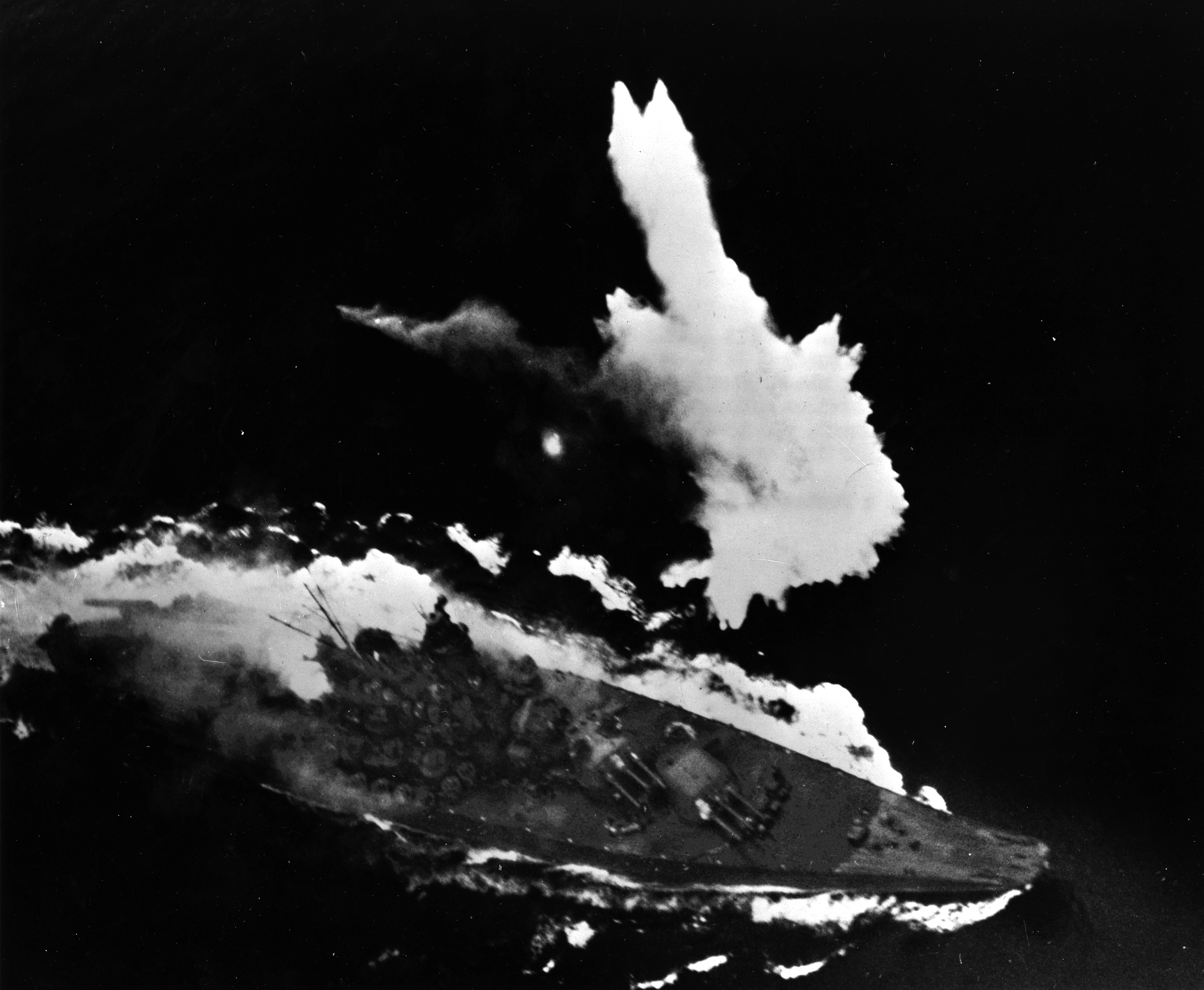
Das japanische Schlachtschiff Yamato wird durch amerikanische Marinebomber in der Schlussphase des Pazifikkrieges während der Operation Ten-gō 1945 bombardiert

Während die britische Asienflotte in der Operation Sunfish mit Schlachtschiffen, Kreuzern und Zerstörern, gedeckt von Trägerflugzeugen, am 11. April Ziele in Sabang, Padang und Emmahaven angriff, bereiteten die Amerikaner die Übergabe einiger ihrer Schiffe an die sowjetische Pazifikflotte vor. Seit dem 5. April hatte die Sowjetunion den sowjetisch-japanischen Neutralitätsvertrag aufgekündigt und war bereit, mit den Amerikanern im pazifischen Konfliktraum zusammenzuarbeiten. Mitte April begann in der Cold Bay an der Südspitze Alaskas, wo auf fünf Dampfern etwa 2400 sowjetische Marineangehörige eingetroffen waren, die Ausbildung auf amerikanischen Minensuchern (→ Operation Hula). Dies waren die ersten Vorbereitungen zu einer Invasion der japanischen Hauptinseln (→ Operation Downfall).
Bei einem großangelegten Kamikazeangriff (→ Operation Kikusui III) am 16. April auf die Landungsflotte vor Okinawa flogen 126 japanische Flugzeuge und sechs Ōka-Bomber ein. Sie konnten einen Zerstörer versenken und drei weitere so schwer beschädigen, dass sie nicht mehr repariert werden konnten. Ein Flugzeugträger wurde schwer, ein Schlachtschiff und ein Geleitzerstörer leicht beschädigt. Die Kamikazeangriffe wurden auch an den Folgetagen fortgesetzt, aber mit deutlich weniger Maschinen.

#### Der Weg zur japanischen Kapitulation
Zur Landung auf Tarakan wurde ab dem 27. April die Südküste von alliierten Schiffen unter Feuer genommen. Die Operation Oboe startete am 1. Mai mit der Anlandung von 28.000 australischen Soldaten.
Am 1. Mai landeten britische Truppen im Rahmen der Operation Dracula bei Rangun in Burma. Die Operation Bishop, bei der britische Träger, Schlachtschiffe, Kreuzer und Zerstörer Port Blair und Car Nicobar in den Andamanen und Nikobaren beschossen, diente zur Deckung. Da Rangun bereits vorher von den Japanern geräumt worden war, besetzten die Briten die Stadt am 3. Mai ohne Gegenwehr. Westlich des Flusses Irrawaddy konnten sich allerdings noch kleinere japanische Widerstandsnester halten.
Die US Army Air Force begann am 3. Mai mit der Fortsetzung der Verminung japanischer Industrieanlagen zu deren Blockade. Auf diesen Minen verloren die Japaner bis Ende des Monats mehr als 50 Schiffe. Die meisten waren kleinere Handelseinheiten, nur ein Minensucher sank. Viele Kriegs- und Handelsschiffe erlitten Beschädigungen.
Nach der Kapitulation Deutschlands am 8. Mai erklärte Japan sich entschlossen, allein gegen die Alliierten weiterzukämpfen. Zwar regten sich unter den Militärs und im Besonderen im Parlament erste Stimmen, die über eine frühzeitige Kapitulation sprachen, doch das Gros der Führungsspitze bereitete bereits die Verteidigung des Landes bis zum letzten Mann vor.
Die britischen Trägerflugzeuge flogen zur Abwehr der Kamikazeflieger, die immer wieder die vor Okinawa liegenden Schiffe angriffen, Luftangriffe auf Flugplätze in Sakashima-Gunto und Kyūshū, denen sich kurz darauf amerikanische Flugzeugträger mit ihren Maschinen anschlossen. Die am 10. Mai begonnene japanische Großoffensive Kikusui VI wurde mit 150 Kamikazefliegern gestartet. Dabei wurde am 11. Mai ein amerikanischer Flugzeugträger sehr schwer beschädigt. Beim Abzug der Task Force traf ein Kamikazeflieger einen weiteren Träger schwer. Bei folgenden Kikusui-Operationen am 24., 25., 27., 28. und 29. Mai verloren die Amerikaner acht Schiffe. Etliche andere wurden beschädigt, konnten aber weiterhin eingesetzt werden.
Auf Wewak, Papua-Neuguinea, gingen am 11. Mai 623 Australier an Land, um die Halbinsel einzunehmen. Ihnen folgte am 14. Mai eine weitere australische Division zur Eroberung des Flughafens. Die Halbinsel konnte am 23. Mai als gesichert angesehen werden.
Zwischen dem 17. und 26. Mai überließen die USA der Sowjetunion im Rahmen des Abkommens zur Operation Hula 17 Minensucher und sechs U-Boot-Jäger, die der sowjetischen Pazifikflotte zugeteilt wurden. Anfang Juni bis Mitte Juni folgten 13 weitere U-Boot-Jäger, ein Minensucher und zwei Landungsboote. Ebenfalls Mitte Juni trafen mehr als 1100 Marinesoldaten der UdSSR zur Ausbildung auf Fregatten in Cold Bay ein.
In einem schweren Taifun am 6. Juni wurden acht Flugzeugträger, drei Schlachtschiffe, sieben Kreuzer, 14 Zerstörer und kleinere Einheiten beschädigt. Einige davon so schwer, dass sie aus dem Einsatz genommen werden mussten. Am 9. Juni landeten Marines auf der Insel Aguni-jima.
In der Fortführung der Operation Oboe setzten Schiffe am 10. Juni nach vorherigem Artilleriebeschuss fast 30.000 australische Soldaten in der Brunei-Bucht ab.
Die Briten führten am 14. Juni mit 48 Seafires, 21 Avengers und elf Fireflies einen Trägerangriff zur Neutralisierung der japanischen Einheiten auf Truk durch (→ Operation Inmate), der am nächsten Tag noch einmal wiederholt wurde. Zusätzlich beschossen sie mit angelaufenen Kampfschiffen das Atoll.

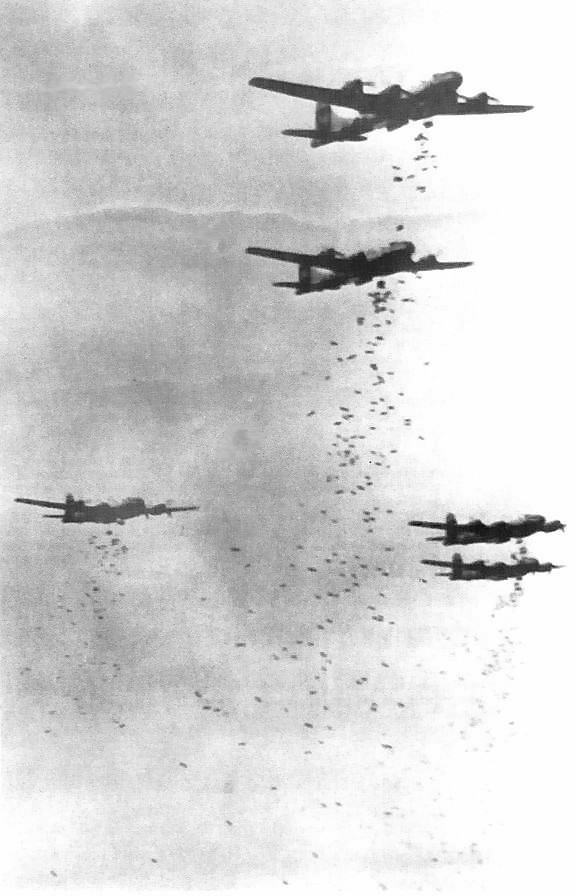
B-29-Bomber werfen Bomben über Japan ab

Zur Einnahme der Ölfelder und Ölraffinerien bei Balikpapan auf Borneo, die von den Japanern gehalten wurden, begannen Mitte Juni die Minenräumarbeiten vor der Küste. Am 24. Juni begannen die Unterwasserarbeiten zur Entfernung der ausgelegten Landungshindernisse. Kurz darauf wurde die Beschießung der Landungszonen durch Kreuzer und Zerstörer aufgenommen, nach der ab dem 1. Juli in der Fortsetzung der Operation Oboe fast 33.500 australische Infanteristen an Land gingen. Die Einnahme des Flugfeldes und der Ölfelder war am 4. Juli abgeschlossen.
Die Task Force 38 flog mit 1022 Flugzeugen am 10. Juli wieder Großangriffe auf Tokio und die umliegenden Luftbasen. Vier Tage später wurden mit 1391 Maschinen weitere Ziele auf dem Norden der Insel Honshū und dem Süden von Hokkaidō angegriffen. Am selben Tag beschossen die mit angelaufenen Schlachtschiffe, Kreuzer und Zerstörer erstmals direkt Ziele auf den japanischen Hauptinseln. Dazu gehörten die Stahl- und Eisenwerke von Kamaishi sowie am Folgetag die Stahl- und Eisenwerke von Muroran. Tokio und Yokohama waren wieder die Angriffsziele am 17. und 18. Juli, wobei ein großes japanisches Schlachtschiff schwer beschädigt wurde. Bei einem Nachtangriff, der zusammen mit britischen Einheiten durchgeführt wurde, bombardierte die Schiffsartillerie die Industrie bei Hitachi, nördlich von Tokio und in der nächsten Nacht wichtige Radarposten bei Cap Nojima im Südosten Tokios.
In der Fortführung der Operation Hula übergaben die USA der Sowjetunion von Mitte bis Ende Juli zehn Fregatten, sechs Minensuchboote, zwölf Minenräumboote, einen U-Boot-Jäger und 15 Landungsboote.
Von Okinawa aus wurden von der Task Force 95 erstmals Angriffe auf den Schiffsverkehr im Chinesischen Meer und im Gelben Meer unternommen. Der Erfolg zwischen dem 16. und 23. Juli war aber zunächst nur mäßig. Ein Zerstörer wurde bei Kamikazeangriffen versenkt und zwei weitere teilweise schwer beschädigt.
Als ein Ergebnis während der Potsdamer Konferenz stellten die Alliierten Japan ein Kapitulationsultimatum und die Sowjetunion versprach, drei Monate nach dem Kriegsende in Europa im Pazifikraum aktiv zu werden. Der japanische Premierminister Suzuki Kantarō lehnte das Ultimatum am 27. Juli ab.
Um den Druck auf das japanische Militär, die Regierung und auch auf die Bevölkerung zu erhöhen, wurden Ende Juli die Angriffe auf Japan noch weiter verstärkt, während die US-Führungsspitze die Operation Downfall im Hintergrund weiter vorbereitete. Dazu wurden immer mehr neue und auch wieder in Stand gesetzte Schiffe aller Klassen von Stützpunkten an der amerikanischen Westküste und Pearl Harbor in Richtung Japan in Fahrt gesetzt. Weitere Einheiten wurden vom europäischen Kriegsschauplatz in den Pazifikraum verlegt. Die Nachtangriffe vor allem auf die Inlandsee bei Kure und Kōbe führten zur Versenkung von weiteren großen japanischen Kriegsschiffen oder deren totaler Beschädigung. Dazu beschossen amerikanische Schiffe auch wieder Produktionsstätten für Kriegsmaterial, speziell die Flugzeugfabriken bei Hamamatsu.
Am 28. Juli fand der letzte erfolgreiche Kamikazeangriff des Pazifikkriegs statt. Ein US-Zerstörer konnte dabei vor Okinawa versenkt werden.

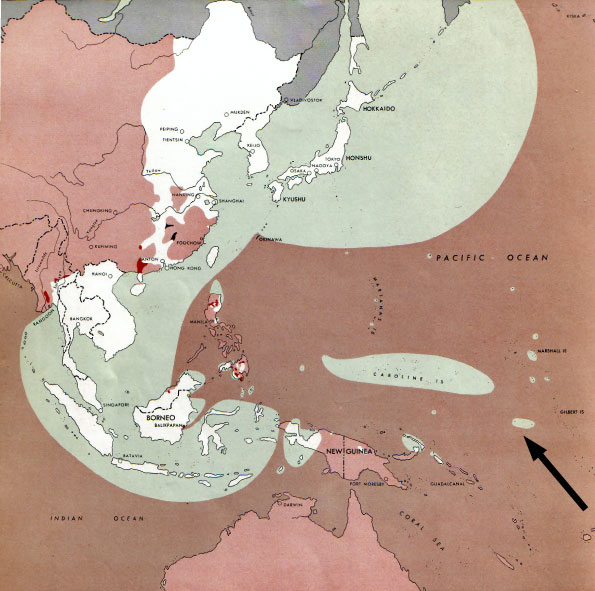
Lagekarte des Pazifikkrieges am 1. August 1945, in der die noch von Japan kontrollierten Gebiete eingezeichnet sind.

Schwere Luftangriffe der US Air Force mit B-29-Bombern auf Hafenstädte Japans führten am 1. August zu schweren Schäden an den Hafenanlagen von Nagasaki.

#### Einsatz der Atombombe und die japanische Kapitulation
Die militärische Führung entschloss sich, Präsident Harry S. Truman die Zusage für einen Einsatz der im Trinity-Test erfolgreich gezündeten neuen Atombombe abzuringen. Obwohl viele der an der Entwicklung beteiligten Wissenschaftler von einem Einsatz abrieten, gab Truman nach vorausgegangenem Zögern doch seine Einwilligung. Die Vorbereitungen dazu liefen ab dem 24. Juli an, zwei Tage vor dem Potsdamer Ultimatum an Japan.

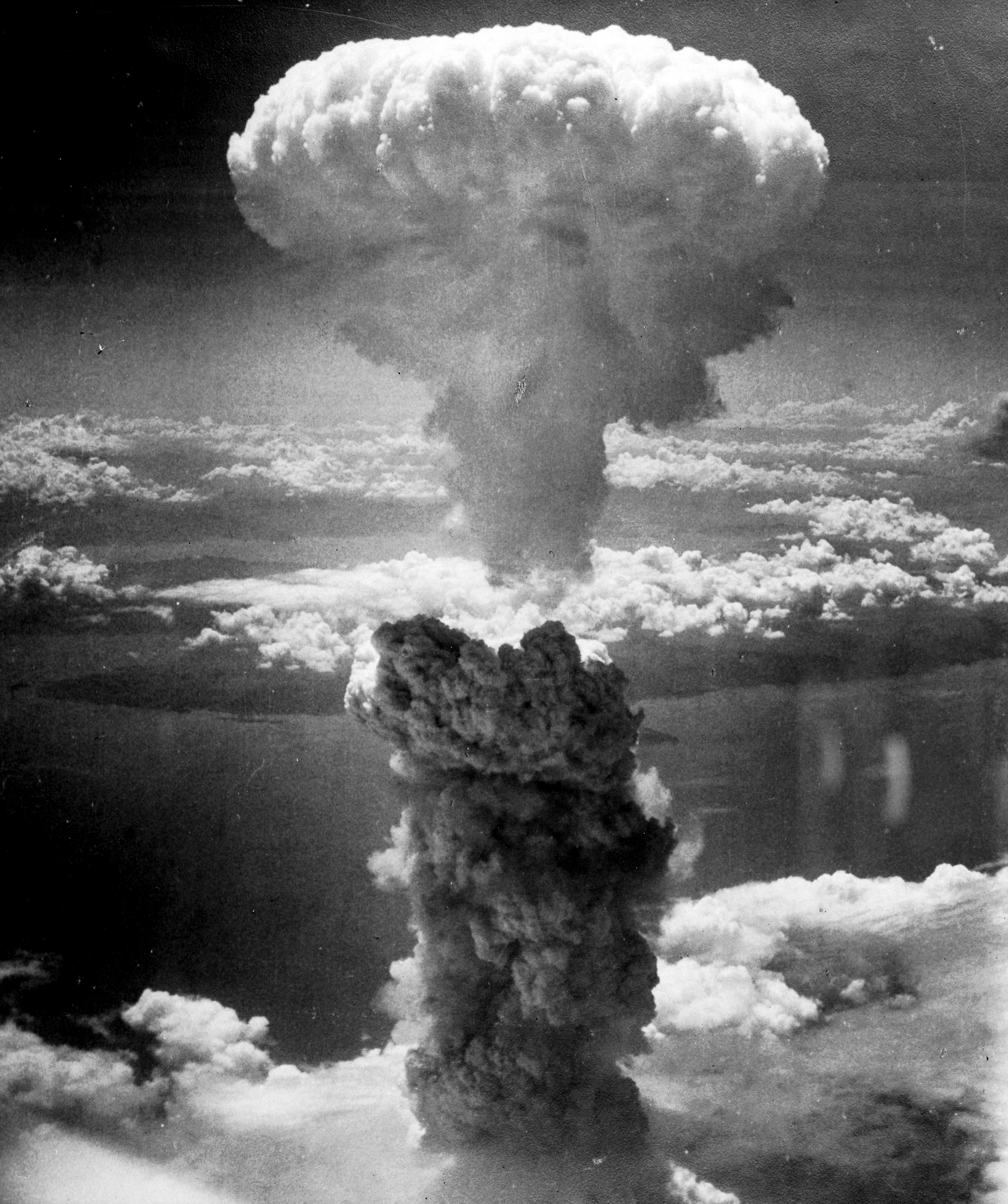
Pilzwolke nach Atombombenabwurf über Nagasaki am 9. August 1945

Als Ziele für den Abwurf ab dem 3. August waren vier mögliche Städte vorgesehen: Hiroshima, Kokura, Niigata und Nagasaki. Hiroshima wurde als Primärziel ausgewählt, da hier kriegswichtige Produktionsanlagen und stationierte japanische Divisionen getroffen werden konnten. Weiterhin konnte hier auch ein großer psychologischer Effekt erzielt werden. Sollte die Kapitulation Japans nicht innerhalb von drei Tagen erfolgen, sollte die zweite Bombe auf das nächste Ziel abgeworfen werden.
Um 8:16 Uhr (8:15 Uhr und 17 Sekunden) Ortszeit am 6. August detonierte die vom Bomber Enola Gay der 509th Composite Group abgeworfene Atombombe Little Boy in 580 m Höhe über Hiroshima. Zwischen 90.000 und 200.000 Menschen waren sofort tot und 80 % der Stadt zerstört.
Drei Tage darauf wurde am 9. August der zweite Atombombenabwurf durchgeführt. Als Ziel war die Stadt Kokura vorgesehen, aufgrund dichter Bewölkung wurde aber nach drei erfolglosen Anflügen das Ausweichziel Nagasaki angegriffen. Die Bombe wurde um 11:02 Uhr mehrere hundert Meter abseits des geplanten Abwurfpunkts auf dicht bewohntes Gebiet abgeworfen, eigentlich war ein Direktangriff auf die Mitsubishi-Rüstungsbetriebe angedacht. Die Explosion in etwa 470 Metern Höhe über dem Boden vernichtete im Umkreis von einem Kilometer 80 % der Gebäude, etwa 75.000 Menschen starben an den Direktfolgen der Explosion.
Zwischenzeitlich hatte auch die Sowjetunion Japan am 8. August den Krieg erklärt und begann einen Tag später die sowjetische Invasion der Mandschurei. Den Sowjets schlossen sich die Rotchinesen mit der 4. und 8. Revolutionsarmee an, die einige Städte besetzten. Die sowjetische Pazifikflotte wurde aufgestellt und unmittelbar mit der Verminung von Schifffahrtswegen vor der eigenen Küste zur Verteidigung begonnen. Zwei Tage später landete ein sowjetischer Verband an der Ostküste Koreas.
Unterdessen liefen die Luftangriffe auf die japanischen Hauptinseln von den amerikanischen und britischen Flugzeugträgern weiter. Ziele waren Honshu und Hokkaido sowie die Hauptstadt Tokio. Am 14. August befanden sich noch einmal 828 B-29-Bomber im Einsatz gegen japanische Städte, die, begleitet von P-51-Jägern, von Iwojima aus operierten. Am 15. August berief die militärische Führung der USA eine gerade gegen Tokio gestartete Staffel zurück, um die Kampfhandlungen einzustellen. Nicht alle Maschinen empfingen den Funkspruch und es entwickelten sich die letzten heftigen Luftkämpfe mit japanischen Kamikazefliegern.
Die japanische Regierung kündigte am 14. August die Annahme des gestellten Ultimatums an. Einen Tag später (→ V-J-Day) um 12:00 Uhr mittags wurde eine am Vortag aufgezeichnete Rede von Kaiser Hirohito im Radio ausgestrahlt, in der er allen japanischen Streitkräften den Befehl zur Feuereinstellung erteilte. Ein befürchteter Massenselbstmord, besonders auf der japanischen Führungsebene, blieb aber aus. Es wurde mit etwa einer Woche gerechnet, bis sich die Kapitulation bei allen kämpfenden japanischen Einheiten in den verschiedenen Ländern herumgesprochen hatte.
Sowjetische Soldaten besetzten mit einigen Verbänden ab dem 16. August den Süd-Sachalin und ab dem 19. August die nördlichen Kurilen.
Generalissimus Chiang Kai-shek forderte am 19. August alle japanischen Truppen auf, sich den national-chinesischen Einheiten zu ergeben. Gleichzeitig erging sein Befehl an die rotchinesischen Soldaten, die Kampfhandlungen einzustellen. Letzterer wurde aber von den Truppen unter Mao Zedong nicht beachtet, sodass es zu keiner Kapitulation der Japaner kam. Die Bürgerkriegskämpfe zwischen national- und rotchinesischen Einheiten gingen weiter. Erst nachdem die national-chinesische 6. Armee am 25. August Nanking besetzt hatte, konnten sich die etwa eine Million Japaner ergeben. Am 9. September wurde in Nanking der Kapitulationsvertrag unterzeichnet. Im Bergland der Mandschurei saßen allerdings noch etwa 15.000 japanische Soldaten zwischen den Fronten des Bürgerkriegs fest. Sie hielten sich vollständig aus den Kämpfen heraus und blieben bis zu ihrer endgültigen Kapitulation Ende 1948 in ihren Verstecken.
Zur Sicherung des Waffenstillstands flogen die Trägerflugzeuge der Task Force 38 täglich Patrouillen über den japanischen Inseln. Ihre zweite Aufgabe bestand darin, Kriegsgefangenenlager auszumachen und zu kartografieren. Die Trägerflotte selbst lief am 27. August mit 22 Flugzeugträgern, 14 Schlachtschiffen, 23 Kreuzern, 123 Zerstörern und zwölf U-Booten in die Sagami-Bucht vor Tokio ein. Eine erste kleinere Einheit amerikanischer Soldaten sicherte am 28. August den Atsugi-Flughafen bei Tokio. Ihnen folgte zwei Tage später in einem Luftlandeunternehmen die 11. US-Luftlandedivision, die den Flughafen und den Hafen von Yokohama besetzte. Am späten Nachmittag landeten der Oberbefehlshaber der 8. US-Armee Generalleutnant Robert L. Eichelberger und der Oberste alliierte Befehlshaber Armeegeneral Douglas MacArthur auf dem Flughafen von Atsugi. Etwa zur gleichen Zeit übergaben die Japaner ihren Marinestützpunkt in Yokosuka an die Alliierten.

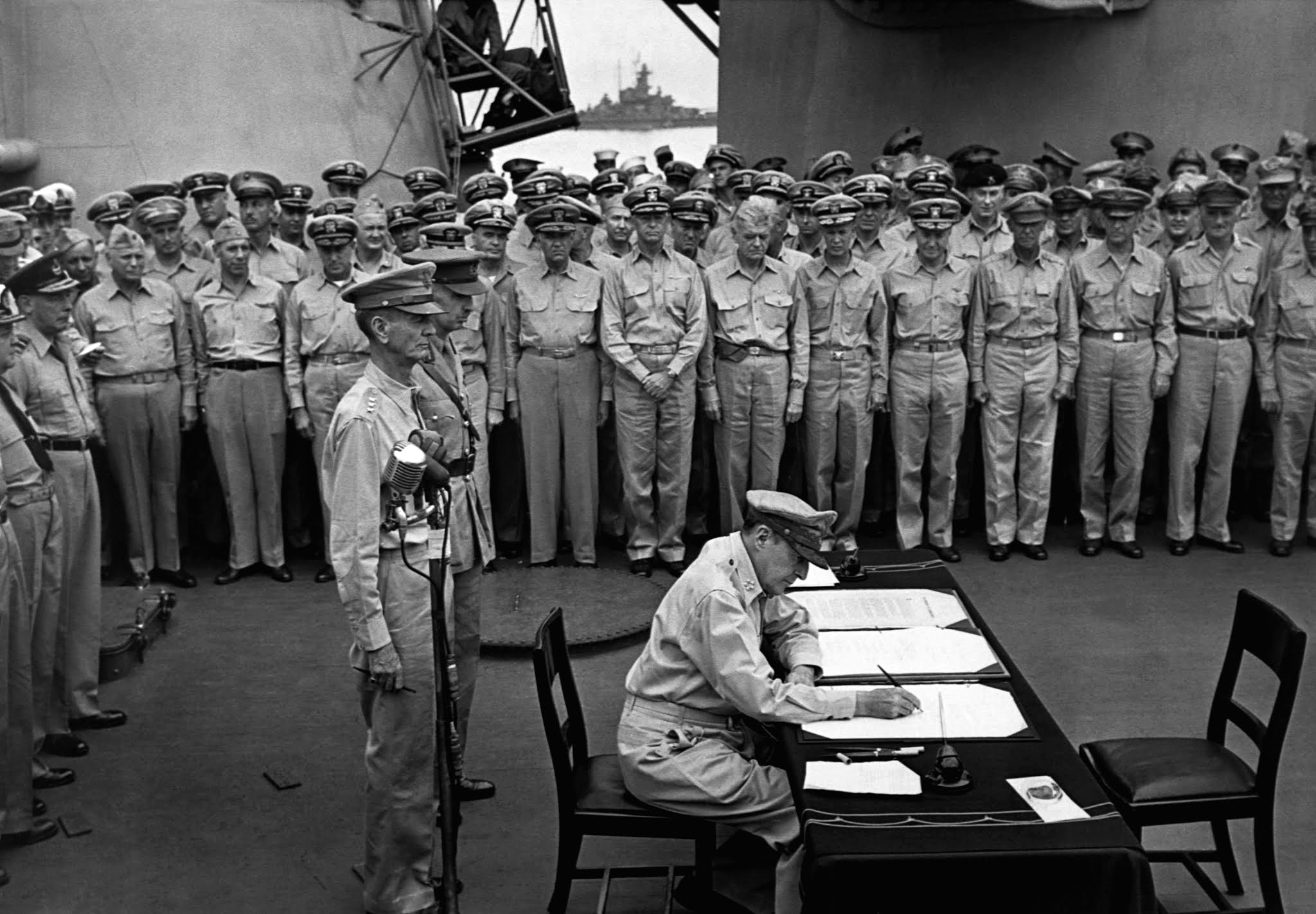
General Douglas MacArthur unterzeichnet an Bord der USS Missouri die japanische Kapitulationsurkunde

Am 2. September wurde auf dem US-Schlachtschiff Missouri in der Sagami-Bucht der Pazifikkrieg und damit auch der Zweite Weltkrieg mit der Unterzeichnung der japanischen Kapitulationsurkunde beendet. Japan wurde in der Operation Blacklist von US-Truppen besetzt. In Korea sollte der 38. Breitengrad die Grenze zwischen dem Besatzungsgebiet der USA im Süden einerseits und demjenigen der Sowjets im Norden andererseits bilden.
In der Operation Magic Carpet brachten die Amerikaner vom 6. September bis zum März des folgenden Jahres ihre Truppen wieder zurück ins Heimatland. Dazu wurden alle verfügbaren Schiffe im Pazifikraum benutzt.

## Opferzahlen
Wie bei allen größeren Konflikten ist es schwierig, konkrete Opferzahlen anzugeben. Die Angaben der Historiker und selbst der offiziellen Stellen der einzelnen Länder weisen dabei teils erhebliche Schwankungen auf.
Die meisten Toten waren in China zu beklagen. Dabei muss beachtet werden, dass in den letzten Kriegsmonaten auch der interne Konflikt zwischen Rot- und Nationalchinesen zu verlustreichen Kämpfen auf beiden Seiten führte. Insgesamt starben 4.000.000 Soldaten, und die Verluste unter der Zivilbevölkerung, unter der die Japaner mehrere Massaker anrichteten, beliefen sich auf rund 10.000.000 Menschen.
Die Japaner verloren ungefähr 1.200.000 Soldaten und etwa 500.000 Zivilisten, die meisten bei den beiden Atombombenabwürfen und bei der konventionellen Bombardierung Tokios am 9. März 1945.
Die Alliierten (Briten, Inder, Australier, Neuseeländer, Niederländer) verzeichneten etwa 180.000 Tote und die USA etwa 161.000 Tote im Pazifikraum. Die Verluste der Kriegsgefangenen unter japanischer Bewachung sind eingerechnet.
Des Weiteren gab es auch unzählige zivile Opfer unter den Einheimischen vieler Pazifikinseln, die bei den Invasionen, Verschleppungen und Rückeroberungen starben.

## Kriegsauswirkungen

### In Japan
Die Besatzungseinheiten auf den japanischen Inseln bestanden faktisch nur aus US-Truppen. Wichtigstes Projekt der Besatzungsregierung, deren Chef als „SCAP“ (Supreme Commander for the Allied Powers) General Douglas MacArthur wurde, war die Ausarbeitung einer neuen Verfassung. Sie wurde am 3. November 1946 verkündet. In ihr wurden alle Punkte der Potsdamer Erklärung umgesetzt. Außerdem verzichtete der Kaiser in der Verfassung auf seinen göttlichen Status.

### Kriegsverbrechen
In den am 3. Mai 1946 begonnenen Tokioter Prozessen wurden die führenden japanischen Militärs und Politiker der Kriegszeit angeklagt, insbesondere der Ministerpräsident und Generalstabschef General Tōjō Hideki. Er und sechs andere Angeklagte wurden bei der Urteilsverkündung am 12. November 1948 zum Tode verurteilt. Rund 20 andere wurden zu lebenslanger Haft verurteilt, die meisten davon allerdings 1955 entlassen, als Japan die Souveränität wiedererlangte. Weitere Prozesse fanden in Manila auf den Philippinen und in China statt. Letztere wurden als Nankinger Kriegsverbrecher-Tribunale bekannt (→ Kriegsverbrecherprozesse in China). Dabei untersuchten die Chinesen 650 Fälle, von denen 504 in 13 Verhandlungen zur Anklage kamen. 149 Japaner wurden zum Tode verurteilt. Der umstrittene Yasukuni-Schrein in Tokio enthält alle Seelen der Japaner, die „ihr Leben für das Vaterland gegeben haben“. 1978 beschloss das Parlament, auch die Seelen der hingerichteten japanischen Kriegsverbrecher aufzunehmen. Seitdem gibt es immer wieder Proteste besonders aus China und Korea, wenn japanische Amtsträger den Schrein besuchen. Dabei wird vor allem die Aufnahme der „Klasse-A“-Kriegsverbrecher verurteilt.

### Beginn des Kalten Kriegs
Noch während der letzten Monate der Kriegshandlungen hatte der Kalte Krieg zwischen den Supermächten Sowjetunion und USA begonnen. Auch die aufstrebende Macht des kommunistischen China spielte eine weitreichende Rolle, die sich beispielsweise in der Teilung Koreas zeigte.
Die Sowjetunion verwaltete Nordkorea und die Insel Sachalin, die Vereinigten Staaten und Großbritannien Südkorea und Japans verbleibenden Besitz im Pazifik. Japan selbst wurde ab dem Ende des Pazifikkriegs von alliierten Truppen besetzt. Das Ende der alliierten Besatzung Japans wurde im Friedensvertrag von San Francisco festgelegt, der am 8. September 1951 unterzeichnet wurde. Mit seinem Inkrafttreten am 28. April 1952 war Japan wieder ein unabhängiges Land. Mit Ausnahme der Amami-Inseln, die 1953 an Japan zurückgegeben wurden, standen allerdings die Ryūkyū-Inseln für weitere 20 Jahre formell unter Treuhandschaft der USA. In einer Volksabstimmung im Jahr 1971 sprach sich eine Mehrheit der Bevölkerung für den Wiederanschluss an Japan aus. Im Jahr 1972 wurde die Souveränität über die Ryūkyū- und die unbewohnten Senkaku-Inseln an Japan zurückgegeben. Mit der Volksrepublik China schloss Japan im Jahr 1978 einen Friedensvertrag. Friedensverhandlungen mit der Sowjetunion (und ab 1991 mit Russland) sind immer wieder an offenen Fragen gescheitert (→ Kurilenkonflikt).

### Cargo-Kult
Eine Nebenwirkung des Pazifikkriegs war das vermehrte Aufkommen des Cargo-Kults bei den Naturvölkern der Pazifikinseln, vor allem auf Papua-Neuguinea. Er resultierte aus dem massenhaft von den Amerikanern und Japanern auf die Inseln abgeworfenem Kriegsmaterial (Fertigkleidung, Konservennahrung, Zelte, Waffen und andere Ware) und brachte drastische Änderungen des Lebensstils der Inselbewohner mit sich.

## Ökonomische Betrachtung

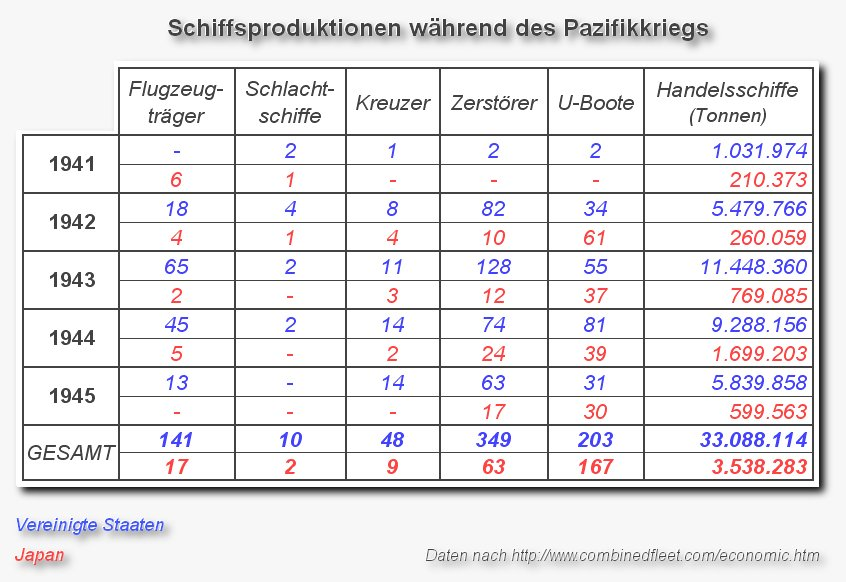
Schiffsproduktionen der USA und Japan während des Pazifikkriegs

Zwar besaßen die Japaner zu Beginn des Pazifikkriegs die am besten durchstrukturierte und schlagkräftigste Flotte weltweit, doch war die Kaiserlich Japanische Marine im Verlauf des Krieges der amerikanischen Übermacht nicht mehr gewachsen. Dies hatte im Wesentlichen ökonomische Gründe.
Mit dem rund siebzehnfachen Staatshaushalt, einer Stahlproduktion, die die japanische um das Fünffache übertraf und einer siebenmal höheren Kohleproduktion waren die Produktionskapazitäten der USA denen Japans weit überlegen. Dazu kamen modernere und effektivere Produktionsstätten. So war die Pro-Kopf-Produktivität der Amerikaner zu dieser Zeit die höchste weltweit. Die nebenstehende Tabelle zeigt die Schiffsproduktionen der Amerikaner und Japaner im Verlauf des Pazifikkriegs. Daraus wird deutlich, dass gegen Ende des Krieges die Materialüberlegenheit der USA erdrückend war. Nicht berücksichtigt dabei sind die vor Kriegsausbruch vorhandenen Flotteneinheiten und die Kriegsverluste an Schiffen.
Das Ungleichgewicht in der militärischen Produktivität war den Japanern bereits vor dem Überfall auf Pearl Harbor bekannt. Die japanische Militärführung ging daher in der gesamten Planung davon aus, ein kurzfristiges „Fenster der Verwundbarkeit“ auf Seiten des US-Militärs ausnutzen zu können. Der US-Senat hatte noch in Friedenszeiten eine Aufrüstung der Marine in einem Umfang beschlossen, der die Marine Japans allein durch die Anzahl der hergestellten Kriegsschiffe deklassiert hätte. Während Japans Streitkräfte besonders zu Beginn des Krieges oftmals technologisch überlegen waren, beispielsweise bei Flugzeugen oder U-Booten, überholten die USA Japan im Laufe des Krieges in vielen entscheidenden Bereichen, beispielsweise im Bereich der wichtigen Radar-Technologie.

## Soldatenfriedhöfe und Gedenkstätten

### USA
Die folgenden Friedhöfe und Denkmäler wurden großteils von der seit 1923 bestehenden American Battle Monuments Commission errichtet und werden seither von dieser Organisation verwaltet und gepflegt.

#### USS Arizona Memorial

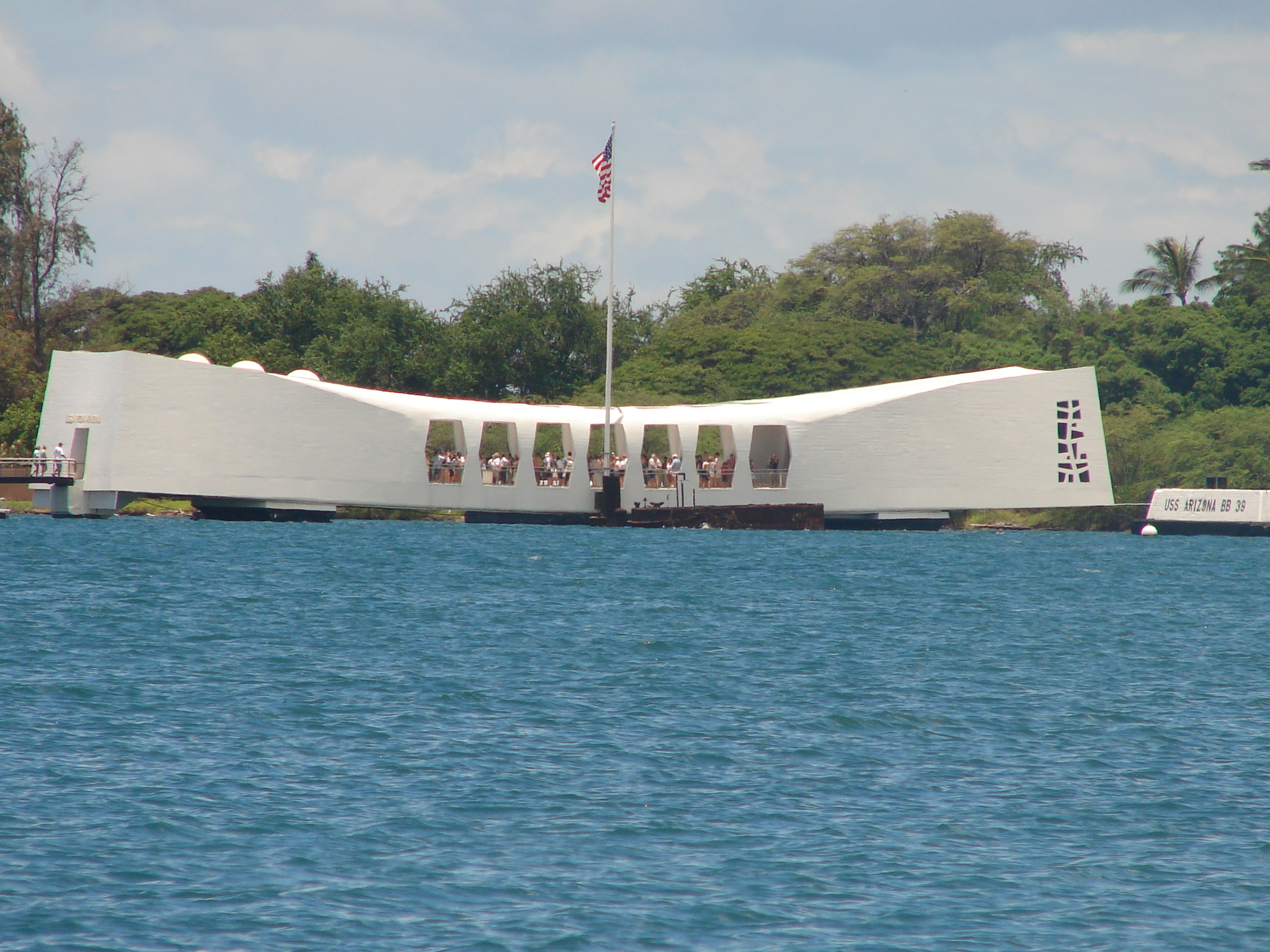
Die Gedenkstätte der US Navy über der versunkenen USS Arizona zum Gedenken an die dort gefallenen Soldaten

Die Gedenkstätte USS Arizona Memorial überspannt das Wrack der am 7. Dezember 1941 gesunkenen USS Arizona. Sie markiert die Ruhestätte der 1102 von 1177 Soldaten, die beim Untergang der USS Arizona ums Leben kamen.
Die Stätte wurde 1962 eingeweiht und 1980 eröffnet. Es überspannt das Wrack, ohne es zu berühren. Am 5. Mai 1989 wurde das Wrack zur National Historic Landmark ernannt. Es wird jährlich von mehr als 1 Million Besuchern besucht.

#### Manila American Cemetery and Memorial

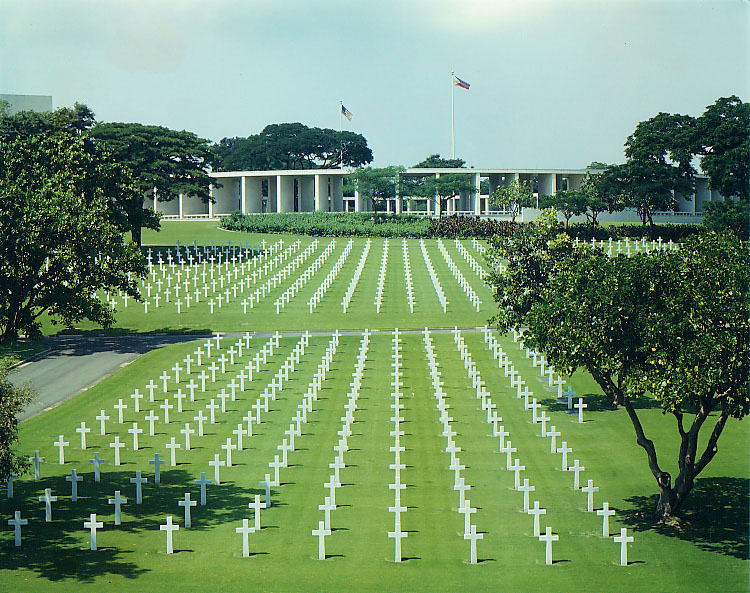
Der amerikanische Soldatenfriedhof bei Manila

Die amerikanische Gedenkstätte und der Soldatenfriedhof liegen etwa zehn Kilometer südöstlich von Manila entfernt. Die Stätte grenzt an das Fort Bonifacio, das ehemalige US-Fort William McKinley.
Der 61,5 ha große Bereich beherbergt die größte US-Gräberstätte des Zweiten Weltkriegs. Hier liegen 17.206 Soldaten begraben. Die meisten von ihnen kamen während des Einsatzes in Neuguinea und auf den Philippinen ums Leben.
In der steinernen Kapelle befinden sich 25 Mosaikkarten, welche die erfolgreich beendeten Einsätze der Amerikaner im Pazifikraum, China, Indien und Burma dokumentieren. Auf einer großen Kalksteintafel sind die Namen von 36.285 Vermissten aufgeführt.

#### Honolulu Memorial
Die Honolulu Gedenkstätte ist Bestandteil des National Memorial Cemetery of the Pacific und liegt in einem kleinen externen Vulkankrater nahe dem Stadtzentrum von Honolulu auf Oʻahu, Hawaii. Dort befinden sich die Namen von 18.096 Vermissten des Pazifikkriegs, ohne die des Südwestpazifiks (s. o.). Zusätzlich sind dort die Namen von 8196 Vermissten des Koreakriegs und 2504 Vermisste des Vietnamkriegs eingraviert.
Auch hier finden sich Mosaikkarten der amerikanischen Erfolge im Pazifik. Dazu ebenfalls solche aus dem Korea- und Vietnamkrieg.

#### Guadalcanal American Memorial

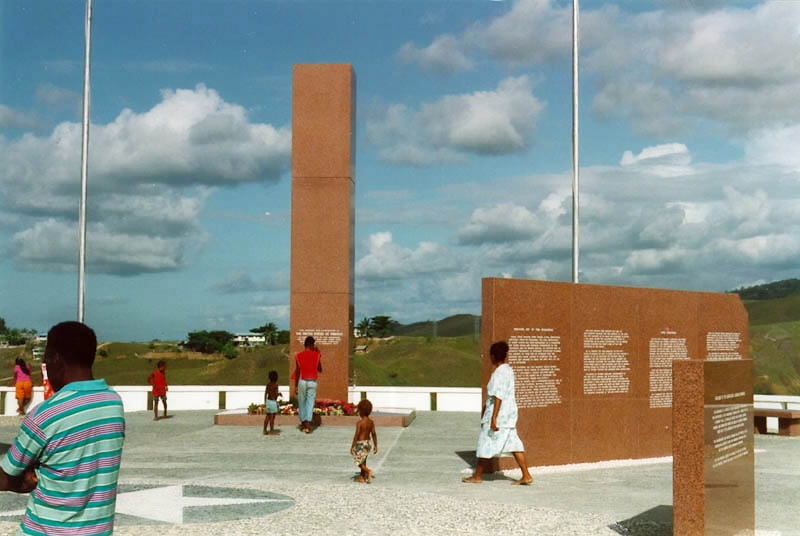
Guadalcanal American Memorial

Die oberhalb der Hauptstadt der Salomonen, Honiara, gelegene Gedenkstätte wurde gemeinsam von der American Battle Monuments Commission und der Guadalcanal-Solomon Islands Memorial Commission erbaut. Sie erinnert an die Gefallenen der USA und deren Alliierten während der Schlacht vom 7. August 1942 bis zum 9. Februar 1943.
Die Gedenkstätte besteht aus einer quadratischen Säule, deren Kantenlänge etwa 1,2 m und deren Höhe ca. 7,3 m ist. Auf der Säule ist eine Inschrift eingraviert.
Vier Wände, die auf die Hauptkampforte der Salomonen ausgerichtet sind beinhalten die Namen der Schlachten sowie Listen der dort verlorenen US-Schiffe und Schiffe der Alliierten.

#### Saipan American Memorial

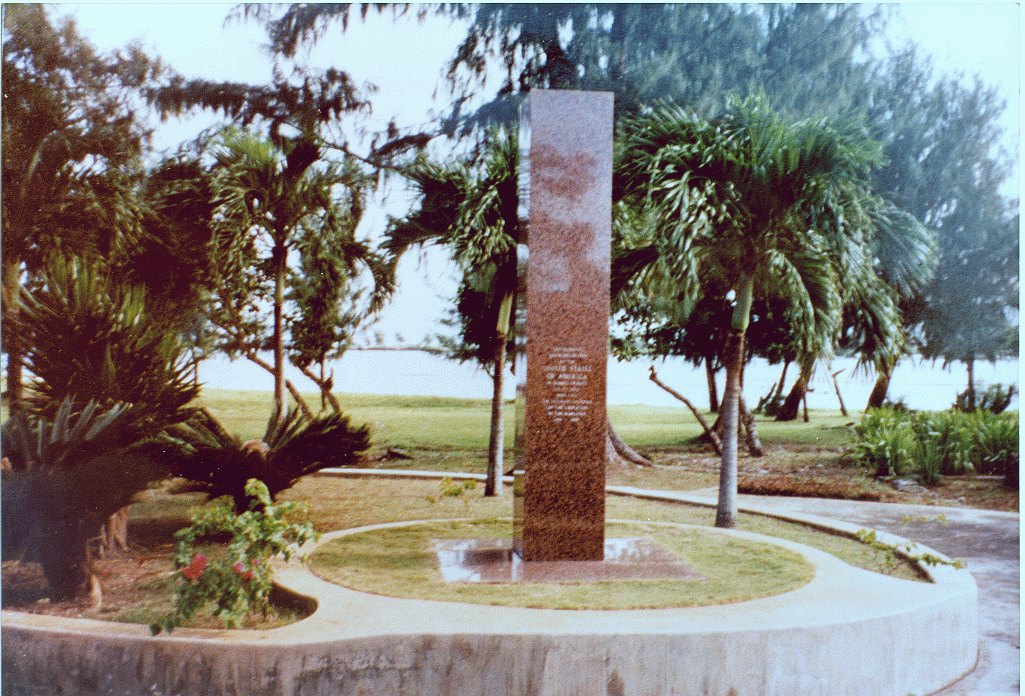
Saipan American Memorial

Oberhalb des Hafens von Tanapag auf Saipan wurde von den USA das Saipan American Memorial erbaut. Als Teil eines Erinnerungsparks aufgestellt, werden dort die Amerikaner und die einheimischen Chamorras geehrt, die während der Schlacht um die Marianen gefallen sind. Speziell wird hier der 24.000 Amerikaner gedacht, die bei der Befreiung von Saipan, Tinian und Guam zwischen dem 15. Juni und dem 11. August 1944 ums Leben kamen.
Die Gedenkstätte besteht aus einem etwa 3,6 m hohen rechteckigen Obelisk aus Rosengranit, der in eine Umgebung aus einheimischer Flora eingebettet ist. Etwas nördlich steht ein etwa 7 m hoher Turm mit einem Glockenspiel.

#### Papua American Marker
Diese Bronzetafel wurde anlässlich des 50. Jahrestages der Ankunft General MacArthurs in Port Moresby, Papua-Neuguinea, am 6. November 1992 in der Kanzlei der örtlichen US-Botschaft enthüllt.

#### Cabanatuan American Memorial

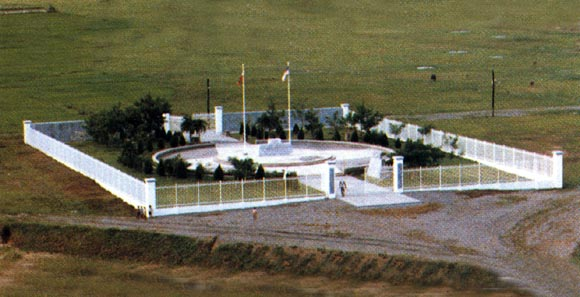
Cabanatuan American Memorial

Dieses Denkmal wurde nach dem Krieg von Überlebenden des Todesmarschs von Bataan und des Cabanatuan Kriegsgefangenenlagers errichtet. Seit 1989 ist die ABMC für deren Verwaltung und Pflege verantwortlich.

#### World War II Valor in the Pacific National Monument
Am 5. Dezember 2008 proklamierte Präsident George W. Bush das World War II Valor in the Pacific National Monument als organisatorisches Dach für neun bisher unzusammenhängende Gedenkstätten an den Pazifikkrieg in den Bundesstaaten Alaska, Hawaii und Kalifornien. In Alaska wurden drei Standorte auf den Aleuten erfasst, die an die Schlacht um die Aleuten erinnern, in Hawaii wurden bestehende und neue Gedenkstätten im Hafen von Pearl Harbor organisatorisch zusammengefasst und dem National Park Service übergeben. In Kalifornien wurde das größte Lager der Internierung japanischstämmiger Amerikaner als Gedenkstätte ausgewiesen. Mit dem Gesetz John D. Dingell, Jr. Conservation, Management, and Recreation Act, unterzeichnet am 12. März 2019 wurde das National Monument aufgelöst und in drei separate Schutzgebiete aufgeteilt: Das Pearl Harbor National Memorial auf Oahu, Hawaii, das Aleutian Islands World War II National Monument in Alaska und das Tule Lake National Monument in Kalifornien.

### Japan

#### Yasukuni-Schrein
Im Yasukuni-Schrein, einem Shintō-Schrein in Tokio, werden jene Angehörigen des japanischen Militärs als kami und Heldenseelen (英霊, eirei) verehrt, die auf der Seite der kaiserlichen Armeen im Kampf gefallen sind. Dazu gehören auch die Soldaten des Pazifikkriegs, die in Seelenregistern zusammengefasst wurden.
Besonders scharf wird im In- und Ausland kritisiert, dass auch die bei den Kriegsverbrecherprozessen von Tokio zum Tode verurteilten Offiziere sowie auch etwa Angehörige der berüchtigten Einheit 731, die im Krieg in der Mandschurei Experimente mit biologischen Waffen an Kriegsgefangenen und chinesischen Zivilisten durchführte, verehrt werden. Die japanischen Kaiser Hirohito und Akihito haben den Schrein nicht mehr besucht, seit 1979 bekannt wurde, dass im Jahr davor die Kriegsverbrecher der Kategorie A (Verbrechen gegen den Weltfrieden) in die Liste der kami aufgenommen worden waren. Der Schrein selbst bezeichnet in Broschüren und heute auch auf seiner Webseite die Tokioter Prozesse als Schauprozesse und gilt somit als revisionistisch.
Dies gilt auch für das neben dem Schrein stehende Museum Yūshūkan. Hier wird das Selbstopfer für Kaiser und Vaterland als sakrales Opfer dargestellt. Der Tenor des Museums, wie überhaupt der gesamten Schreinanlage, kommt auf einer anlässlich des 40. Jahrestages des Angriffs auf Pearl Harbor enthüllten Bronzetafel zum Ausdruck: „Fast sechstausend Männer starben bei Selbstmordangriffen, deren tragischer Heldenmut kein Beispiel kennt und der die Herzen unserer Feinde vor Angst erstarren ließ. Die ganze Nation hat angesichts ihrer unerschütterlichen Treue und ihrer Selbstaufopferung Tränen der Dankbarkeit vergossen.“

#### Gedenkstätten in Hiroshima und Nagasaki

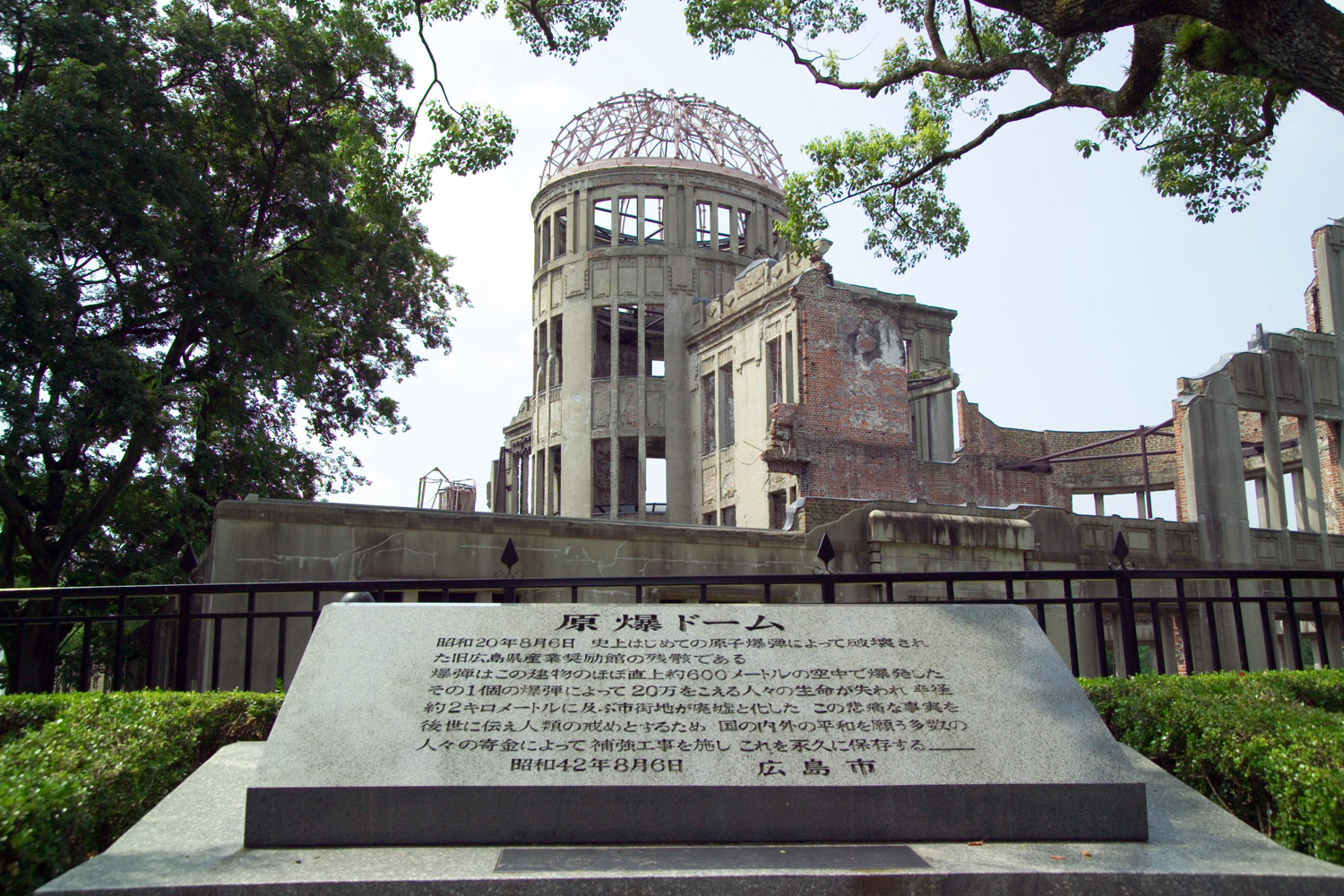
Atombombenkuppel im Friedenspark Hiroshima

Die zerstörte Innenstadt Hiroshimas wurde wieder aufgebaut, nur die zentrale Insel im Fluss Ōta wurde als Friedenspark Hiroshima (Peace Memorial Park, heiwakōen) erhalten. Auf dem Gelände befinden sich eine Reihe von Gedenkstätten, darunter eine Flamme, die erlöschen soll, wenn die letzte Atombombe vernichtet worden ist, der Atombombenkuppel (Gembaku), das Friedensmuseum Hiroshima, das Kinder-Friedensdenkmal, das an Sadako Sasaki erinnert, sowie eine Erinnerungsstätte für die getöteten koreanischen Zwangsarbeiter.
Seit dem 6. August 1947 wird in Hiroshima alljährlich der Opfer des Atombombenabwurfs mit einer großen Gedenkfeier gedacht.
Auch in Nagasaki befindet sich ein Park für den Frieden (Matsuyama-machi), mit einem Monument und mit zahlreichen Skulpturen verschiedener Länder und Partnerstädte, das an die dortigen Opfer des Atombombenabwurfs erinnert. In der Friedenshalle, die wie das Friedensmuseum in Hiroshima als gemeinsames Denkmal für den Frieden und gegen Atomwaffen errichtet wurde, wird in einem Rundgang die Geschichte des Bombenabwurfs und deren Opfer erzählt.

#### Okinawa Prefectural Peace Memorial Museum
Der Peace Memorial Park auf Okinawa liegt am Südende der Insel. Bestandteil ist das Kriegsmuseum, das den Weg zur Schlacht, die Schlacht selbst und den Wiederaufbau von Okinawa dokumentiert. Einige Kilometer westlich steht das Himeyuri Monument, das an die Schülerinnen des Himeyuri Gakutotai erinnert, die unter den schlimmsten Bedingungen in Lazaretten auf der Insel dienten. Auch die unterirdischen Tunnel des ehemaligen japanischen Marine-Hauptquartiers liegen in der Nähe und können besichtigt werden.

#### Gedenkstätte und Massengrab der Oka-Einheit auf Guadalcanal
Nahe dem Mount Austen in etwa 14,5 km Entfernung vom Henderson Airfield befindet sich auf dem Hügel 27 eine kleine weiße Säule mit einer Plakette. Sie wurde 1994 von Japanern aus Fukuoka zum Gedenken an die unter dem Befehl von Akinosuke Oka stehenden Infanteristen aufgestellt, die hier im Kampf um die Insel fielen. Auf dem gegenüberliegenden Hügel 31 befindet sich ein Massengrab, in dem 85 japanische Soldaten liegen. Die sterblichen Überreste wurden 1984 von Japanern im Umland ausgegraben und in diesem Grab beigesetzt.
Am Fuß des Hügels 35 befindet sich die 1984 eröffnete japanische Hauptgedenkstätte. Auf einem weißen Sockel steht ein Fischer, der über die weite See schaut. Über seiner Schulter hängt ein Fischernetz. Die Skulptur stellt Seiichi Takahashi, einen dort gefallenen Soldaten dar.

#### Gedenkstätte bei Isely Field, Saipan
Nahe dem heutigen internationalen Flughafen auf Saipan in den Nördlichen Marianen befindet sich eine japanische Gedenkstätte, die auf Tafeln die Namen der dort gefallenen japanischen Soldaten beinhaltet. Das ehemalige Isely-Flugfeld war ein Kampfschauplatz zwischen den USA und Japan.

### China
Erinnerungshalle für das Massaker von Nanking
Für die von den Japanern zu Beginn des Krieges im Dezember 1937 ermordeten rund 300.000 Chinesen wurde 1985 in Nanking eine Halle zu deren Andenken errichtet. Die bekannten Namen der Opfer sind in die sogenannte „Cry-Wall“ eingraviert. Die Halle steht beim Jiangdong-Stadttor, in dessen unmittelbarer Nähe sich ein Massengrab mit rund 10.000 Leichen des Massakers befindet.

### Osttimor
Denkmal für die Opfer der japanischen Besetzung Timors
Im Viertel Taibesi der Landeshauptstadt Dili wurde 1946 ein Denkmal aufgestellt zur Erinnerung an die Opfer der japanischen Besatzung. Es besteht aus dem Wappen Portugals, der damaligen Kolonialmacht und zwei gekreuzten Gewehren.

### Gemeinsame Gedenkstätten
Japanisch-Amerikanische Gedenkstätte auf Attu
Am 1. Juli 1987 errichteten die Japaner und die USA ein gemeinsames Denkmal auf der Aleuten-Insel Attu. Das 5,5 m hohe Stahlmonument steht auf einer Bergspitze 9,5 km oberhalb der US-Küstenwachtstation. Direkt daneben liegt ein Gedenkstein, der im Jahr 1978 von einem japanischen Privatmann dort platziert wurde.

## Filme

### Spielfilme
- Hacksaw Ridge (Hacksaw Ridge – Die Entscheidung), USA/AUS 2016, von Mel Gibson mit Andrew Garfield, behandelt die Taten von Desmond Doss auf Okinawa.
- Letters from Iwo Jima, USA 2006, Regie: Clint Eastwood, Darsteller: Ken Watanabe, Kazunari Ninomiya, u. a.
- Flags of Our Fathers, USA 2006, Regie: Clint Eastwood, Darsteller: Ryan Phillippe, Adam Beach, Jesse Bradford, u. a.
- The Great Raid (The Great Raid – Tag der Befreiung), USA 2005, Regie: John Dahl, Darsteller: Benjamin Bratt, Joseph Fiennes, James Franco, Marton Csokas, Connie Nielsen u. a. (über die Befreiung von über 500 US-Kriegsgefangenen aus einem japanischen Kriegsgefangenenlager nahe der Stadt Cabanatuan auf der Philippinen-Insel Luzon, deren historisches Vorbild am 30. Januar 1945 stattfand).
- Windtalkers, USA 2002, Regie: John Woo, Darsteller: Nicolas Cage, Christian Slater, u. a.
- Pearl Harbor, USA 2001, Regie: Michael Bay, Darsteller: Ben Affleck, Jon Voight, Jennifer Garner, u. a.
- Snow Falling on Cedars (Schnee, der auf Zedern fällt), USA 1999, Regie: Scott Hicks
- The Thin Red Line (Der schmale Grat), USA 1998, Regie: Terrence Malick, Darsteller: Sean Penn, John Cusack, Adrien Brody, u. a.
- Midway (Schlacht um Midway), USA 1976, Regie: Jack Smight, Darsteller: Charlton Heston, James Coburn, Henry Fonda, u. a.
- Tora! Tora! Tora!, USA 1970, Regie: Richard Fleischer, Kinji Fukasaku, Darsteller: Martin Balsam, Sō Yamamura, Joseph Cotten, u. a.
- The Naked and the Dead (Die Nackten und die Toten), USA 1958, Regie: Raoul Walsh, Darsteller: Aldo Ray, Cliff Robertson, Raymond Massey, u. a.
- Halls of Montezuma (Okinawa), USA 1951, Regie: Lewis Milestone, Darsteller: Richard Widmark, Jack Palance, Karl Malden, u. a.
- Sands of Iwo Jima (Todeskommando Iwo Jima), USA 1949, Regie: Allan Dwan, Darsteller: John Wayne, u. a.
- Back to Bataan (Zwei schlagen zurück), USA 1945, Regie: Edward Dmytryk, Darsteller: Anthony Quinn, John Wayne u. a.
- They Were Expendable (Schnellboote vor Bataan), USA 1945, Regie: John Ford, Darsteller: Robert Montgomery, John Wayne, Donna Reed, Jack Holt, Marshall Thompson, u. a.
- The Purple Heart, USA 1944, Regie: Lewis Milestone, Darsteller: Dana Andrews, Richard Conte, u. a.
- The Fighting Seabees (Alarm im Pazifik), USA 1944, Regie: Edward Ludwig, Darsteller: Susan Hayward, John Wayne u. a.
- Midway (Midway – Für die Freiheit), USA 2019, Regie: Roland Emmerich, Darsteller: Woody Harrelson, Ed Skrein, Patrick Wilson u. a.

### Dokumentarfilme
- Spiegel TV – In der Hölle des Pazifik. DVD/VHS, 2002.
- National Geographic: Die Schlacht um Midway. DVD/VHS, 2003.

### Serie: Pazifikgeschwader 214
- „Pazifikgeschwader 214 – Ein Haufen schwarzer Schafe“, 36-teilige amerikanische TV-Serie (Originaltitel „Baa Baa Black Sheep“), zuerst ausgestrahlt in den USA von NBC 1976–1978, in Deutschland von RTLplus 1989.

### Miniserie: The Pacific
- The Pacific ist eine zehnteilige Miniserie im Stil und von den Machern von Band of Brothers – Wir waren wie Brüder. Die Erstausstrahlung in den USA erfolgte am 14. März 2010 auf HBO, vom 15. Juli bis 16. September 2010 lief die Serie zudem auf Kabel eins.